# 反對逃犯條例修訂草案運動過程 (2020年9月)
| 2019年          | 尚未開始 | 尚未開始 | 3月至6月 | 3月至6月 | 3月至6月 | 3月至6月 | 7月 | 8月 | 9月    | 10月   | 11月   | 12月 |
| 2020年          | 1月      | 2月至4月 | 2月至4月 | 2月至4月 | 5月      | 6月      | 7月 | 8月 | 9月    | 10月   | 11月   | 12月 |
| 2021年          | 1月      | 2月      | 3月      | 4月      | 5月      | 6月      | 7月 | 8月 | 9-11月 | 9-11月 | 9-11月 | 12月 |
| 2022年1月或以後 |          |          |          |          |          |          |     |     |        |        |        |      |

## 2日

### 7.21襲擊事件有受襲市民涉嫌「參與暴動」
新界北總區重案組到大埔區拘捕一名25歲男子，涉嫌在7月21日在元朗站「參與暴動」，被捕者為被白衣人襲擊的市民，目前獲准保釋候查。

## 3日

### 日籍男自由記者涉藏氣槍被捕
日本《產經新聞》報道，一名在港工作和出生的30多歲日籍自由身記者在8月31日被警方拘捕，到翌日獲釋。

### 14歲中槍男童被控在元朗暴動和襲警罪
警方正式落案控告一名14歲大腿中槍的男童，指他在2019年10月4日晚上《禁蒙面法》示威中，涉嫌參與暴動和及一項有意圖造成身體嚴重傷害罪。案件將於9月8日在粉嶺裁判法院提堂。

### 資科辦主任涉網上煽動殺警被捕
警方在杏花邨拘捕一名25歲女子，涉嫌串謀或唆使謀殺。被捕人士為政府資訊科技總監辦公室（OGCIO）二級系統分析／程序編製主任。她被指涉嫌於今年4月起，在「連登討論區」、facebook及透過蘋果手機的Airdrop功能散播煽動信息，誘使他人殺害警務人員及誘使參與未經批准集結。如提及使用開山刀殺害休班警、利用車輛撞防暴警員等。

## 4日

### 中環和你Lunch　4人被票控違限聚令

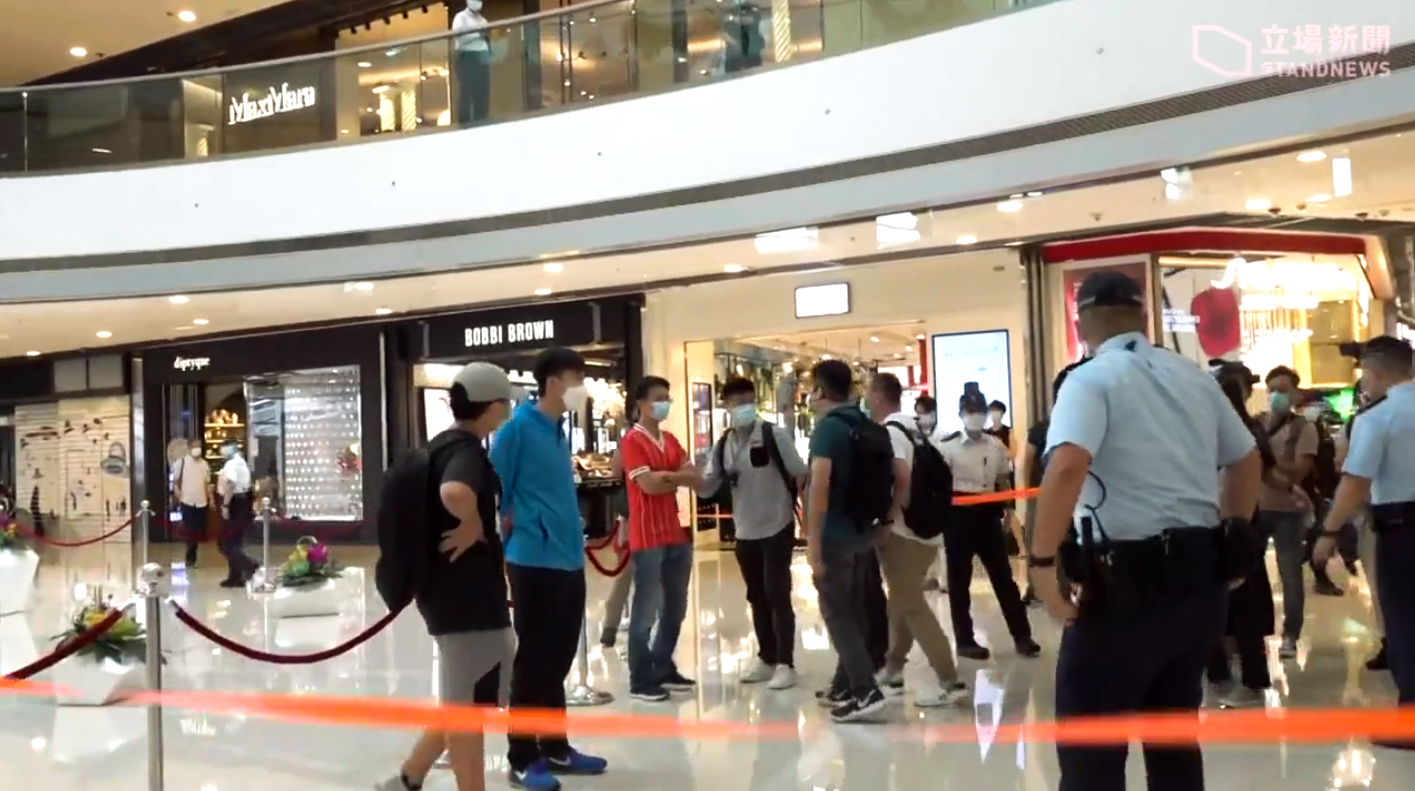
大批警員進入商場包圍兩人截查，之後又將路過的一男一女進行帶往截查

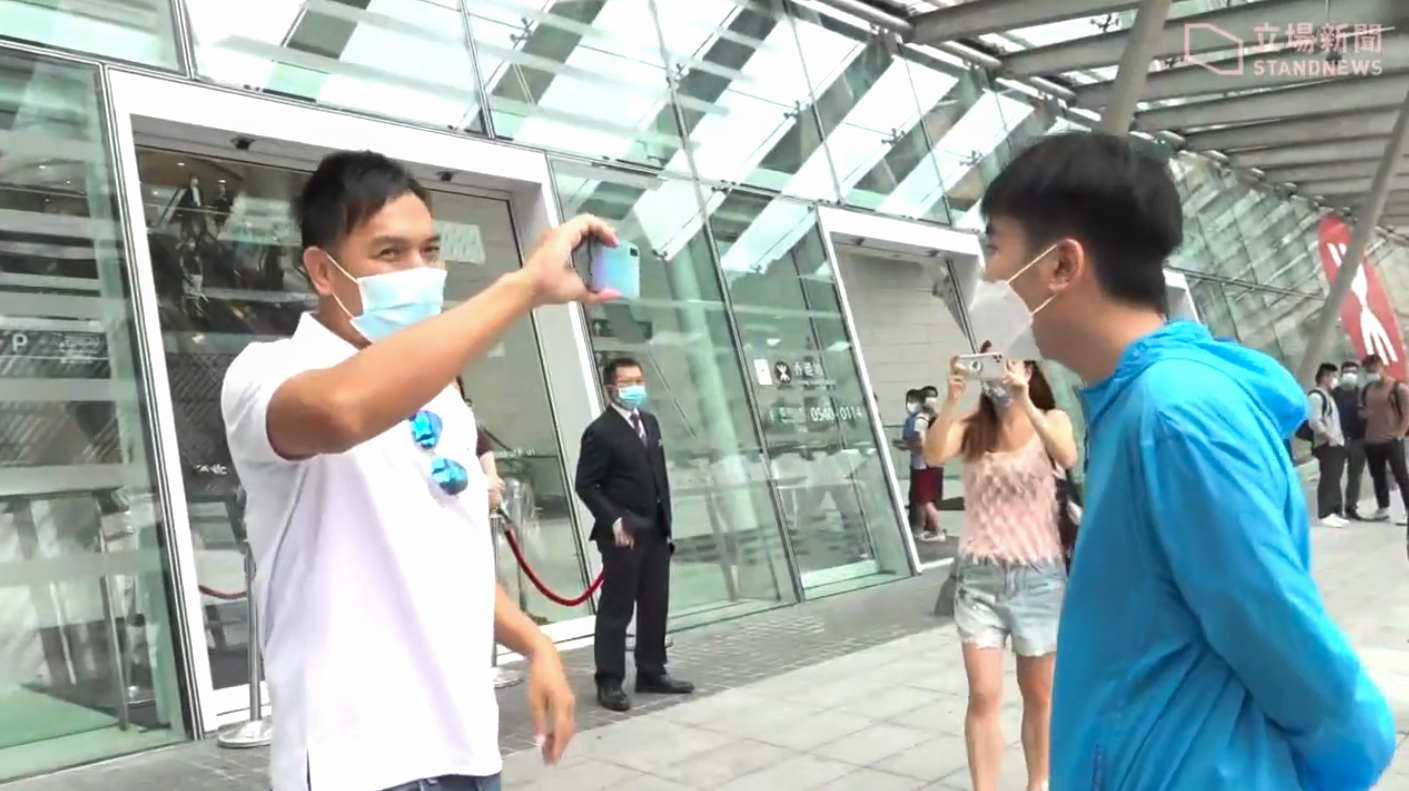
「大波Man」石房有在商場外與「和你Lunch」常客David口角

下午1時，有人在中環國際金融中心商場中庭發起「和你Lunch」，「和你Lunch」常客李國永（David）與一名戴帽年輕男子到場參與，期間在商場內游走時有多名保安跟從，並勸喻勿到某些樓層。到下午1時20分，大批警員進入商場包圍兩人截查，同一時間有便衣警員截查一男一女，最後有4人發出限聚令告票。期間「大波Man」石房有到場，與David口角。但便衣警員未有理會。

### 於831被捕的日本男子並非日本國民
日本外相茂木敏充在記者會表示，8月31日在香港遭當局拘留並於9月1日獲得保釋的人士不是日僑。與香港當局等核實本人身份後，得知其並非日本國籍。

## 5日

### 警方拘捕手機維修店東主
警方於旺角拘捕1名手機維修店東主，他涉嫌於2019年12月18日聯同於內地被捕的部份示威者串謀非法及惡意傷害香港警務人員，意圖使該香港警務人員身體受到嚴重傷害。2020年9月7日於東區裁判法院提堂。由於案件嚴重，裁判官拒絕辯方的保釋申請，被告須還押候訊。

## 6日

### 警方拘捕快必
警方國安處人員於早上拘捕人民力量副主席「快必」譚得志，指他在6月底至8月在九龍區舉行29次街站，在「限聚令」生效期間巧立名目指是防疫講座，但宣傳內容被認為是引起對政府的憎惡或藐視，或者引起民間的不滿。涉嫌違反《刑事罪行條例》。國安處高級警司李桂華在簡報會表示，警方過往在調查時，若發現較適合以其他案件方式處理，會一併調查，國安處亦會用此原則處理。港大法律學院公法講座教授陳文敏稱「煽動文字」是相當政治性的罪行，認為國安處插手介入事件，是以言入罪。

### 9.6九龍大遊行

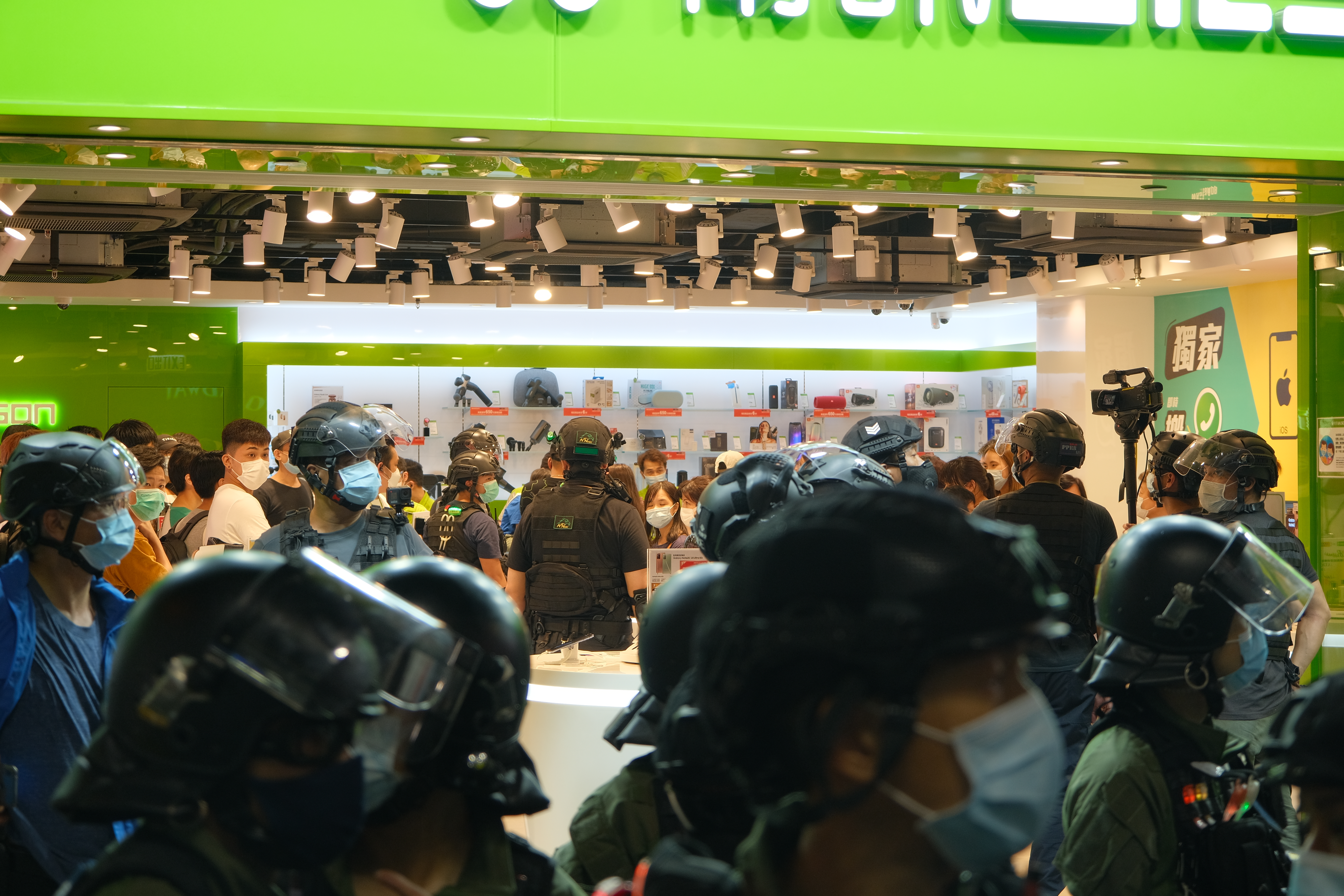
晚上，在西洋菜南街衛訊店內的30名顧客無法離開，有警員進入搜查，全部人被指涉「未經批准集結」被捕

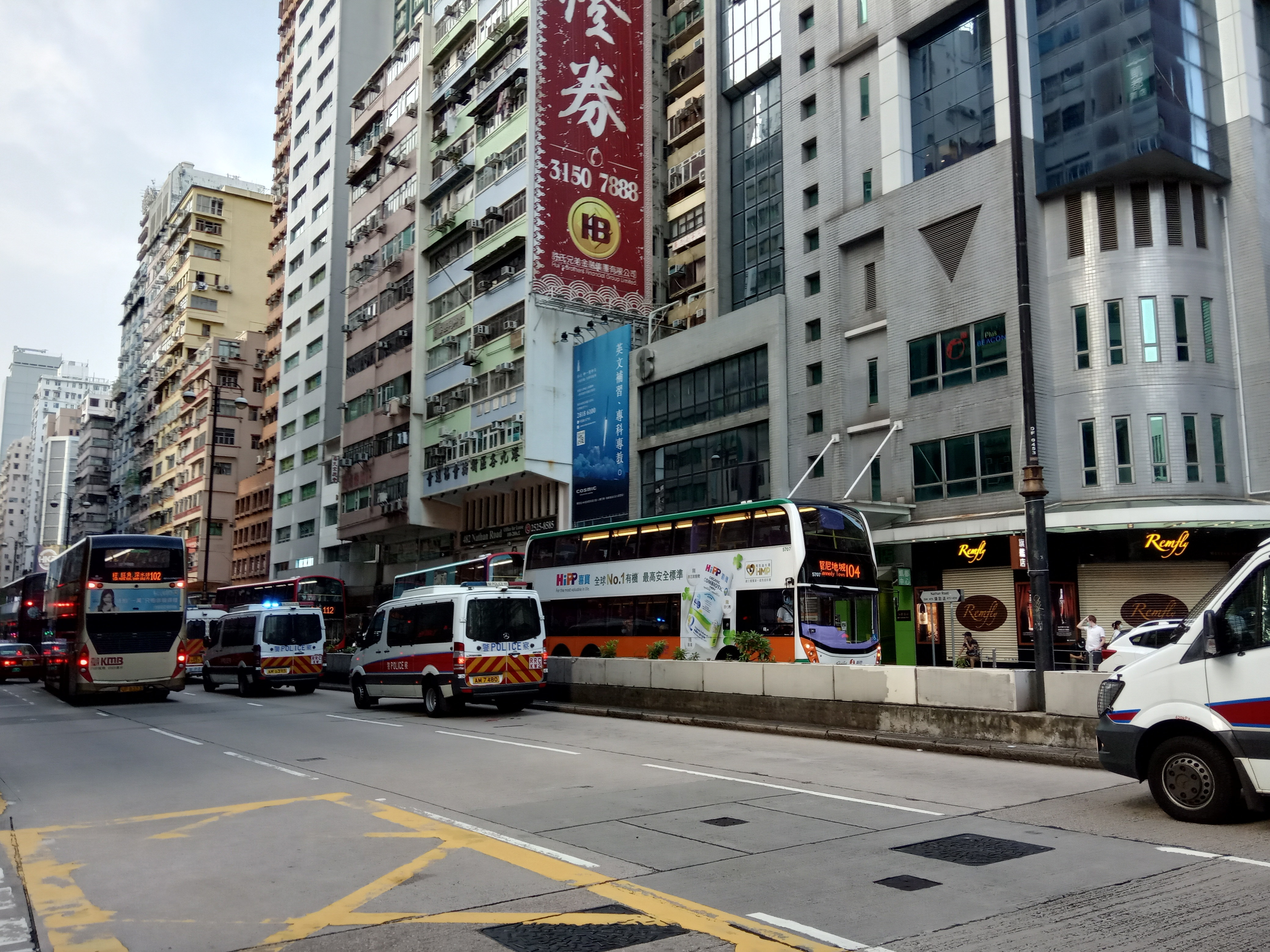
多架警車泊於彌敦道來回線戒備

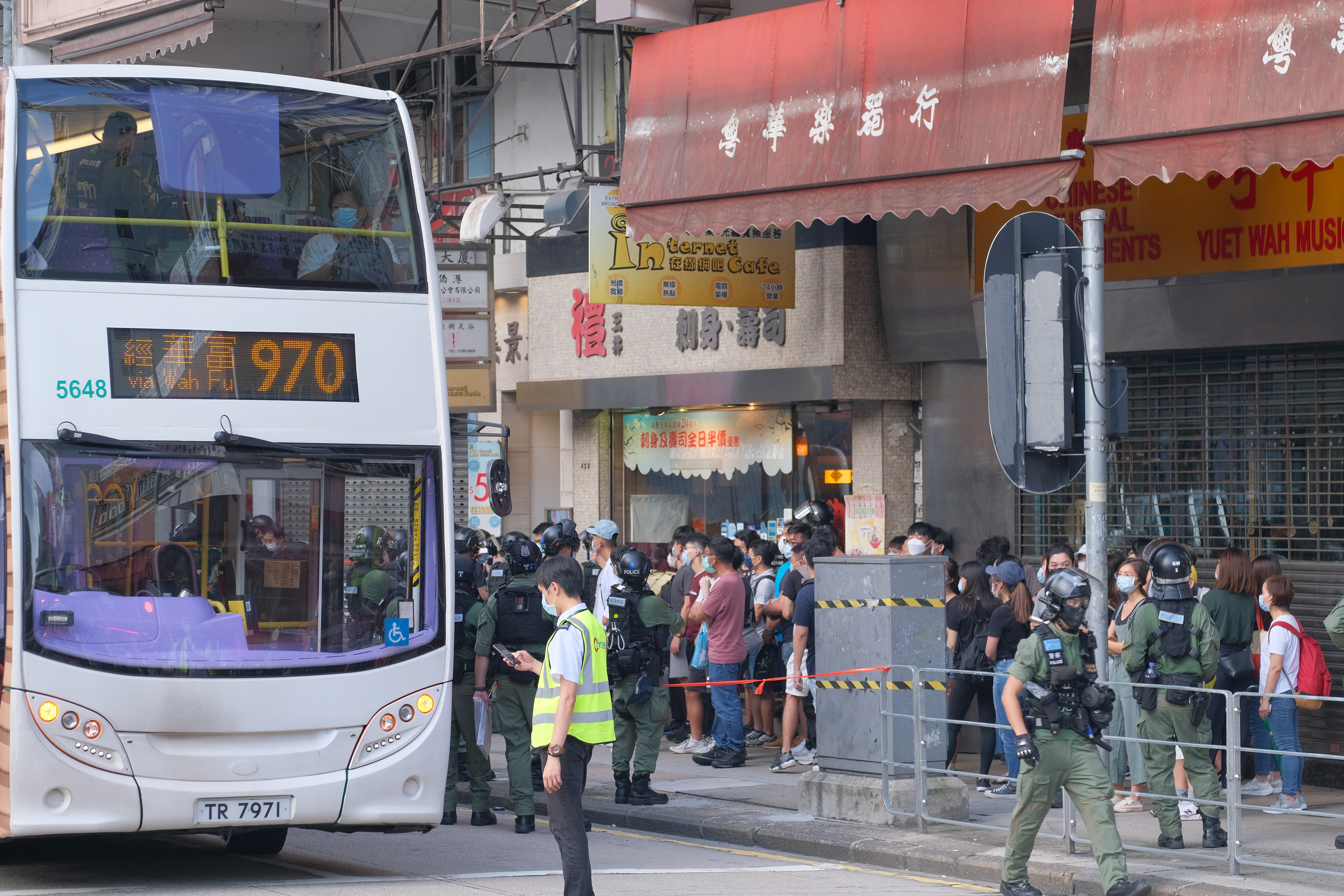
下午4時40分，防暴警走上一輛970號新巴調查

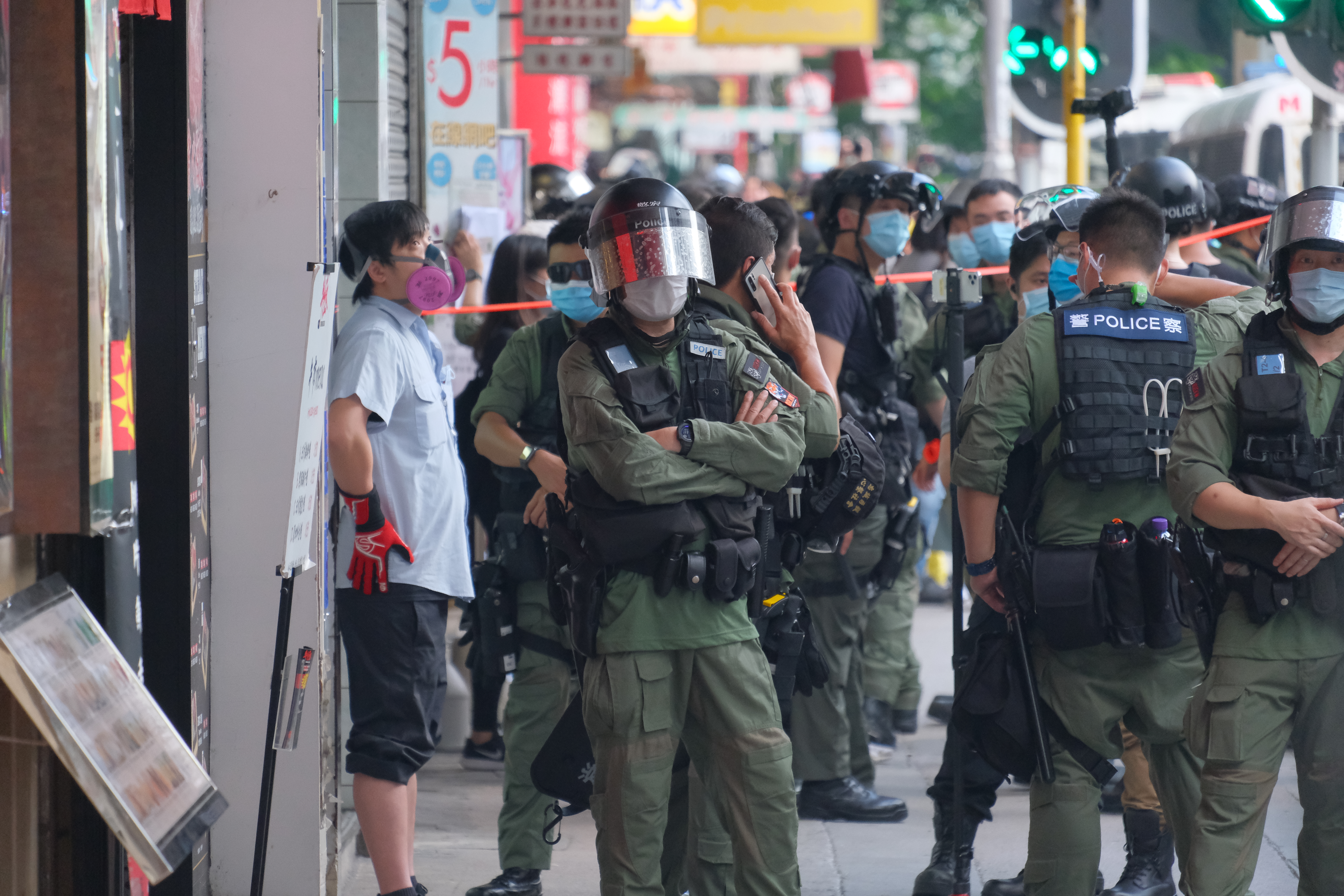
戴上「豬嘴」的防毒口罩的新巴司機被查逾一小時，之後被拘捕

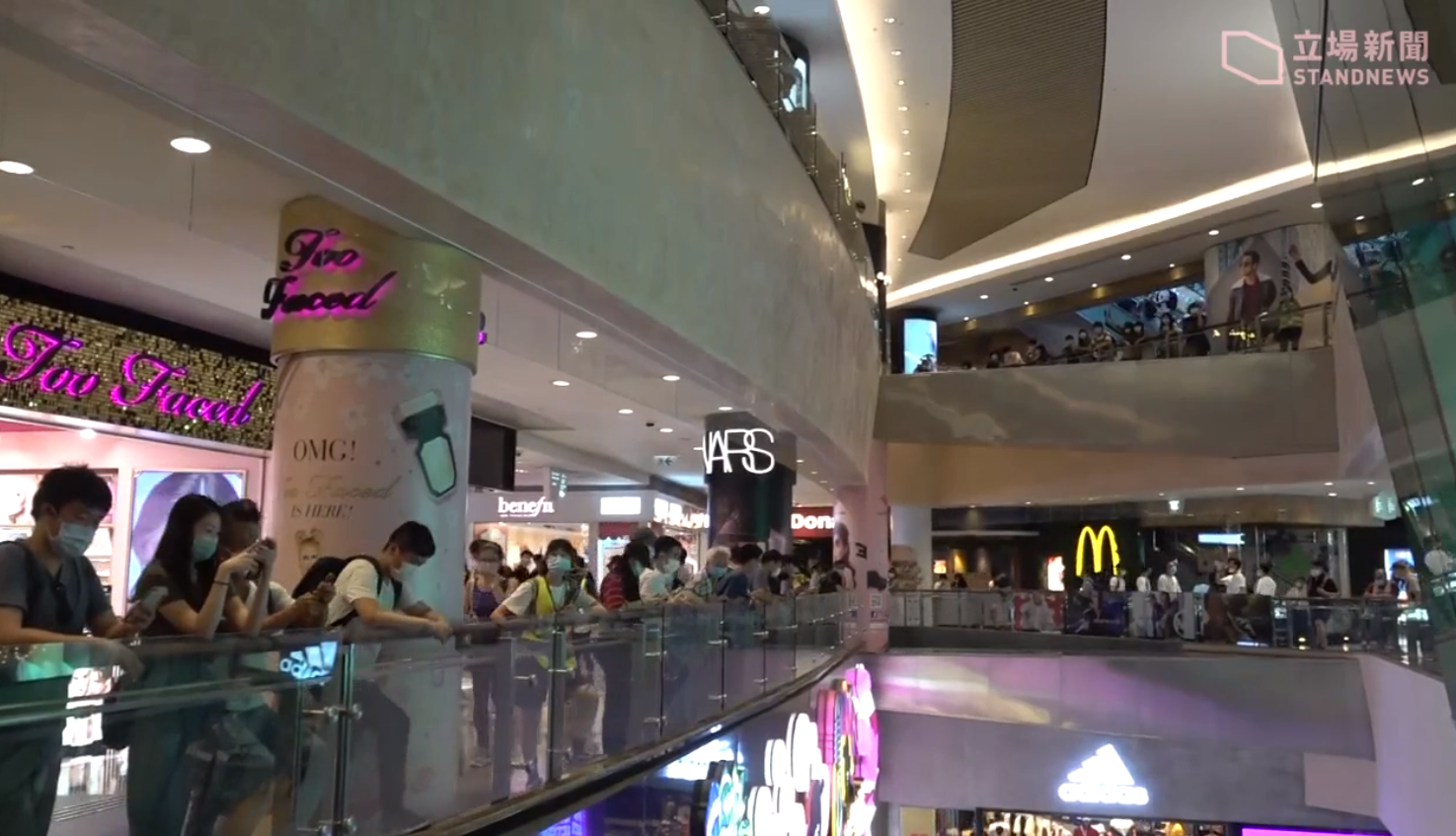
朗豪坊1至3樓有不少市民高叫口號和唱「願榮光歸香港」

下午，有網民發起由九龍佐敦至旺角一帶進行遊行，反對中央政府推行《港區國安法》以及香港政府押後立法會選舉的決定，警方部署至少2,000名警力在周邊嚴密佈防和截查。到傍晚警員開始包圍大量人群進入截查，截至9月6日晚上9時至少289人被捕。期間發生多次武力制服事件，包括將一名12歲買文具的女童壓在地上制服，將一名被捕人士壓頸1分鐘和便衣警員拖行一名男子近20米。而警員更規模拘捕行街或路過的市民，包括禁止衞訊店內顧客離開達4小時，導致有人一度暈倒昏迷而引起批評。另外，一名新巴司機在駕駛時響號提醒警員，但被警方涉危駕和藏有攻擊性武器而被捕。引起部分巴士職工會感到不滿。其後一眾新巴車長在9月8日起發動按章工作抗議，呼籲同業加入響應。

## 7日

### 置地廣場「和你Lunch」2人被拘捕

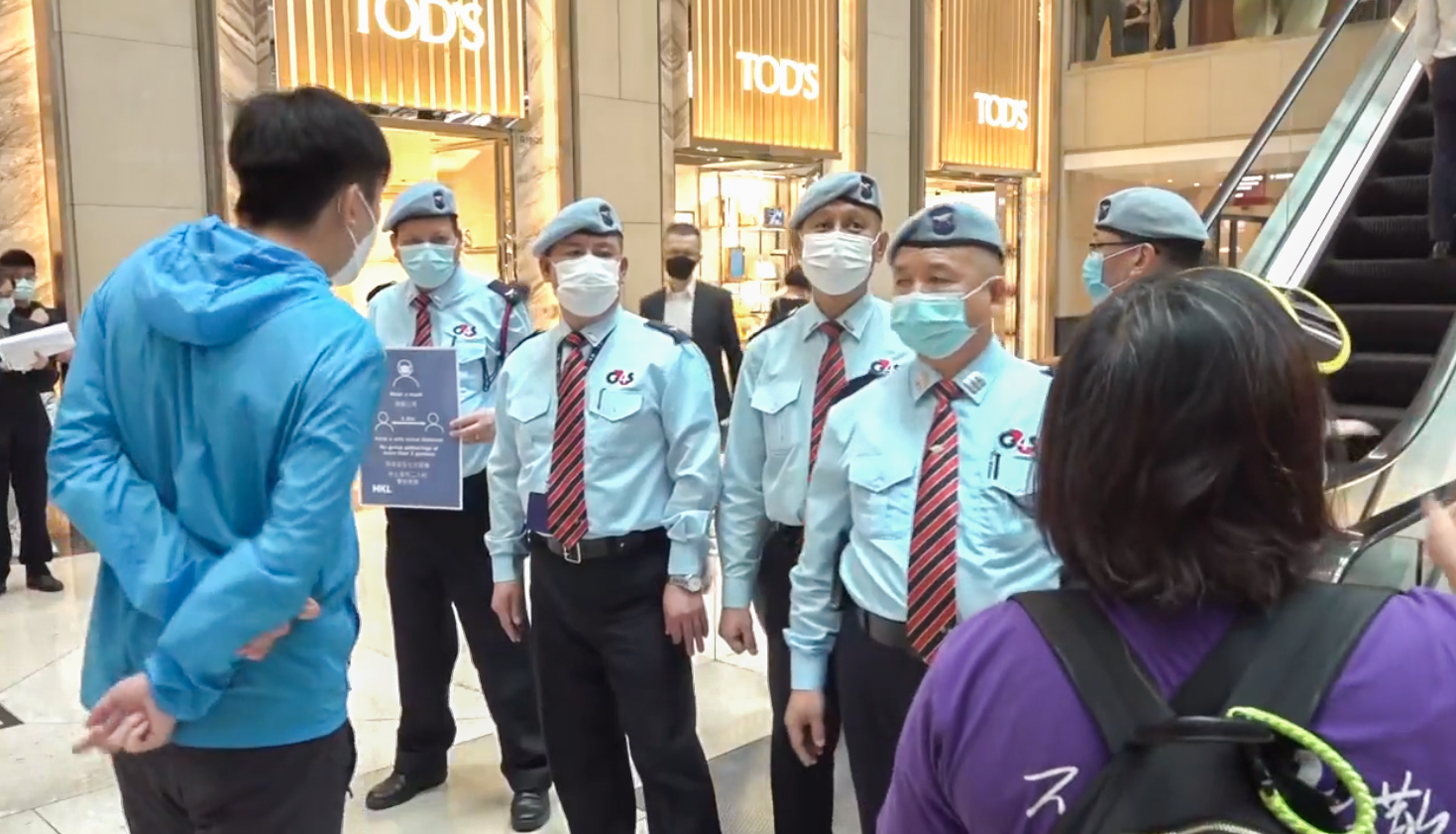
「Lunch哥」David和另外一名中年女士準備前往樓上時，卻被6名保安人員阻止，期間有便衣警員在旁觀察

有網民發起下午1時，在置地廣場中庭舉行「和你Lunch」，抗議警方在昨日大規模拘捕在旺角及油麻地一帶的市民。「Lunch哥」李國永和另外一名中年女士到場參與，舉起象徵「五大訴求」的手勢和高叫口號。當他們準備前往樓上時，卻被6名保安人員阻止。期間有便衣警員在旁觀察。約10分鐘後，大批軍裝警員到場拉起封鎖線，要求女士出示身份證和搜袋。女士拒絕並要求對方提供合理原因，警員表示以「專業判斷」回應，並稱她身上有「危險物品」。最後李氏涉嫌在公眾地方行為不檢被捕；而另一名61歲女子被指用手推向兩名保安，涉嫌普通襲擊被捕。

## 8日

### 習近平引用「反送中」名句
8日在北京人民大會堂舉行的「全國抗擊新冠肺炎疫情表彰大會」上，中共中央總書記習近平為了讚揚抗疫期間，年輕一代不怕苦的精神，說出了「世上没有從天而降的英雄，只有挺身而出的凡人」。
因為這句話是流亡海外的李珏熙於2015年幫助兄長李政熙參選香港區議會選舉的時候為激勵群眾構思了這句政治口號，在「反送中」運動時亦有使用。習近平這番話一出，立即受到部份香港网民的关注，其中原創者李珏熙透過Facebook谴责：「地球上最無恥最邪惡的組織，毀我故鄉、囚禁殺害我族人、逼迫我舉家流亡，然後將我留在香港的一點精神，挪用成哄騙生物武器受害者的話。」「國難五金」也在Facebook發文諷刺：「感謝習主席厚愛，必竭盡全力，繼續推動及緊記習主席的教誨，並且加印T恤，全力教導香港人。」

### 快必繼續提堂
人民力量副主席「快必」譚得志，被警方落案控以4項「發表煽動文字」罪，包括「721唔見人，831打死人，10月1槍殺人」、「光復香港 時代革命」、「五大訴求 缺一不可」、「解散警隊」、「黑警死全家」等口號。其中他曾發表「光復香港 時代革命」口號約70次，警方認為有關口號引發針對政府或警隊的仇恨。另外就1月17日在大埔海濱公園露天劇場及今年1月19日在銅鑼灣崇光百貨外煽惑他人參與未經批准集結罪等3罪。案件下午一併在粉嶺裁判法院提堂。裁判官蘇文隆拒絕保釋，還押至11月17日再提堂。

### 周梓樂離世 10 個月　警方在將軍澳拘捕一男
科大學生周梓樂在將軍澳尚德邨停車場墮下離世10個月，晚上有市民到場悼念，周邊都有大量警員看守，並截查穿黑衣的市民。在活動前，傍晚6時許，有人發起在PopCorn商場舉行「和你Shop」。20多名軍裝警員數分鐘後衝入商場1樓拘捕馬俊文（第二代美國隊長），指他涉嫌煽惑他人參與未經批准的集結。案件交由將軍澳警區反三合會行動組跟進。

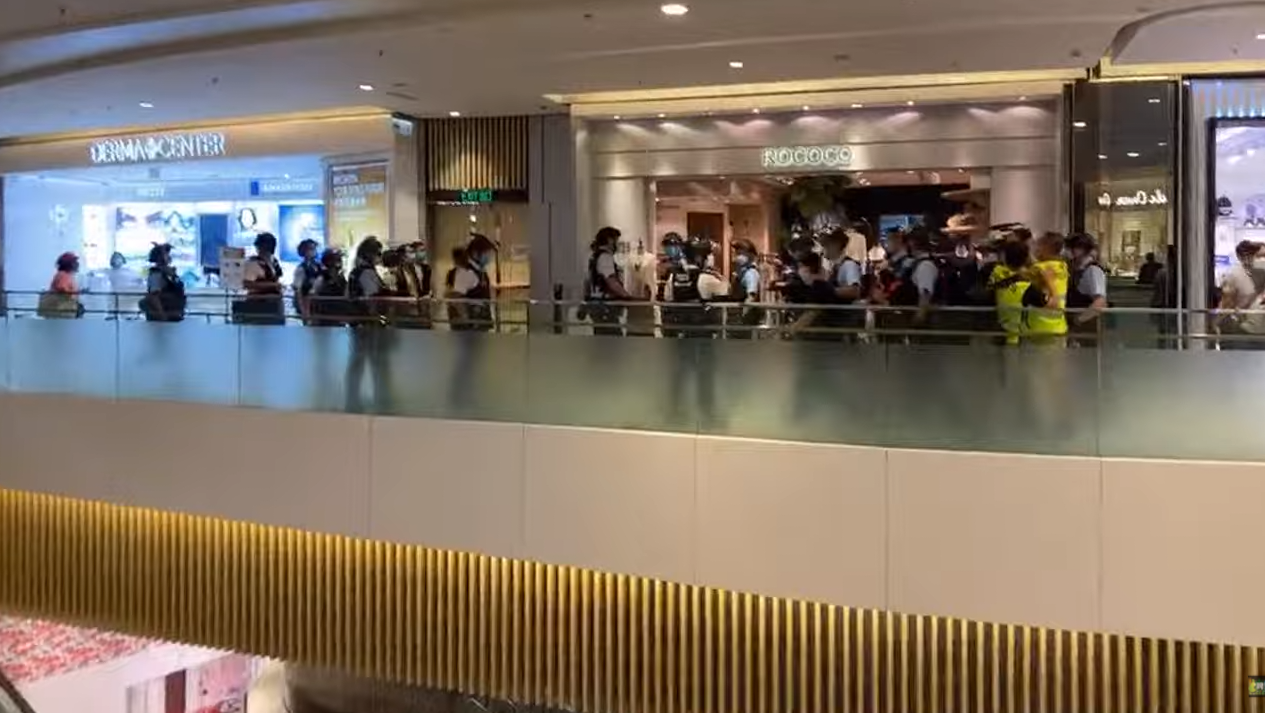
20多名軍裝警員衝入商場1樓拘捕一名男子
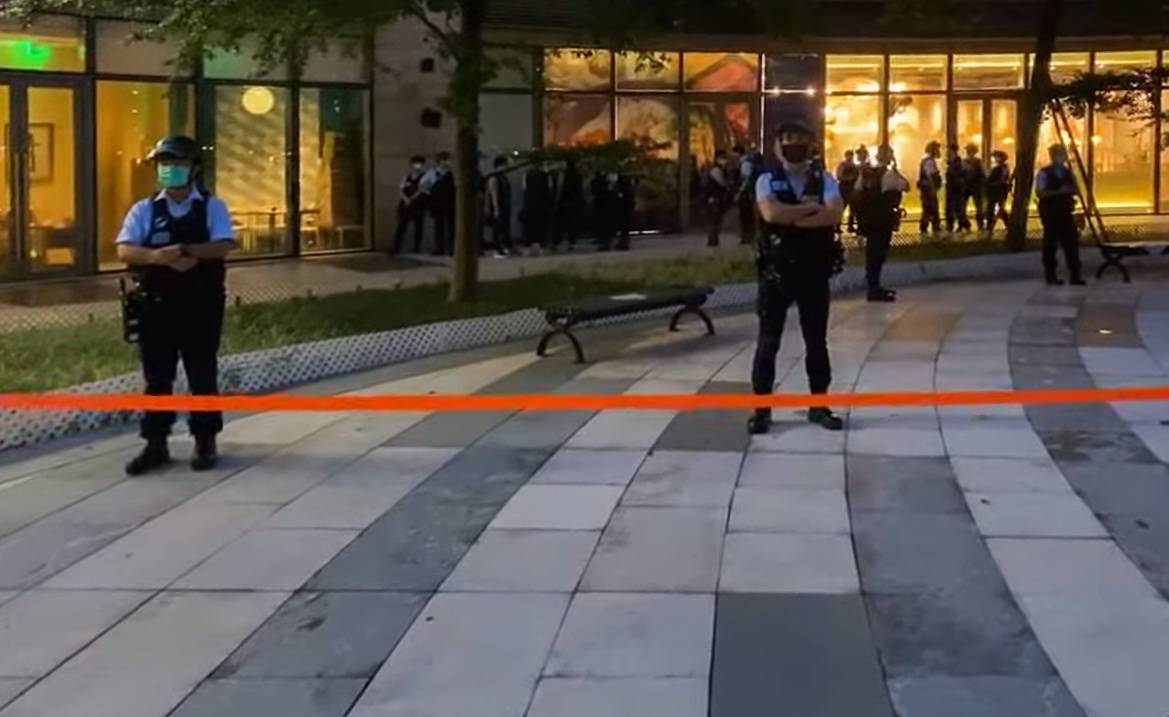
警方截查被捕者期間，一度在商場平台拉起大範圍封鎖線
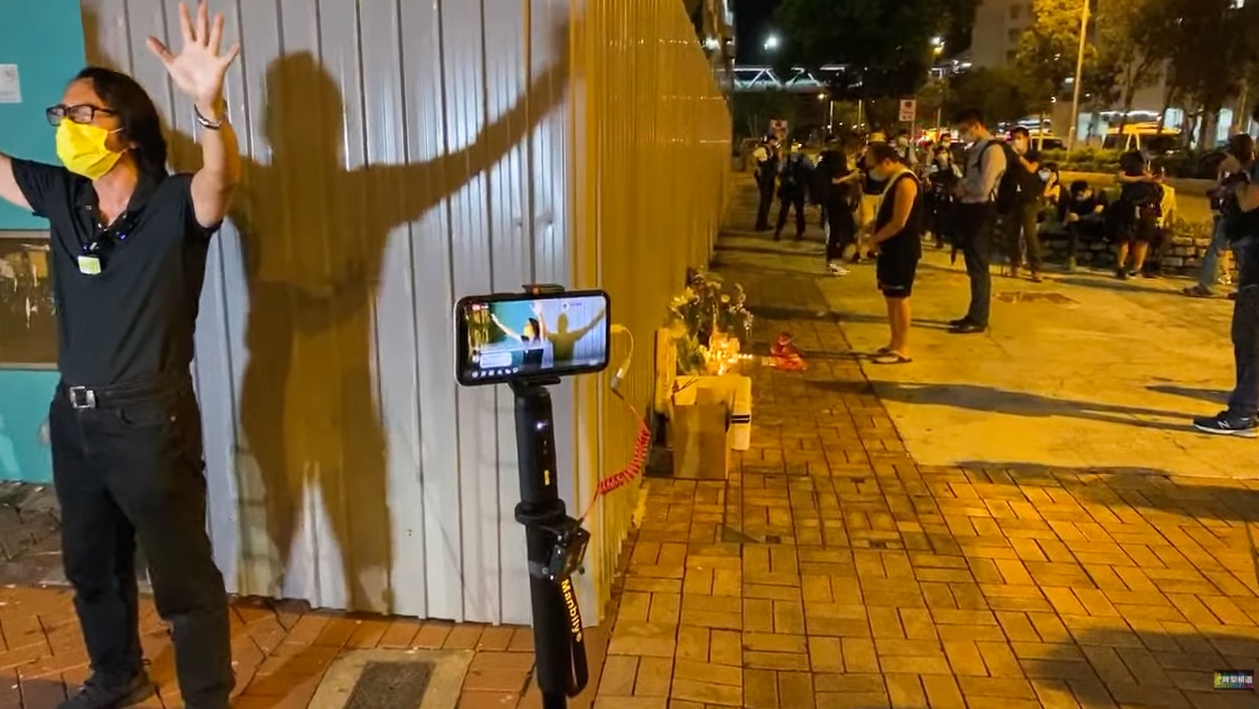
尚德停車場外有市民向周梓樂和陳彥霖照片獻上白花，並點起蠟燭悼念，而牧師呼籲在場人士為香港祈禱

### 警方起訴女子洩露警員個人資料
警方網絡安全及科技罪案調查科經調查後，於2020年8月26日拘捕1名診所女護士，涉嫌將一名求診的警員個人資料上載到社交媒體。女護士於9月8日被正式落案起訴，控告「目的在於使其本人或他人不誠實獲益而取用電腦」罪及「披露未經資料使用者同意而取得個人資料」罪。案件將於9月22日上午於西九龍裁判法院提堂。

## 10日

### 警方拘捕15人 指操控壹傳媒股價

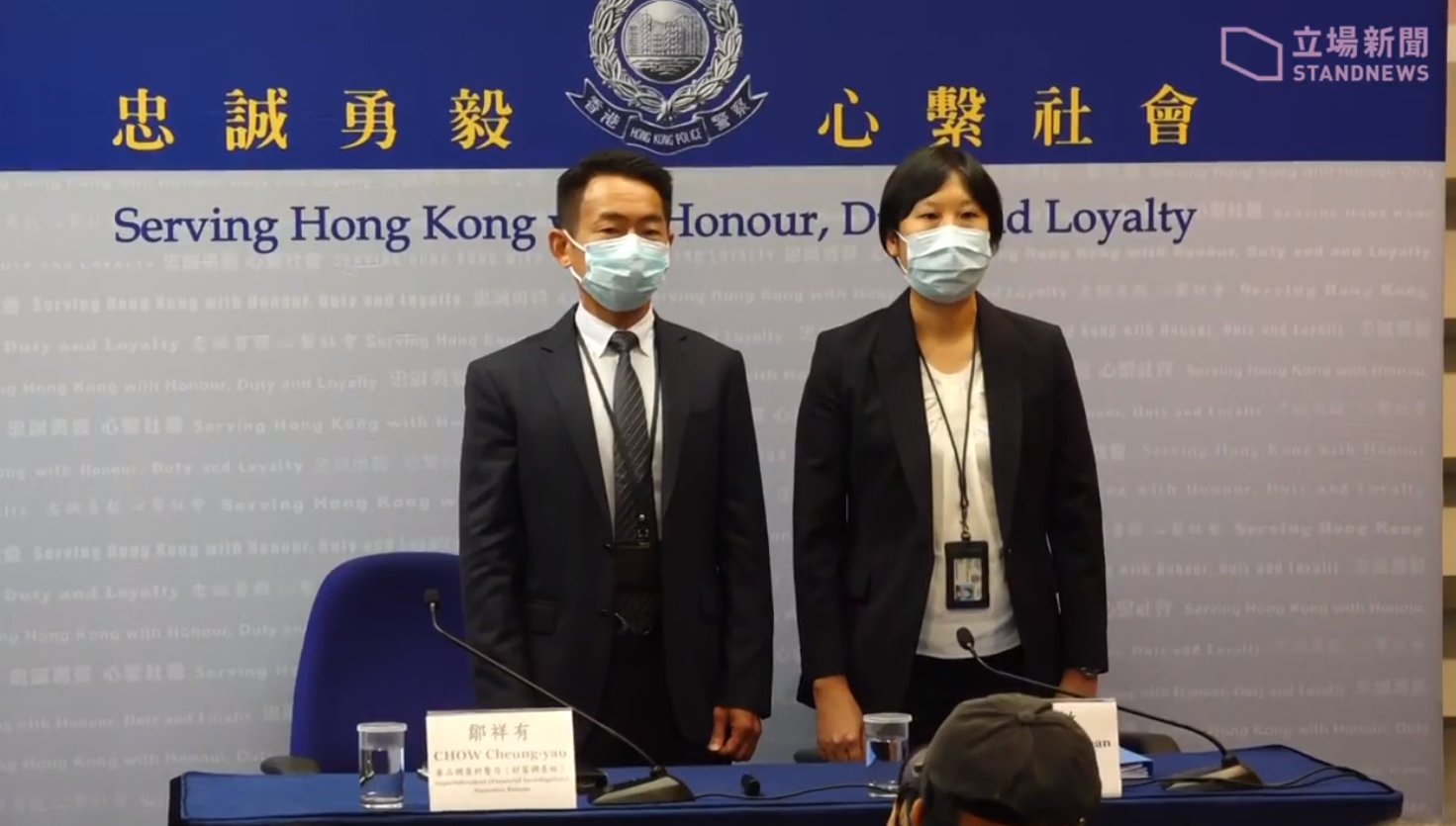
毒品調查科財富調查組警司鄒祥（左）和總警司鍾詠敏（右）交代有人被指操控壹傳媒股價的案情

警方毒品調查科及毒品調查科財富調查組拘捕15人，指他們透過WhatsApp群組聯合推股，之後在9間證券行密集式交易，合共買賣壹傳媒股票逾13,200次，涉嫌舞高弄低股價，從高位獲利，涉串謀詐騙及洗黑錢。總警司鍾詠敏交代案情時指，在8月10日起，壹傳媒股票的交投量及股價出現「極不尋常的波動」，若比較8月7日及11日的單日成交額，相差超過4000倍。她稱「不是針對壹傳媒，而是針對利用壹傳媒事件去呃人、令股民蒙受損失的不法分子」，表示有年長股民損失逾100萬元。而案件調查仍處於初步階段，不排除任何可能性。
被捕的14男1女，年齡介乎22至53歲，其中一人有三合會背景、6人報稱無業，其餘報稱的職業有公務員、自僱人士、傳銷員、全職投資者等。同時檢獲14部電腦、19部手提電話及一批銀行文件，並凍結相關股票及銀行戶口約3300萬元。
到9月11日，證監會就事件罕有發聲明回應，表示已經準備好回應警務處按備忘錄而提出的任何協助要求，而虛假交易是屬於證券及期貨條例下的罪行。暗示警方並無按照雙方既有的合作機制提出協助要求。

### 中環「和你Lunch」 軍裝警員衝入商場拉封鎖線

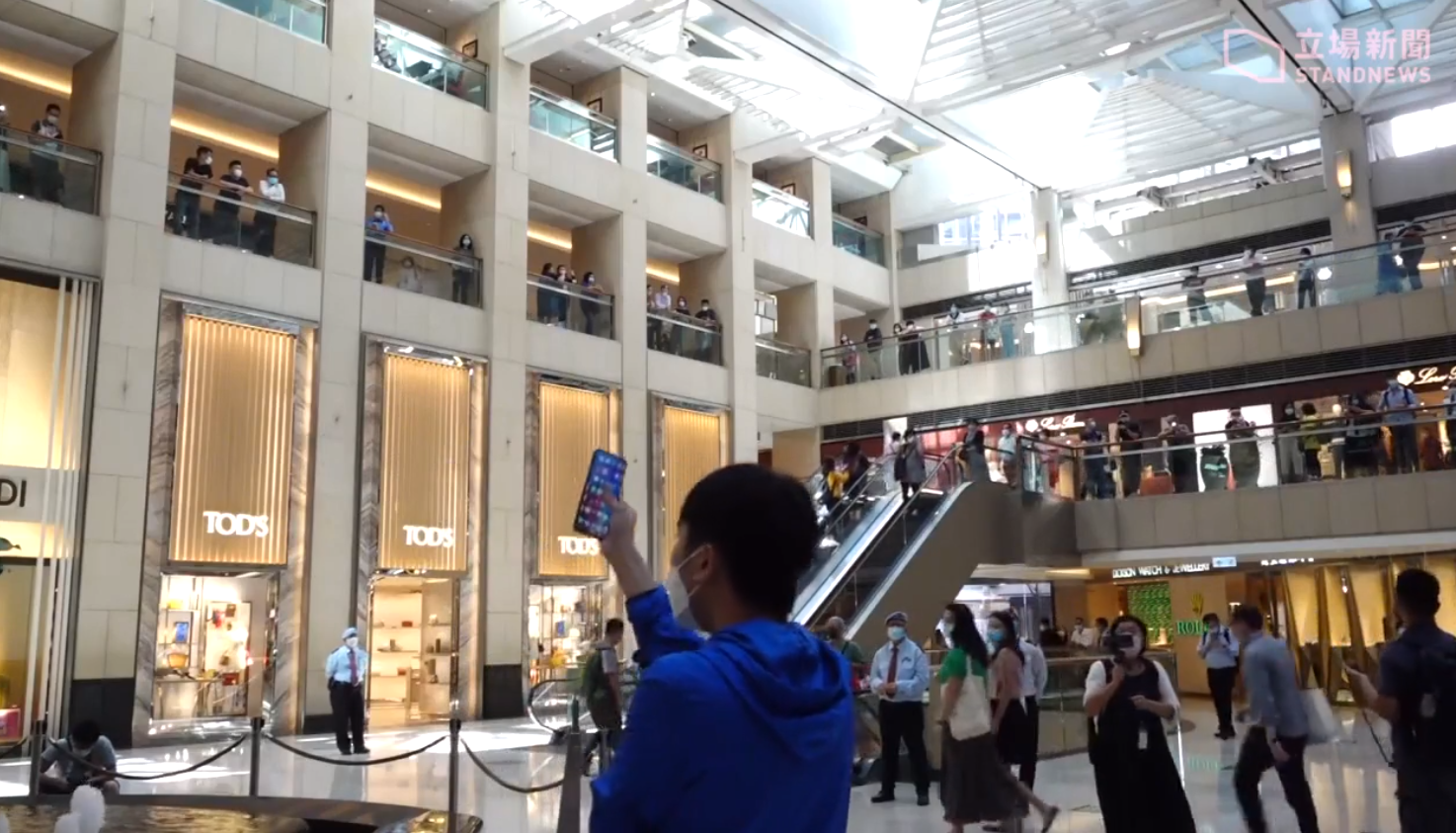
「Lunch哥」David在置地廣場中庭現身，有少量市民和應

中午，網民發起在中環交易廣場，置地廣場及皇后像廣場舉行「和你Lunch」活動。最後只有「Lunch哥」David在置地廣場現身。他被多名商場保安包圍，並阻止他往2樓餐廳用膳。其後一批軍裝警員衝入商場拉起封鎖線，指David涉嫌「公罪地方行為不檢」，一名記者也被警員截查。警員離開後，David繼續在中庭叫口號及唱《榮光》，有少量市民和應。而現場有便衣警員拍攝。另外，交易廣場平台有多名警員戒備，有市民及記者被截查。

### 網民發起荔枝角聲援「快必」 警方驅散和票控多人
晚上7時許，20多名市民在荔枝角收押所外聚集，聲援「快必」因違反國安法言論而被捕。警員到場戒備並拉起封鎖線，呼籲聚集市民離開。到晚上8時，警方在青山道往長沙灣方向推進並作出驅散，包括社民連成員「長毛」梁國雄，記者，以及行人路上市民。其中兩名老婦及一名女子被警方認為不合作，與另外十多名市民被警員截查約兩小時。最後有23人被票控「限聚令」告票。
另外，有人在晚上9時許拍攝到荔枝角站內有播放《願榮光歸香港》和響起數句「Sing Hallelujah to the Lord」，片段長約1分鐘。港鐵表示荔枝角站的廣播系統運作正常，沒有發生故障。

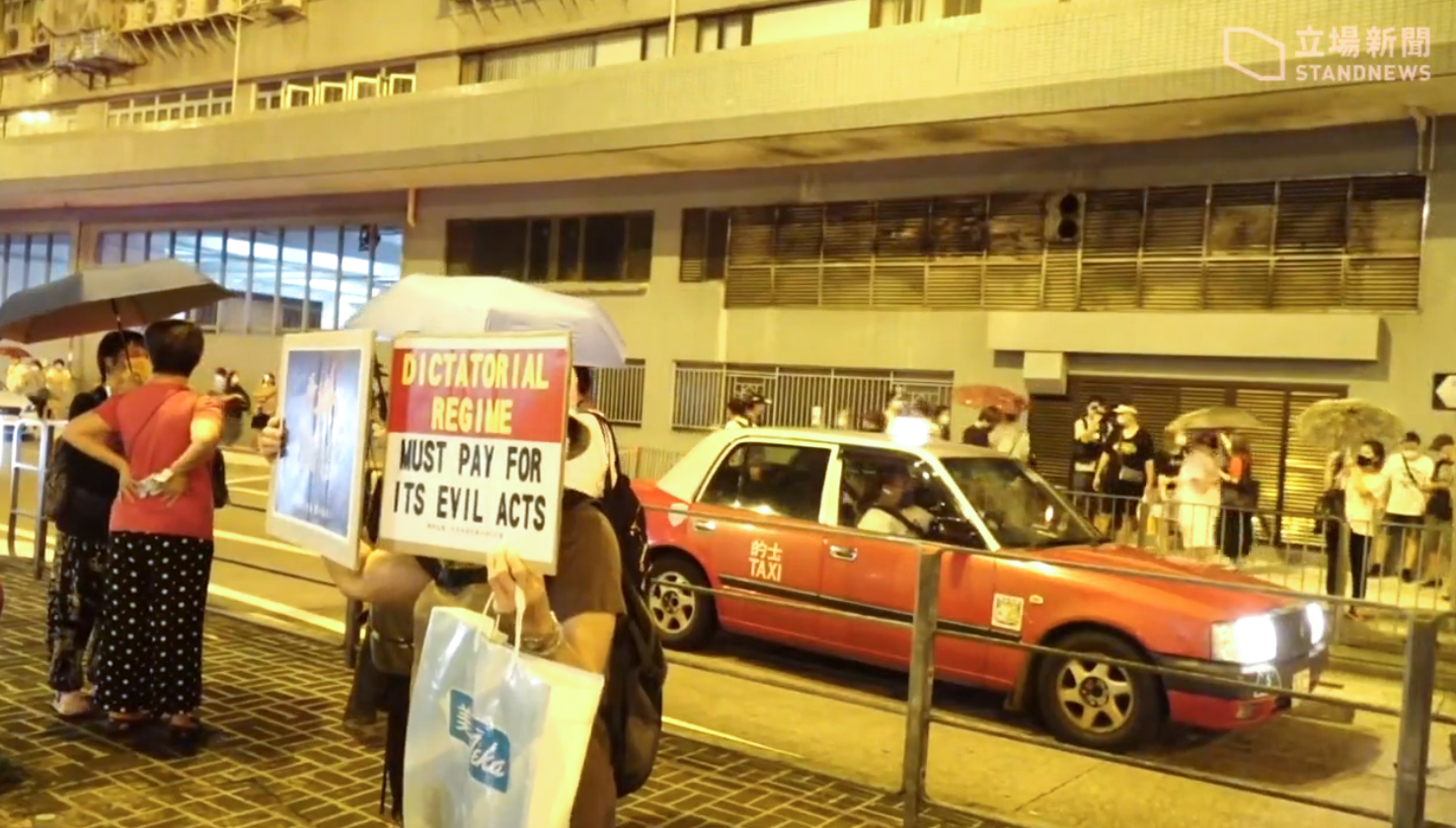
聲援「快必」的市民舉起標語
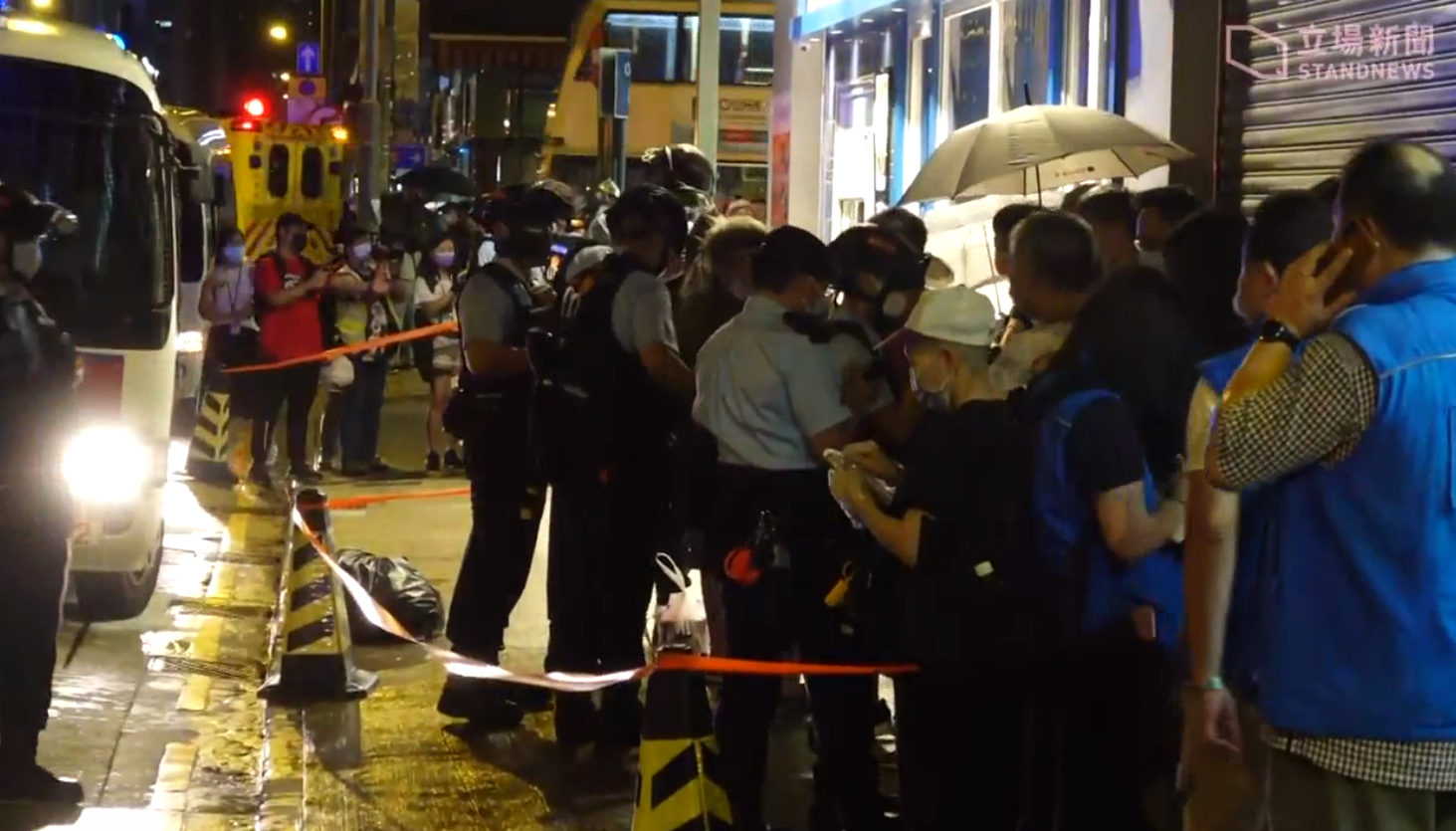
十多名市民和記者在青山道被警員截查，之後被票控
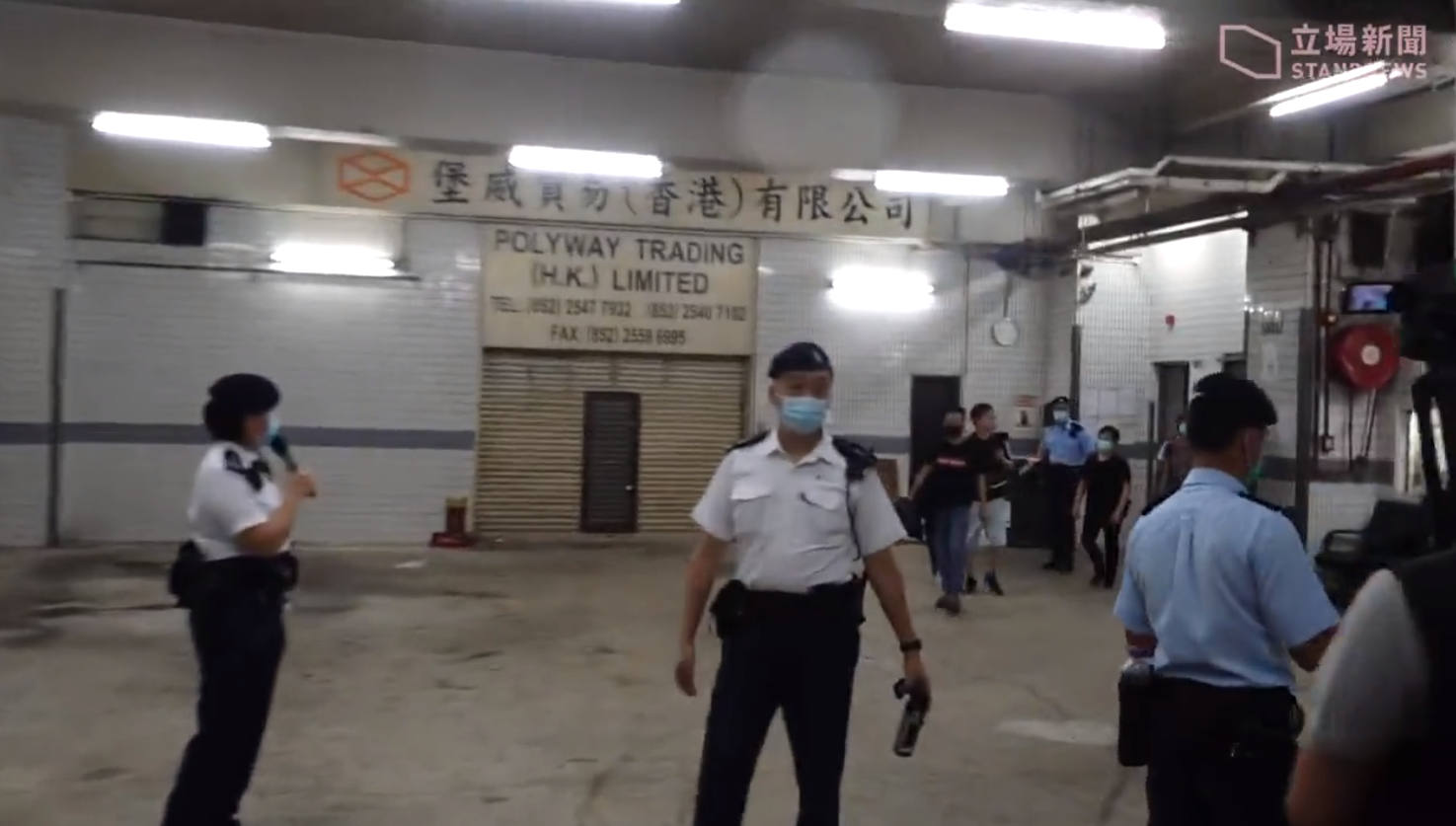
警員一度走入時來工廠大廈內
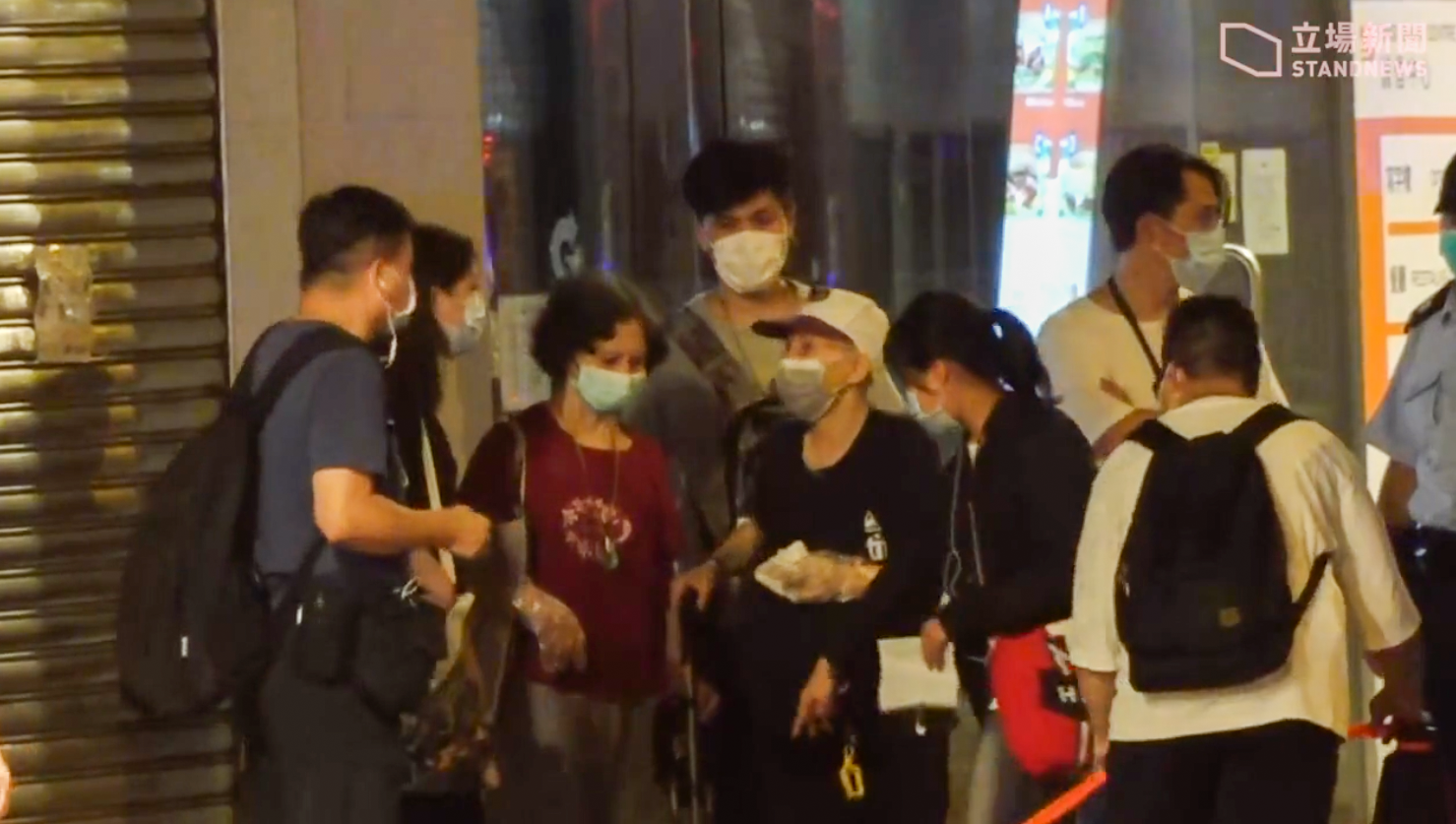
多名便衣警員包圍兩名老婦及一名女子截查約兩小時

## 11日

### 警方拘捕Telegram群組管理員 涉煽動他人參與 9.6 九龍遊行
警方於沙田拘捕1名21歲女子，涉嫌透過Telegram，煽動他人在9月6日參與九龍區未經批准的遊行及集結。
網絡安全及科技罪案調查科科技罪案調查組總督察范俊業見記者時表示，警方經深入調查，以「煽動他人參與未經批准的集結」罪名，拘捕該名女子，她涉嫌透過網上社交平台煽動他人參與未經批准集結。范俊業表示，於去年中起有人用不同網上社交平台發放假消息、散播暴力及煽動他人犯法，另外近日又發現有人於網上平台宣傳鼓吹未經批准集結，有人於相關Telegram群組發放有關於9月6日的未經批准大遊行及其他未經批准集結，網罪科調查後發現有人於不同社交媒體平台，包括Telegram群組，煽動及鼓吹未經批准大遊行，更有人鼓吹向警員攻擊，破壞警署及警車等。
警方於行動中檢獲一部智能電話、兩部電腦及一部網絡儲存裝置。范俊業表示警方專重市民和平集會權利及言論自由，但這些權利及自由並非絕對，警方不會姑息違法及煽動他人違法行為，重申網上世界非無法可依。范又指現時本港疫情未完全受控，市民不應參加未經批准集結增加傳播風險。

### 少女被控襲警判感化
1名17歲少女於2019年9月11日於沙田站大堂的商店外襲擊一名女警，被控1項襲警罪。少女早前承認控罪，而裁判官認為被告是出於驚慌及不知所措，並非主動去襲警。最後被判18個月感化令。
港鐵沙田站去年九月因有人「跳閘」釀成衝突，其間資優少女被警方制服時咬傷一名女警的手臂，早前承認襲警。辯方稱少女案發時被嚇至失禁，事後患上創傷後壓力症，曾三度企圖自殺。少女昨在沙田法院被判十八個月感化，裁判官認為少女非蓄意襲警，當時正值「香港最困難嘅時刻」，稱長期受情緒困擾的她易受環境影響做出錯誤決定，遂給予機會改過自新。
溫紹明署理主任裁判官在觀看片段截圖後認為被告孫銘橋咬女警是因驚慌及不知所措，事後亦感後悔。案情嚴重可判入獄，但考慮到案發時正值香港困難時刻，人人都飽受壓力，而被告一直受情緒問題困擾，則更易受周圍環境影響做出錯誤決定。案情指，當晚約有一百人在沙田站A出口聚集，其間有人「跳閘」及破壞港鐵設施。警員到場後，部分示威者跑入新城市廣場逃走，穿黑衣、手執雨傘的被告遭涉案女警成功追截並制服，其間被告咬了女警的右手臂三秒。

### 陪審員一致裁定陳彥霖死因存疑
陳彥霖死亡事件經過了11日的聆訊、傳召32位證人後，死因庭裁判官依例引導陪審團，裁判官排除了「非法被殺」與「自殺」裁決，指示兩男三女組成的陪審團在「死因存疑」與「死於意外」之間作討論，最終一致裁定陳彥霖死因存疑，認為屍體腐化不能確定其死因，同時無法得知受傷及死亡的地點及時間。

## 12日

### 12港人被中國海警拘捕事件 被捕者家屬開記者會

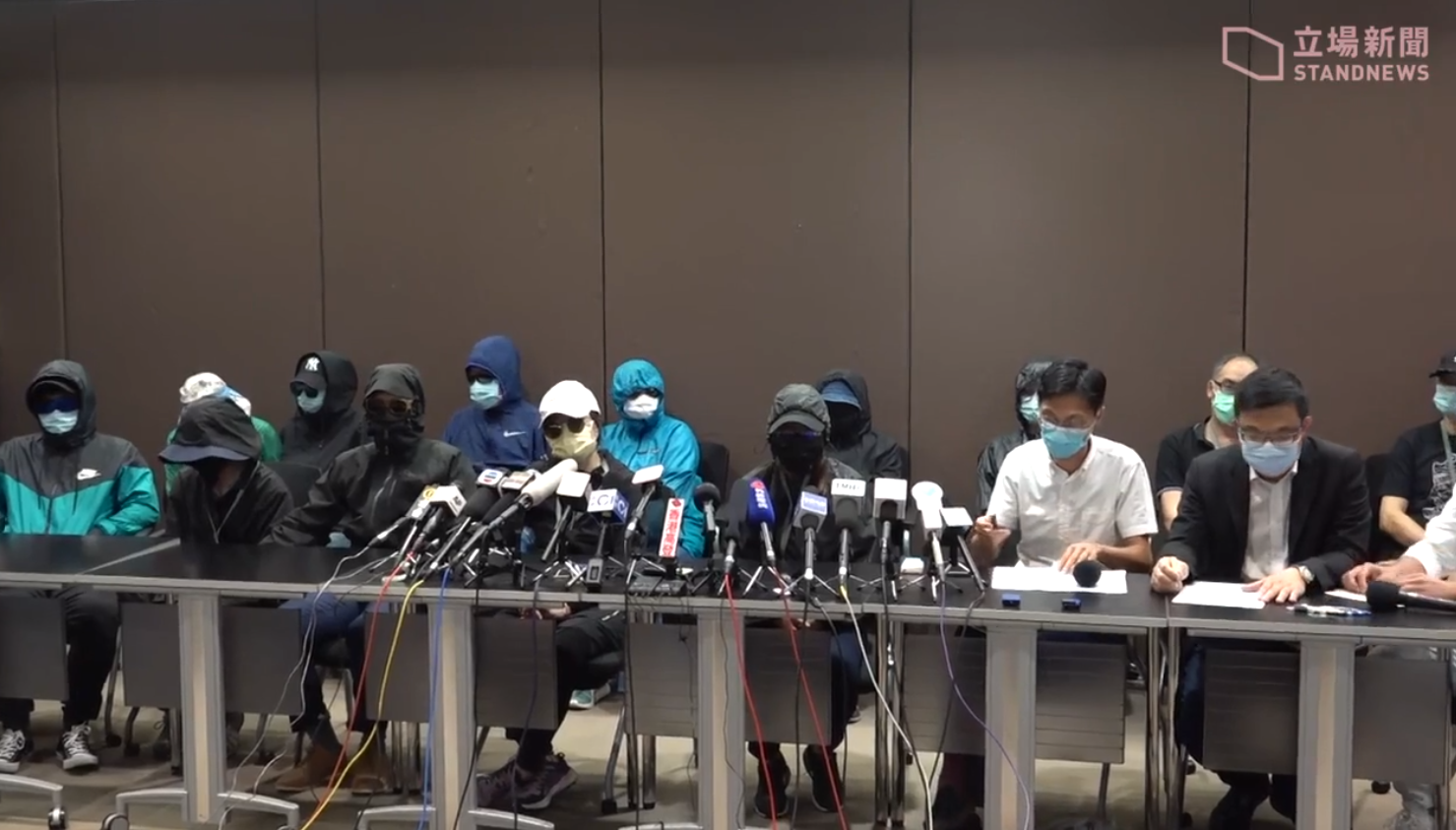
在南海被廣東海警拘捕的12名港人的其中6名家屬現身，聯同民主派立法會議員朱凱廸、涂謹申，以及本土派人士鄒家成召開記者會會

在南海被廣東海警拘捕的12名港人的其中6名家屬現身，聯同民主派立法會議員朱凱廸、涂謹申，以及本土派人士鄒家成召開記者會。他們表示一直都無法查詢或聯絡家人，港府各部門也沒有提供幫助。有被捕者母親更哭起來，兩星期以來都「吃不到、睡不到」。家屬提出 4項要求，包括拒絕「官派律師」、要求當局提供合適藥物予被拘留者、要求當局准許被拘留者致電家屬、以及要求港府立即將他們中國接回香港。
12名港人被海警拘捕超過20天，音訊全無。然而，就在這批被捕港人的部分家屬召開記者會之後，引來了連串反應，更有台灣記者在社交平台聲稱早前有五名港人抵台後也沒有公布安置情況，貼文獲前特首梁振英回應。有評論指，兩案的不同關鍵點在於12名港人非自願地被捕及關押。
8月23日，被指違反《國安法》的「香港故事」成員李宇軒等12名港人疑潛逃台灣時被大陸海警截獲，至今已被關押在深圳鹽田看守所22天。
9月12日部分被捕港人家屬在立法會議員陪同下召開記者會；13日深圳市公安局鹽田分局發布消息，稱他們涉嫌偷越國（邊）境犯罪遭刑事拘留。外交部發言人華春瑩在社交平台上發文稱，12名港人並非民主活動人士，而是企圖將香港從中國分裂出去者。
9月12日，被關押在深圳的12名港人家屬聯同立法會議員朱凱廸、涂謹申，以及無黨籍本土派鄒家成召開記者會，表示被拘留者仍被「祕密關押、音訊全無」，事件更牽涉起碼三名未成年人士。另外，多名獲家屬委託的大陸律師未能會見當事人，甚至被國保要求退出代理案件。有家屬抨擊中共當局欲以「官派律師」剝奪遭拘留人士的權利，「香港政府更從未提供任何實質協助」。
家屬提出四項要求，包括拒絕「官派律師」、要求當局提供合適藥物予遭拘留者、要求當局准許遭拘留者致電家屬、以及要求港府確保12人權利，立即將他們送回香港。陪同扣留人士家屬開記者會的民主黨立法會議員涂謹申表示，被拘留港人在大陸的合法權益未得到保障，「我知道是好難做到，但是特區政府始終有責任維護港人。」
另一位在12日陪同扣留人士家屬開記者會的立法會議員朱凱廸表示，將12名港人案件，定性為高度敏感的政治案件，將利用作為「反港獨政治宣傳」。並指出12名被深圳公安拘留港人的命運將成為外交上可供運用的籌碼。涂謹申表示，難以相信該12名港人是意圖進入大陸，是為了將香港分離出中國大陸。涂謹申又指，特區政府認為他們涉嫌的罪行是在香港發生，外交部12日表明中國是依法治國，而一個依法治國或有法治的國家，應將他們送回香港特區按法律程序處理。

## 13日

### 解放軍駐港部隊野外集訓
近日，解放軍駐香港部隊某旅依託野外演訓場組織封閉式火力集訓，迫擊炮、重機槍、反坦克火箭、35毫米榴彈發射器等多個重火器上陣開火。

## 14日

### 觀塘apm商場「和你Lunch」

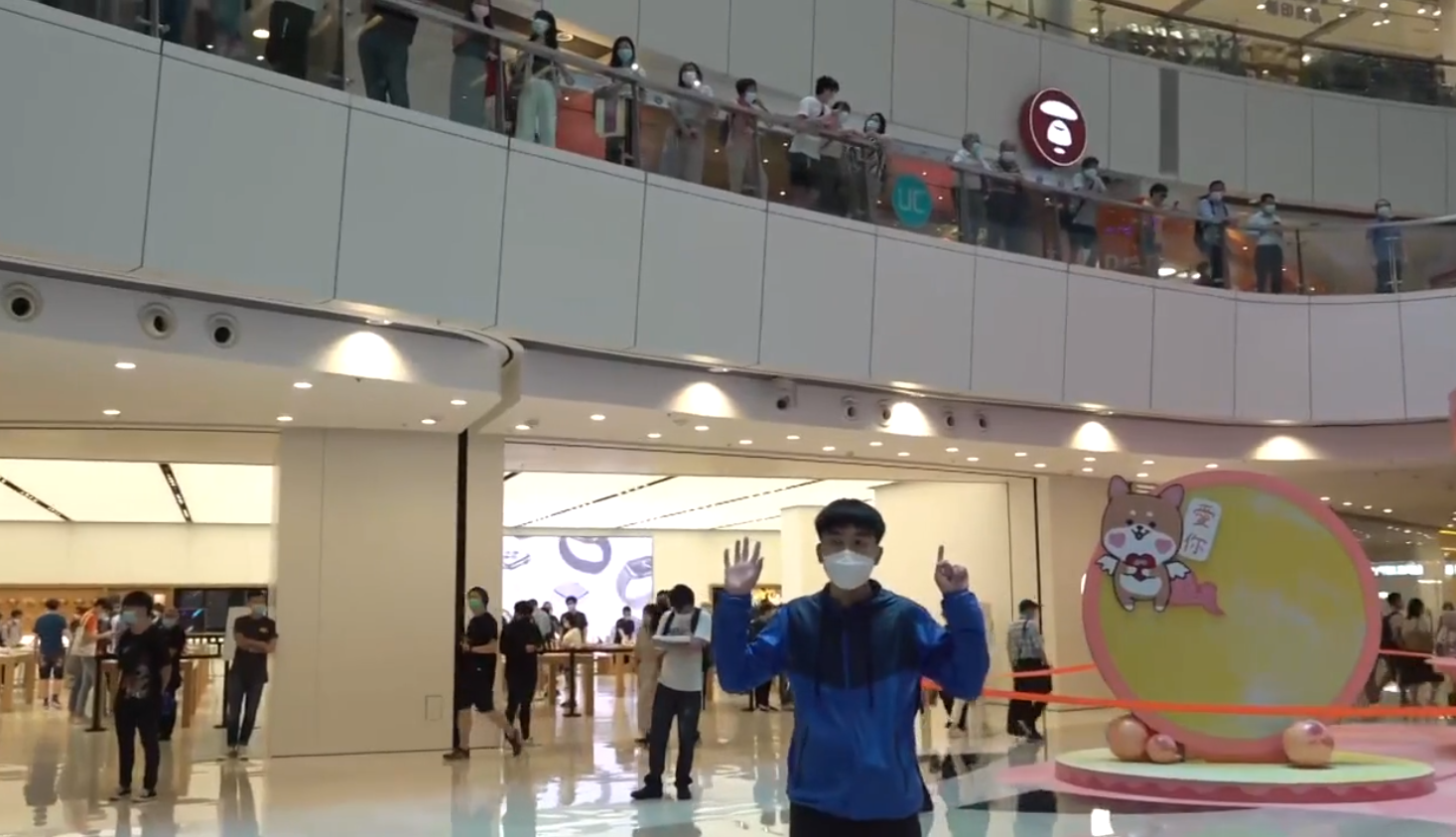
「Lunch 哥」的David於觀塘apm商場進行「和你Lunch」活動，有市民在中庭逗留觀看。

下午1時許，「Lunch 哥」的David於觀塘apm商場進行「和你Lunch」活動。他在中庭位置高叫口號和唱《榮光》，約10多人和應。商場外有警車戒備，而軍裝警員未有進入商場。活動最後和平完結，有人為他送上生日禮物。 
David接受記者訪問稱，是次和你lunch是近幾個月來最多人參與的一次，認為是一個新的進展，「人數有所上升，係好事，警方無嚟阻撓，好好彩。」David希望未來有多些香港人願意出來，最後他高叫口號，「一息尚存，抗爭到底」。David離開前商場內響起掌聲，不少人叫David「加油」，上周二（8日）為David的18歲生日，有人為他送上生日禮物。

### 快必再被加控一項發表煽動文字罪
人民力量副主席譚得志（快必）於2020年5月24日反《國安法》遊行前夕，在銅鑼灣東角道與記利佐治街交界對開擺設街站舉行健康講座及派發政治宣傳單張，發表煽動文字，即具意圖引起憎恨、藐視、激起對香港政府的離叛，引起市民間的不滿、離叛或慫使他人不守法或不服從合法命令的文字。他另被控於同日舉行一個未經批准的集會、作出喧嘩或擾亂秩序的行為，以及拒絕遵從警員命令罪則指他在同日故意忽略督察陸嘉永根據《預防及控制疾病（禁止群組聚集）規例》發出的命令，即解散上述受禁群眾聚集。被控召集未經批准公集會、在擾亂公眾秩序及拒絕遵從警員命令三罪，今再被加控一項發表煽動文字罪，於東區裁判法院再提堂，案件將轉介區院法院處理。控方表示需時準備轉介文件，申請押後至11月17日在粉嶺裁判法院再訊，裁判官照准。裁判官錢禮准他保釋外出，惟譚上週二在粉嶺裁判法院就另一案件提堂時被拒擔保，須還押候訊。

## 15日

### 市民悼念梁凌杰 警方一度拉起封鎖線

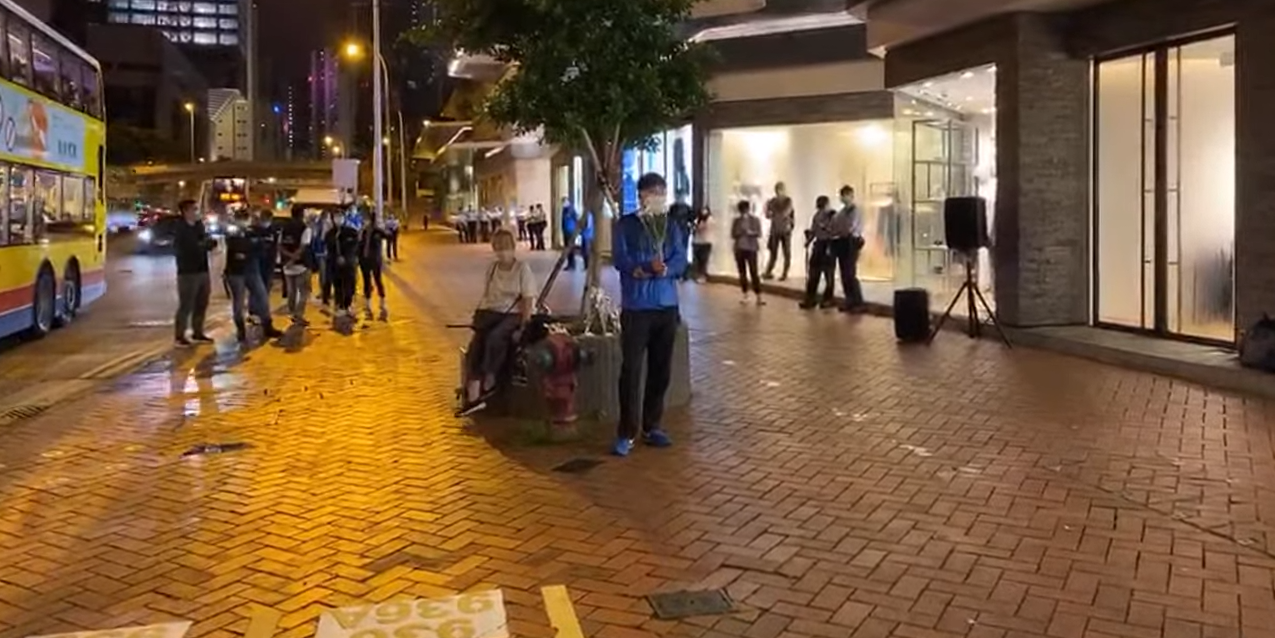
「和你Lunch」常客David亦帶同白花現身，多名警員在後面戒備

晚上，有數名市民在金鐘太古廣場外聚集，放下鮮花和點蠟燭，悼念去年6月墮樓身亡的梁凌杰。悼念活動全程有大批警員在附近巡邏及戒備。警員發出廣播指「限聚令」下禁止多於4人聚集的訊息，並將數人帶到一旁進行截停搜查，禁止任何人靠近。有被截查市民感不滿，曾與警員理論，其後獲放行。晚上9時許，仍有市民無懼風雨下到事發現場進行悼念，有人更掛起梁凌杰當時在天台危站所身穿的黃雨褸。
晚上7時許，「和你Lunch」常客David亦帶同白花現身，並舉起「五一」手勢。

### 張崑陽證實自己離港
前民間外交網絡發言人張崑陽今日缺席在今年6月4日於六四事件31周年，涉嫌「明知而參與未經批准集結」和「煽惑他人參與未經批准集結」的聆訊，控方於庭上提到張已離港。到晚上，張崑陽透過facebook確認自己已經離開香港，指近日不斷被跟蹤，伴侶和家人也被騷擾，基於安全考慮，只能離港。
張崑陽稱，現時中美角力下，「人質外交」開始呈現，而自己正深陷在中共與自由社會的外交角力當中，已明白自己必須面對的高風險，及未來一段日子將難以安全回港的事實。
他指，國安法實施前已在考慮是否離開，「但我一直很希望可以盡自己的能力堅持下去，能留多久便是多久。雖人微言輕，但在徬徨無助的開首，是希望用行動告訴大家這城市還有人。」張崑陽指，大眾應多加協助其他被迫流亡和身陷囹圄的手足，認為他們是反送中運動中最值得讚頌的人物。
他表示，自己會帶着贖罪的心情繼續走下去，「我真的不能忘記已經逝去的手足是怎樣用生命為香港奮鬥，為自由作最崇高的吶喊。」他期望，不久的將來便能昂首歸來這片土地，並會善用自己的身位和知識，與各位香港人並肩作戰，「今日一別，不知何時才能重聚。城內良善而堅強的人，是我見過最美麗的風景。香港二字，永遠長存我心。」
《文匯報》及《大公報》在上月曾先後引述消息，指張崑陽已逃往英國及台灣。張崑陽在 8 月 24 日在 FB 發文，透露自己已向香港大學提交畢業論文。他又上傳一張自己身處港大的照片，打卡位置為港大陸佑堂，但未交代相片是何時拍攝及自己的動向。《文匯報》當時引述「知情人士」稱，張崑陽已飛往英國，又指張崑陽到達英國後，將投靠前香港眾志創黨主席羅冠聰，二人會聯同英國駐港領事館前職員鄭文傑等人籌組「流亡議會」。不過《大公報》另引述消息指，張崑陽其實是去了台灣。

### 警方拘捕無線電視職員 涉嫌網上煽惑攻擊藝人及客戶
警方拘捕1名於無線電視任職3年的影帶調配助理，他以職務上便利，取得該電視台內部資料及活動安排，在網上討論區上散播煽動他人進行刑事毀壞言論，包括破壞港鐵設施及放火燒毁某電視台器材，亦煽動他人滋擾及攻擊該電視台藝人及客戶。
網絡安全及科技罪案調查科總督察范俊業表示，警方於2019年年中發現，有人於網上討論區不斷散播煽動他人進行刑事毀壞言論，包括破壞港鐵設施及放火燒毁某電視台的器材，亦煽動他人滋擾及攻擊該電視台藝人及客戶，目的阻礙電視台正常運作，以及威逼電視台客戶停止在該電視台刊登廣告，令電視台蒙受損失。經調查後，鎖定有關本地男子，早上於將軍澳以煽惑他人進行刑事毀壞罪名，將其拘捕。行動中，警方共檢獲1部電話及2部手提電腦。案件仍在調查中，不排除有更多人被捕。
范俊業表示，警方相信，該名男子除可能干犯香港法例第200章《刑事罪行條例》及《普通法》的煽惑他人進行刑事毀壞罪，亦可能干犯普通法下的煽惑他人進行公眾妨擾罪，及違反高等法院於去年10月頒布的臨時禁制令。該禁制令禁止他人在互聯網平台或媒介上發布任何信息促進、鼓勵或煽動使用或威脅使用暴力。范俊業提醒，煽惑他人進行刑事毀壞一經定罪，最高可判處終身監禁。另外，臨時禁制令現時仍然生效，違反禁制令的人士，有機會干犯《藐視法庭》罪，呼籲市民切勿以身試法。
而無綫電視發言人證實，曾就此已多次報警。強調警方在電視城的調查行動只與個别員工違法行為有關，完全不涉及搜查傳媒機構。感謝警方鍥而不捨追查，會全力配合警方調查，將不法之徒繩之於法。

### 警方起訴包括區議員在內5人多項罪名
警方起訴包括大埔區議員姚鈞豪、文念志、連桷璋，以及兩名議員助理共5人，控以非法集結罪，襲警罪，無牌管有無線通訊器具罪。9月17日於粉嶺裁判法院提堂。

## 16日

### 警方拘捕婚禮攝影助理 涉嫌披露警員婚宴照
警方西九龍總區重案組總督察周振才舉行簡報會表示，9月16日拘捕一名24歲婚禮攝影助理，涉嫌偷拍一名警員與太太的婚宴照片，再放上網。這名男子涉嫌披露未經資料使用者同意而披露取得的個人資料扣查。重申法庭於去年10月已就有警員的資料被上載，頒下臨時禁制令，現時仍然生效，違反人士可能會被視為藐視法庭。

### 周梓樂死亡事件 死因庭宣佈即將開庭審理
死因庭決定就22歲科大學生周梓樂去年於將軍澳尚德停車場，懷疑從高處墮下，傷重死亡的事件展開研訊。預計審期為時5周，將傳召逾60名證人，並首次引入虛擬實境技術（VR）模擬涉案停車場的實際環境。

## 17日

### 快必高院保釋申請被拒 繼續還押
人民力量副主席「快必」譚得志早前被控多項發表煽動文字及公眾地方作出擾亂秩序罪而被捕，現時正還押。他17日到高等法院申請保釋，但遭法庭拒絕，下令把他繼續還押懲教署看管。

### 去年6月26日大批示威者包圍灣仔警察總部 地盤工暴動罪成
25歲地盤工人涉在去年6月26日在灣仔警察總部追打一名便衣警員，而被控暴動及襲擊致造成身體傷害。法官郭啟安裁定他暴動罪成，認為他所使用的武力是非法，並非合法自衛。是反修例運動中，首宗經審訊後被裁定暴動罪成的案件。

### 少年認罪後判感化 最後改判入勞教中心
一名15歲少年被控在今年1月在元朗街頭擲汽油彈，認罪後判感化18個月，但律政司申請刑期覆核，上訴庭改判入勞教中心。少年的父親表示兒子被原審裁判官稱讚為「優秀」，而被針對及「窮追猛打」。

### 16歲學生投訴警毆打致坐輪椅 官指不能全歸咎警察
一名16歲學生於今年1月19日晚上於旺角一帶因不時大叫「死黑警」、「掟死你班仆街」等口號，之後用磚頭襲擊其中一名便衣警員手部而被拘捕，最後被控襲警罪。4天後案件首次提堂時，他需要坐輪椅出庭應訊。學生在九龍城裁判法院認罪，求情指被捕後在旺角警署曾被警方毆打，引致頭部及身體多處受傷，更出現記憶力受損和容易暈眩，不能再經常進行運動。不過裁判官嚴舜儀指，雖然被告被捕後的受了重傷，但無資料顯示傷勢如何造成，若全然歸咎於警察報復並不穩妥。最終按照感化官建議，判處被告接受12個月感化令。

## 18日

### 中環「和你Lunch」 警員走入商場搜身
下午約1時，有網民發起手持《蘋果日報》到中環「和你Lunch」聚集。其中人稱「Lunch哥」的李國永身穿校服，坐在置地廣場中庭地面閱讀《蘋果日報》，但被多名保安上前阻止，要求他不要坐在地上。其後大批警員進入商場，截查在場4名閱報人士並進行搜身，之後全部獲得放行。

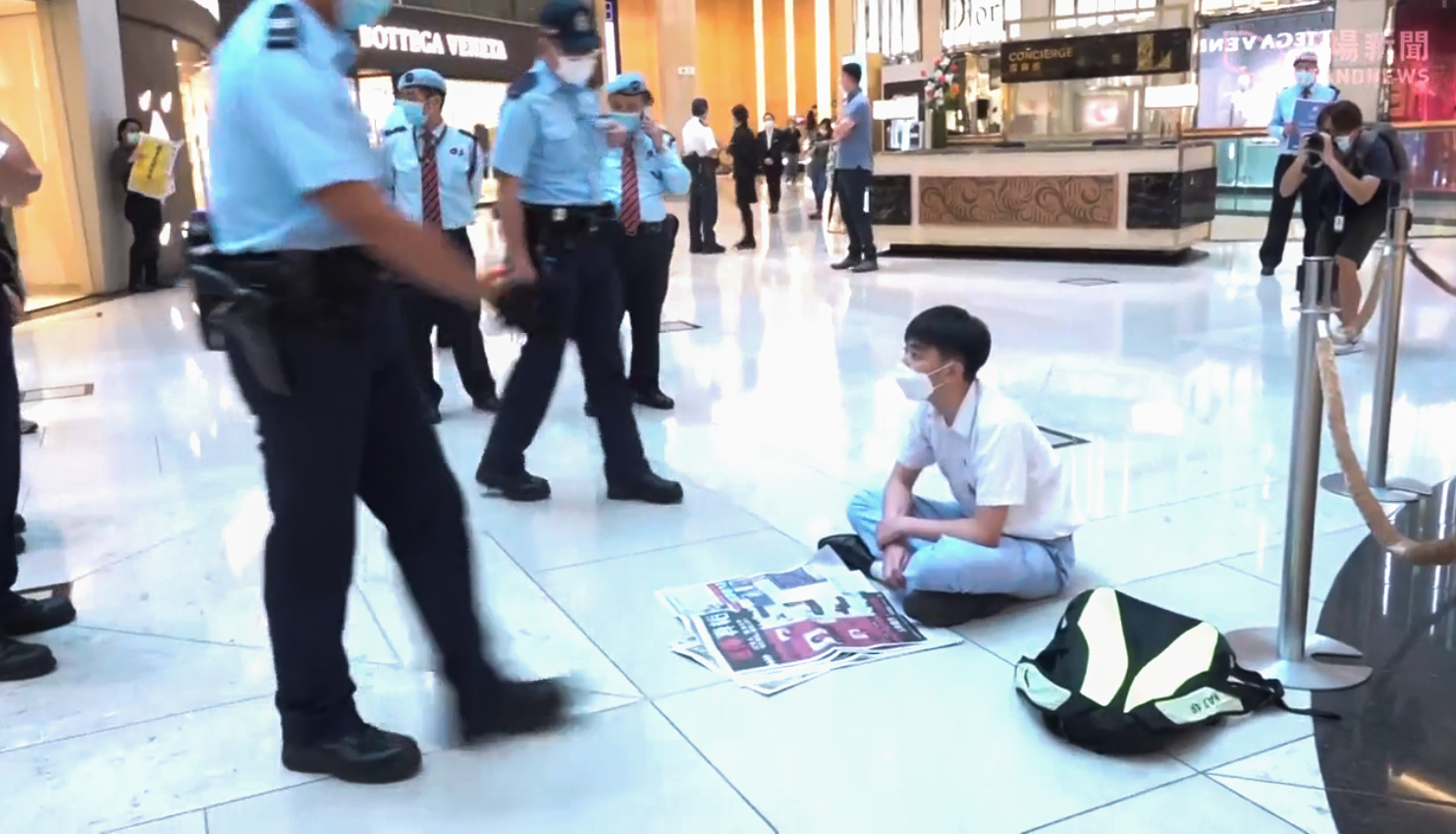
大批警員進入商場，要求李國永起身進行截查
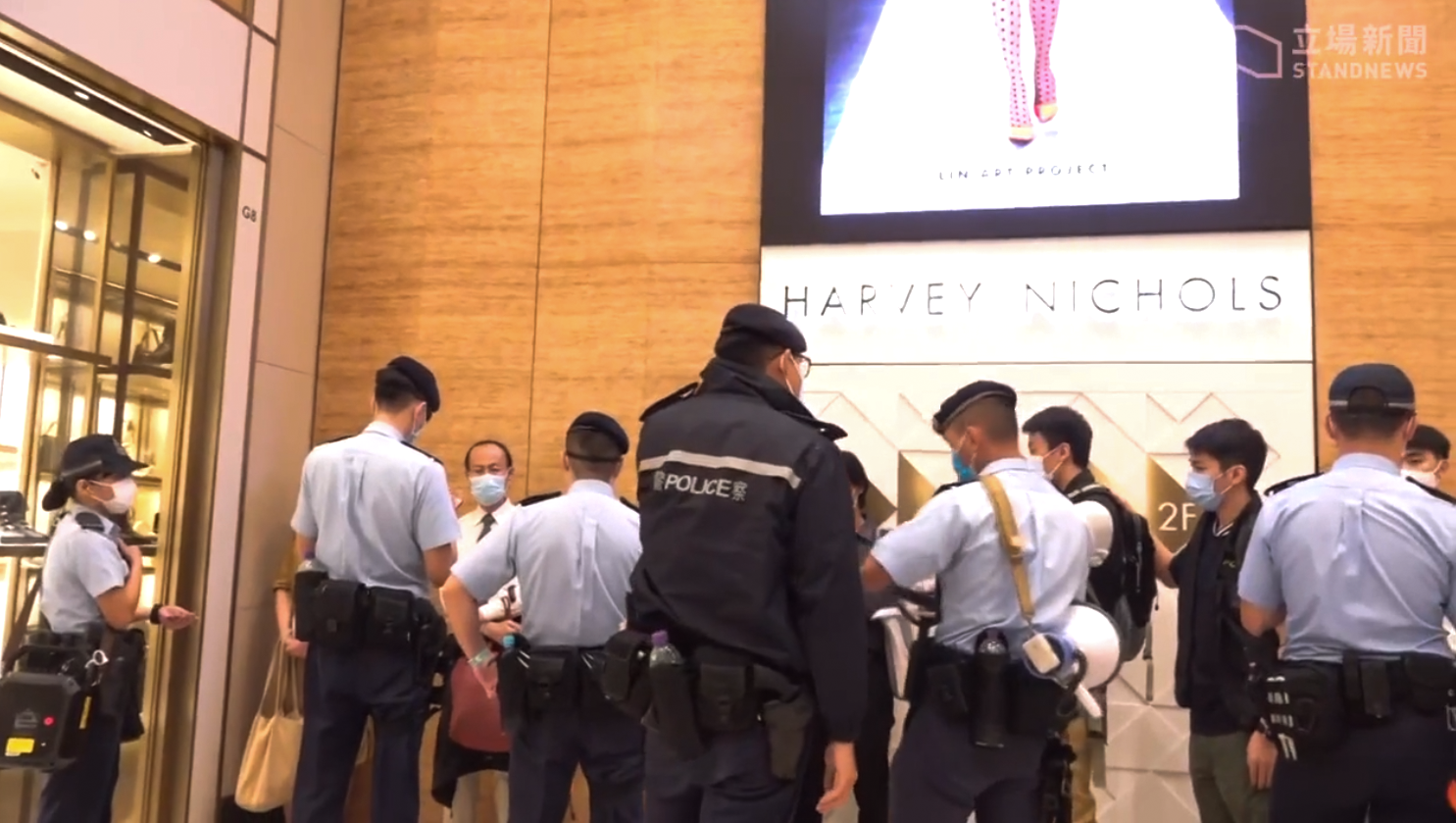
警員截查在場4名閱報人士並進行搜身
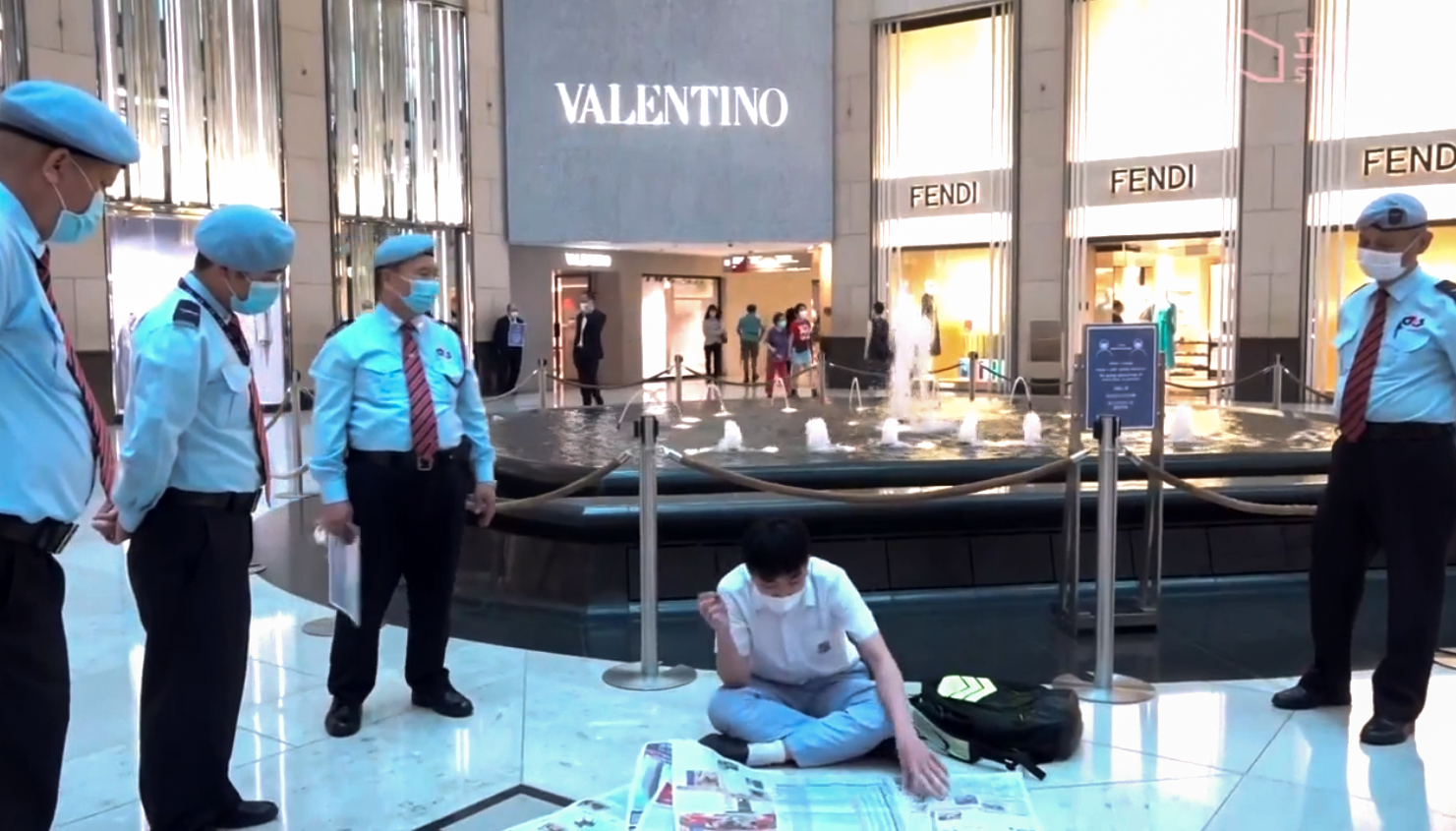
David身穿校服，坐在置地廣場中庭地面閱讀《蘋果日報》，但被多名保安上前阻止，要求他不要坐在地上

### 郑文杰、刘康请求韩国暂停与香港及中国内地的引渡协议
2020年9月18日，郑文杰与刘康联名去信韩国外交部部长康京和，表示韓國作為自由世界重要的一員，呼籲韩国暂停与香港及中国内地的引渡协议。

## 20日

### 12港人被中國海警拘捕事件 部分家屬到警總報案

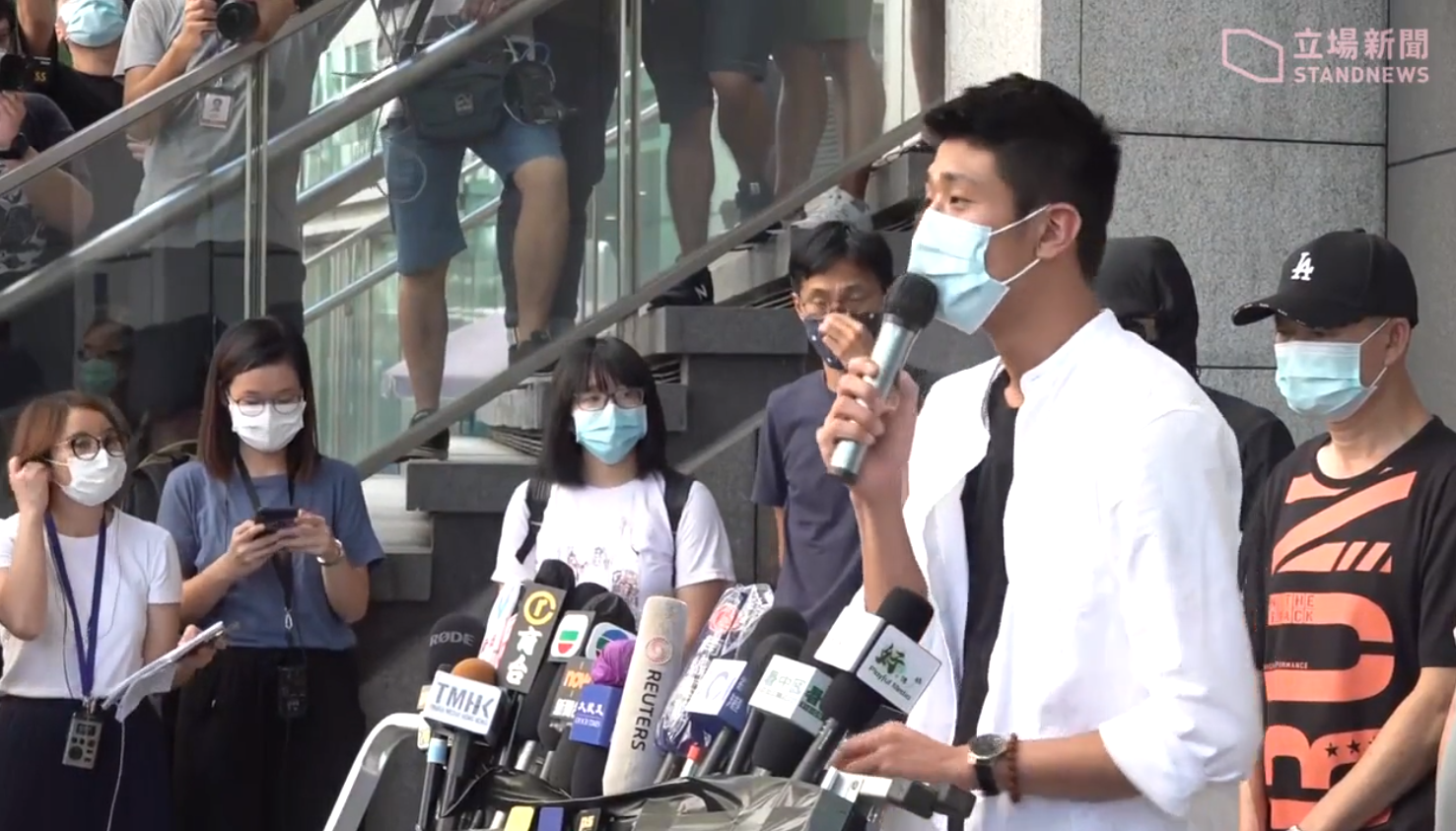
協助12港人的鄒家成代家屬宣讀聲明，指兩地政府至今均未正式回應家屬的4點訴求，家屬向政府部門提出3項要求，包括確認12人情況、公開涉事船隻雷達紀錄和香港水警提供事發當日的巡邏路線及位置

下午，至少6名被捕人的家屬到灣仔警察總部報案，要求海事處提供事發當日涉事船隻雷達紀錄、香港水警提供事發當日的巡邏路線及位置，以及香港警方盡快交代12人被中國海警拘捕的過程。協助家屬的立法會議員朱凱廸也有到場。協助12港人的鄒家成代家屬宣讀聲明，指兩地政府至今均未正式回應家屬的4點訴求，事件至今疑點重重。

### 青衣城「和你 Dinner」活動 警入商場截查

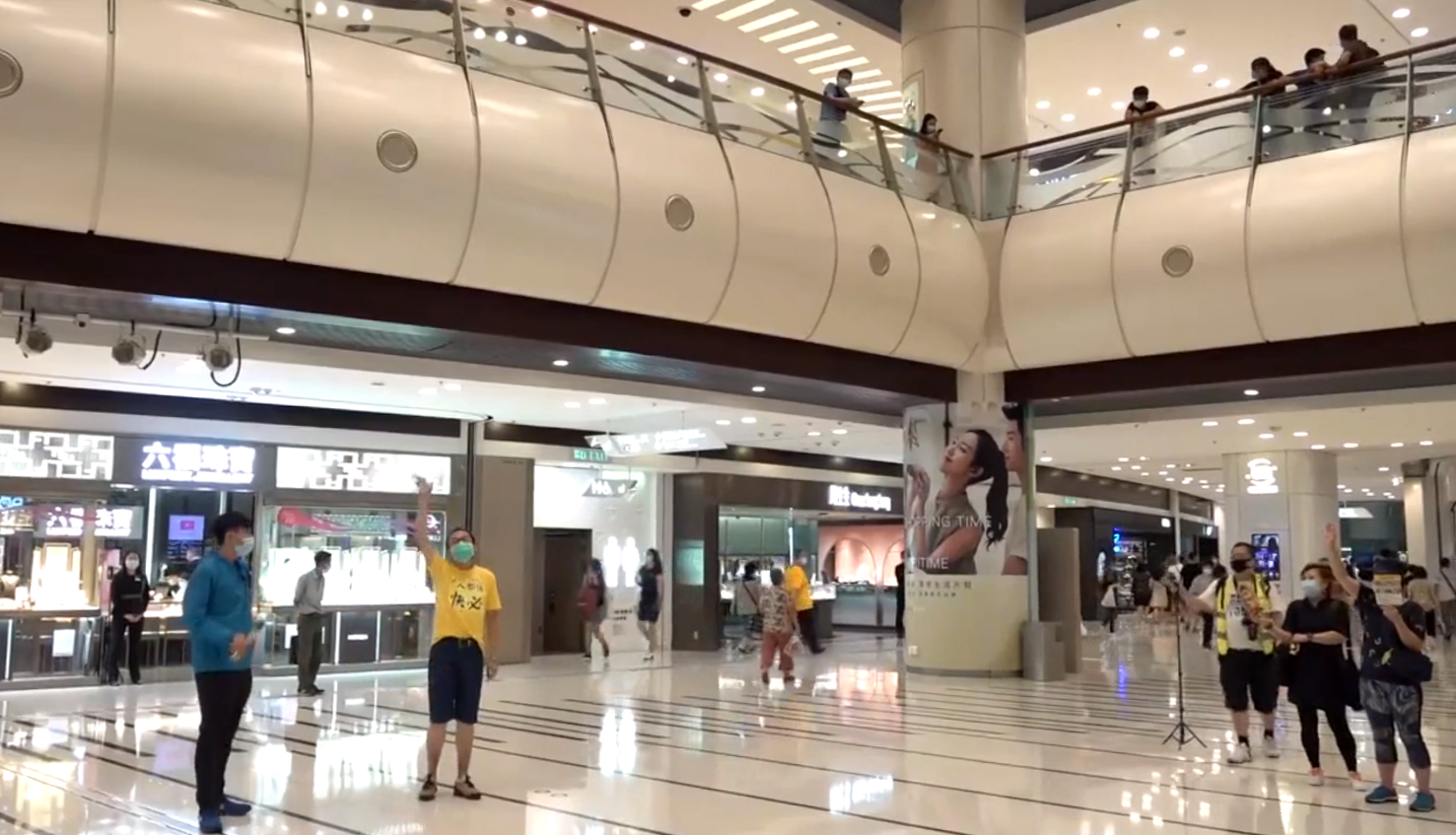
晚上青衣城中庭，「Lunch哥」李國永和一名身穿黃衫，寫上「人人都係快必」的中年男子到場

網民發起晚上7時許在青衣城中庭舉行「和你 Dinner」活動，「Lunch哥」李國永和一名身穿黃衫，寫上「人人都係快必」的中年男子到場。他們一邊舉起手勢，一邊用咪大叫「五大訴求，缺一不可」、「香港人反抗」及「撐手足」等政治訴求。20分鐘後，多名機動部隊警員到場，並在洗手間出入口拉起封鎖線，截查2名在場人士。期間警員也上了2樓，要求在場圍觀的市民離開，警告他們有機會違反限聚令。到晚上約7時30分，David和黃衫男子獲警察放行後，往海旁位置繼續活動。不過數分鐘後多名警員上前向他們作出警告，指他們和在場記者均違反限聚令，要求附近的市民立即散去，否則作出票控。到接近晚上8時許，David宣布活動結束，人群和平散去。

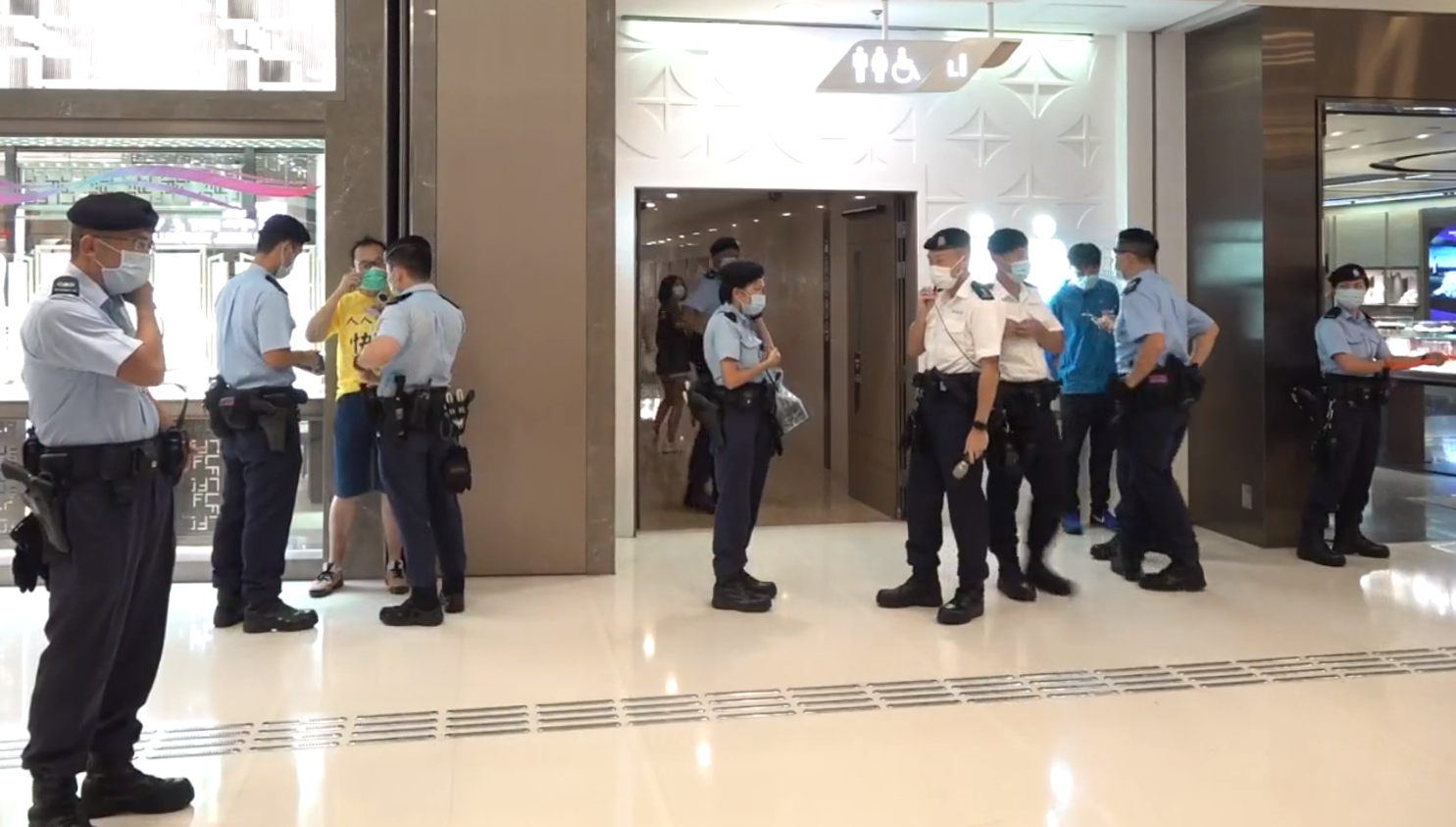
大批警員進入商場，在洗手間出入口拉起封鎖線
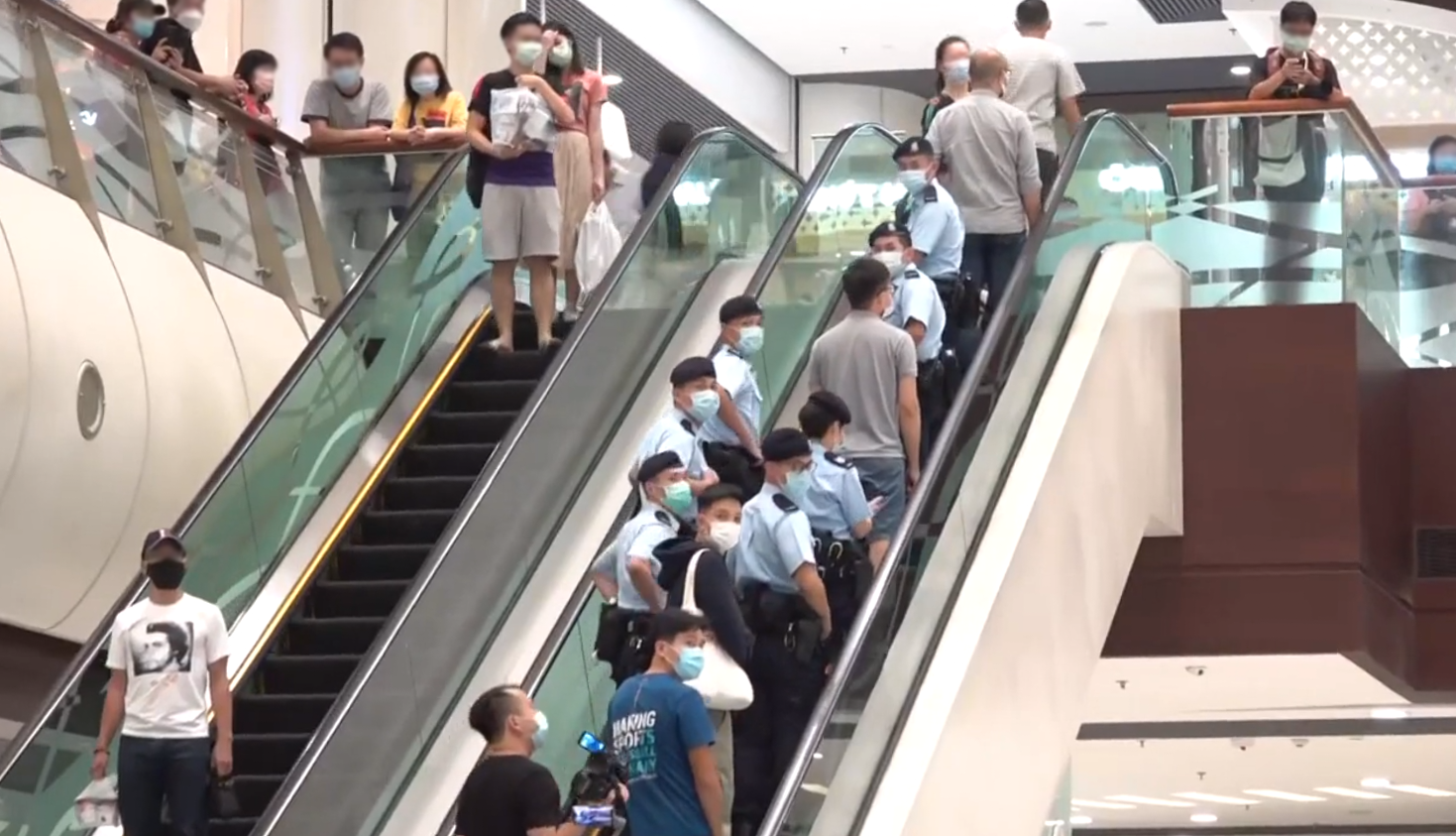
警員上了2樓
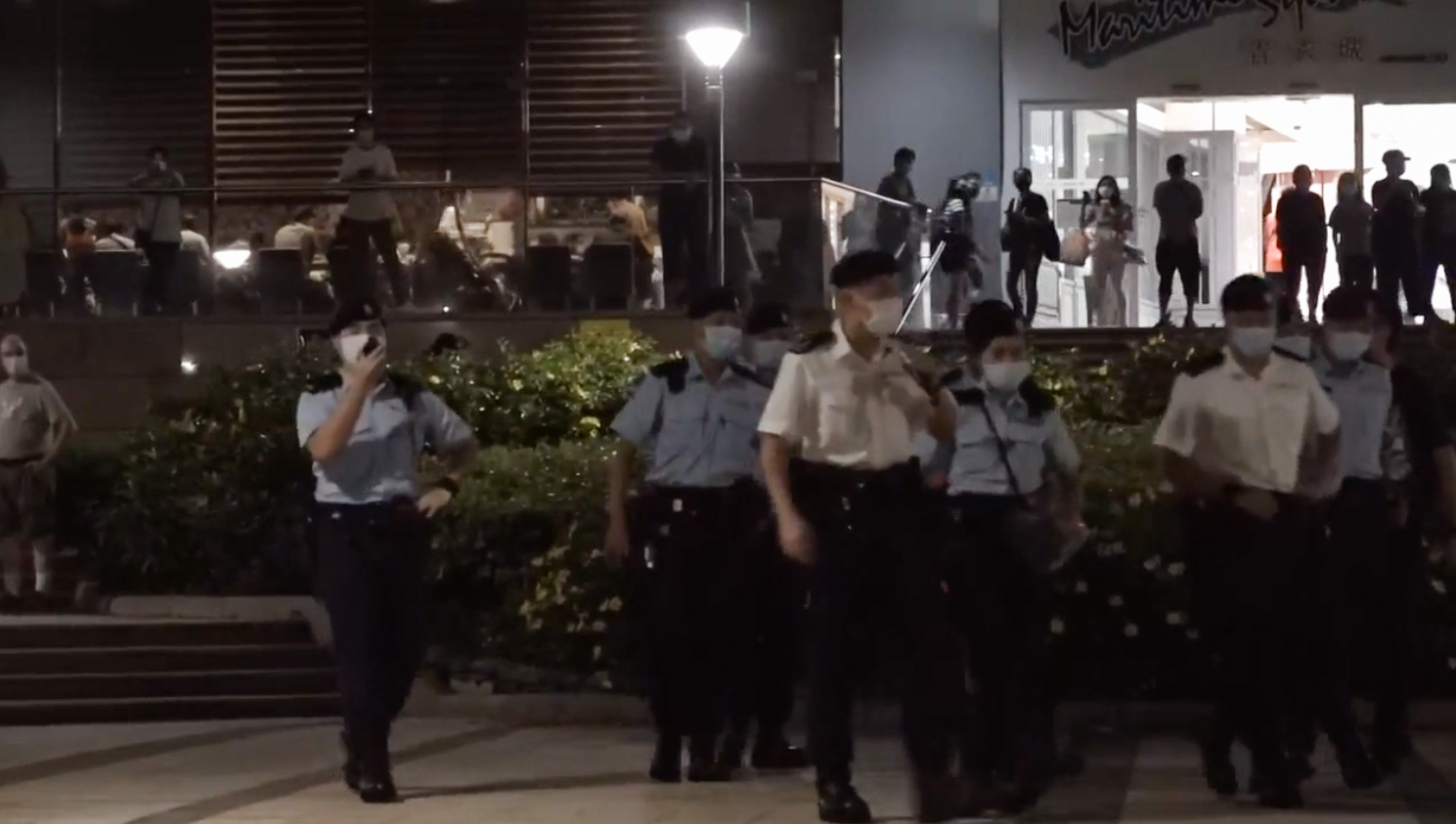
警員在海旁位置準備截查在場人士
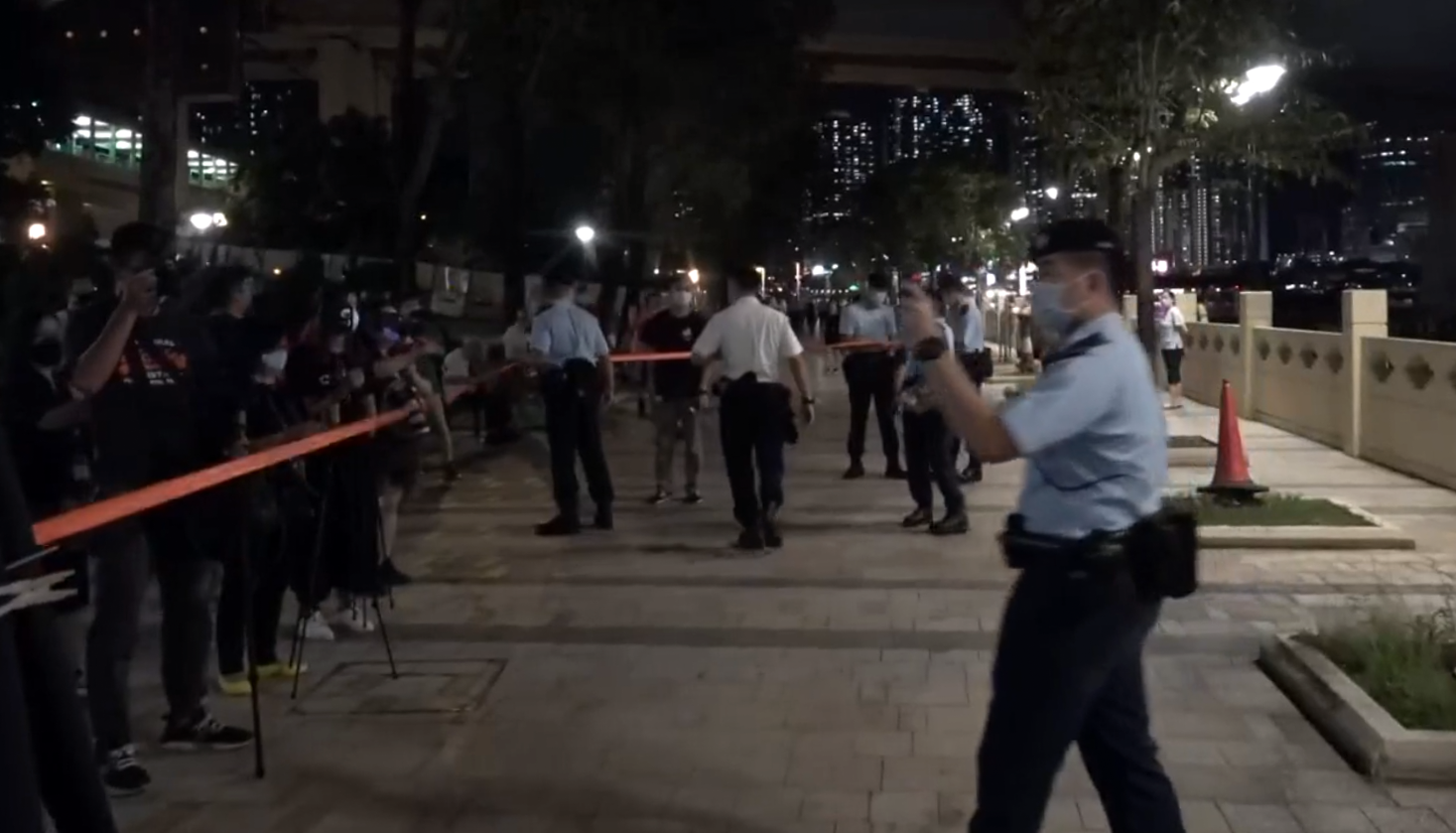
警員圍封海旁，有警察拍攝在場人士
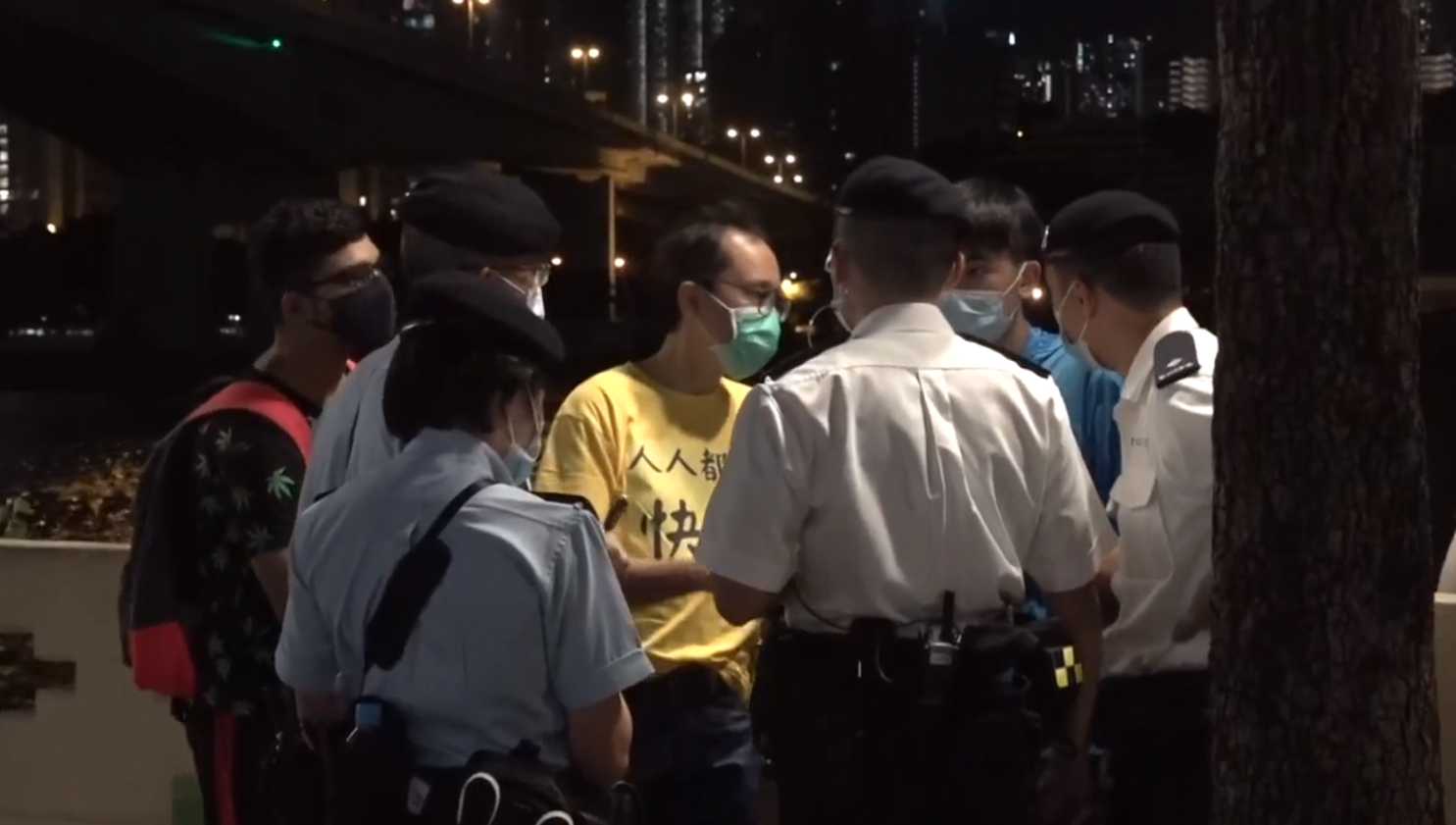
有3人在海旁被截查

## 21日

### YOHO Mall「和你行」 防暴警帶走一名南亞裔男子

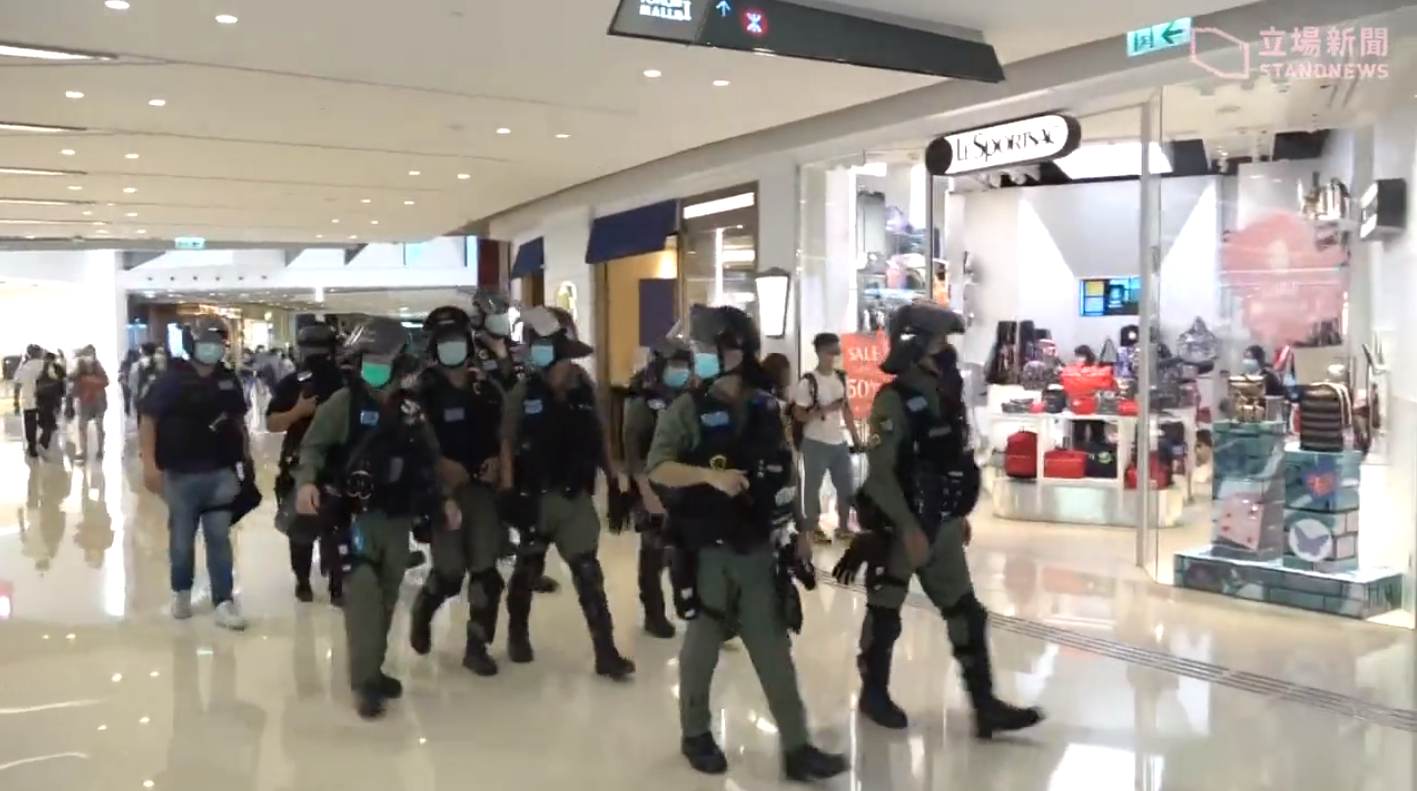
防暴警察在商場內巡邏

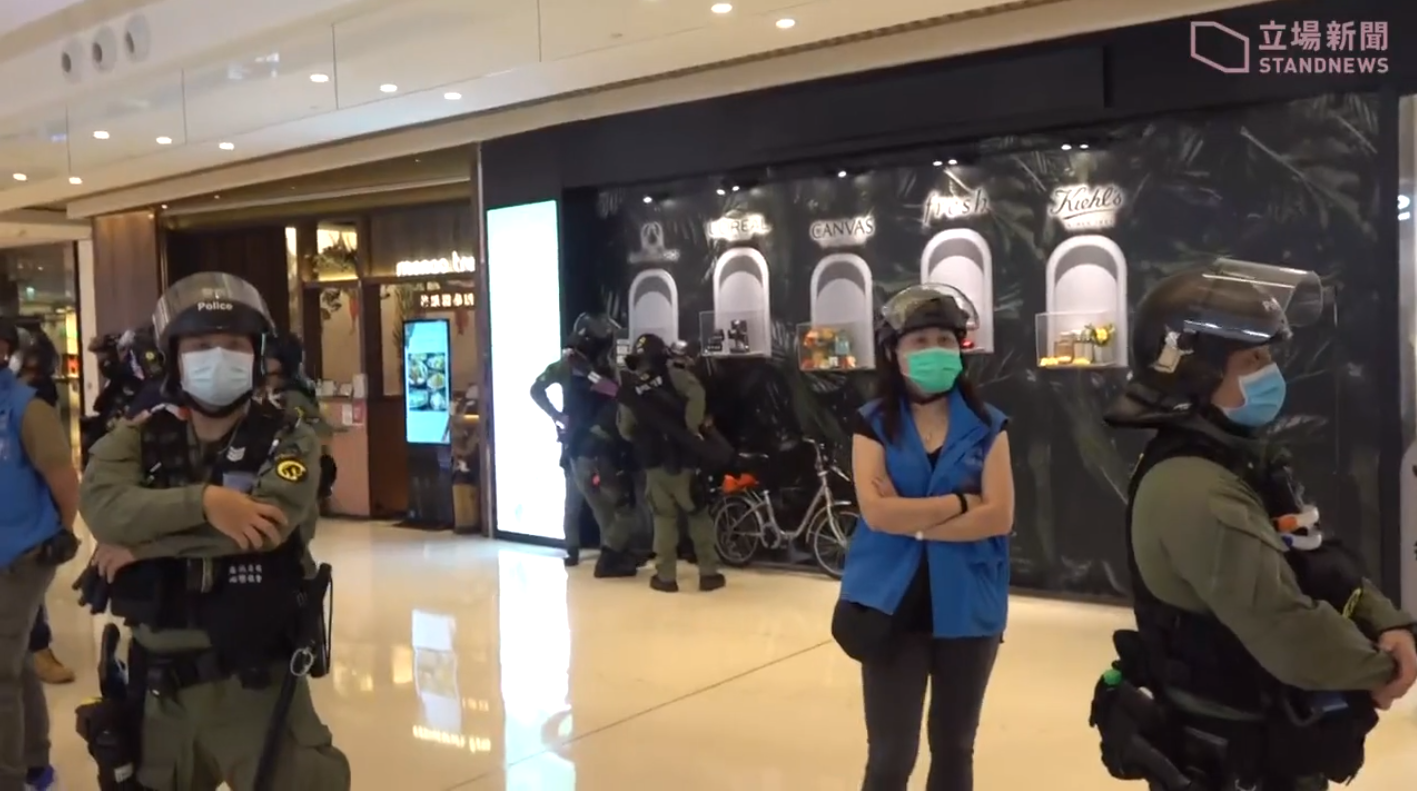
晚上9時許，一名攜同單車的黑衣男子被警員截查，其後獲得放行

元朗襲擊事件發生至今14個月，網民在晚上6時45分，發起在元朗YOHO MALL 形點商場舉行「和你行」。「Lunch哥」David在商場中庭位置高舉五一手勢及叫口號，有人在樓上響應。不足5分鐘後，大批防暴警員從不同位置包抄商場，並拉起封鎖線。警員更一度舉起紫旗，警告在場人士或違反國安法。「Lunch哥」David、元朗區議員伍健偉等及數名男女一度被截查，之後獲得放行。其後警員一直在商場多處戒備，一名17歲網媒記者因不不在列表內，而被發限聚令告票。到晚上8時許，一名南亞裔男子情緒激動，大聲呼叫「我有單㗎」，其後被警員鎖上手銬帶走。據悉該名男子身上藏有電子煙，涉嫌管有第一部毒藥及攻擊性武器。到晚上9時許，警員1樓餐廳外起封鎖線，截查一名攜同單車的黑衣男子，其後獲得放行。一名《明報》攝影記者應未有身穿反光衣而被截查。大批警員到晚上10時，商場營業時間結束後才離開。

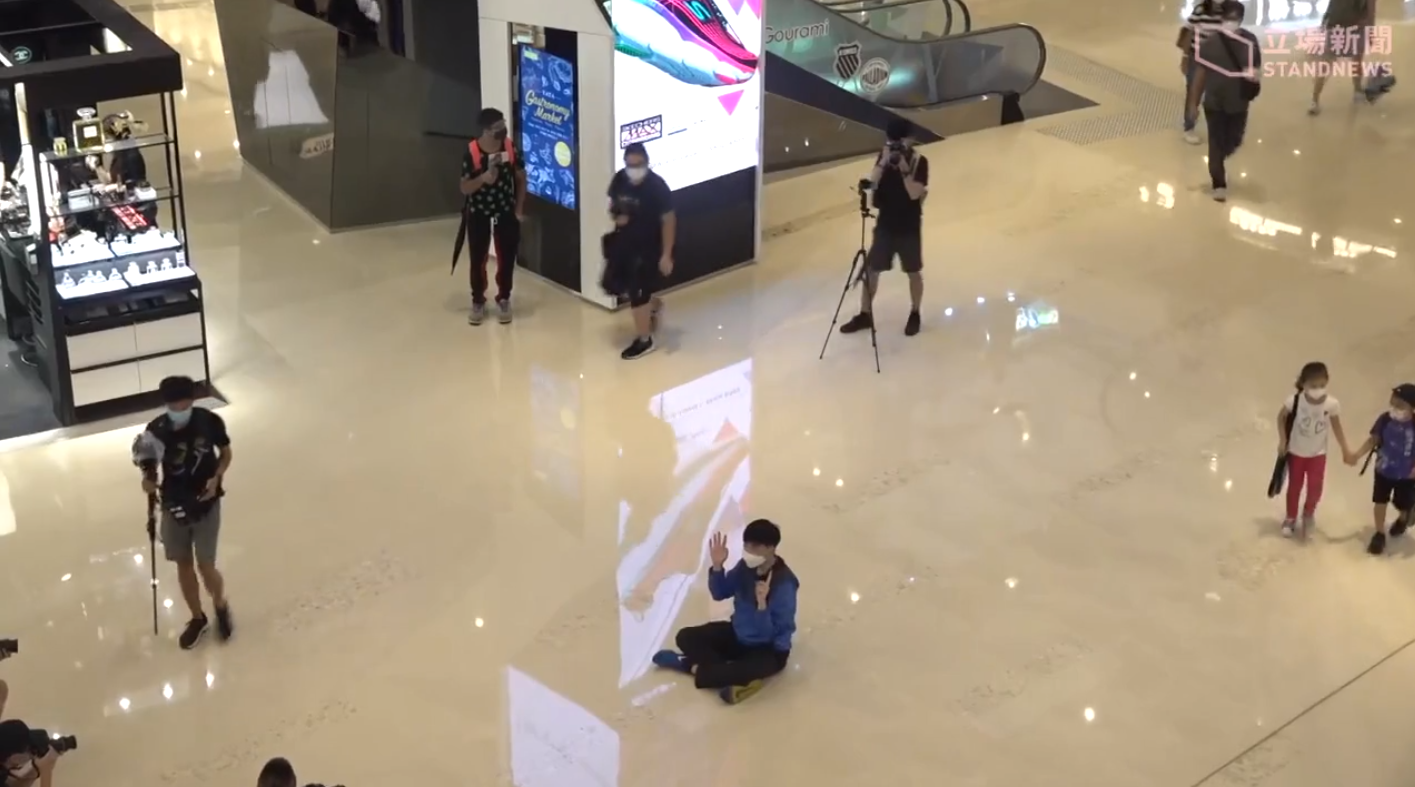
「Lunch哥」David在商場中庭位置高舉五一手勢
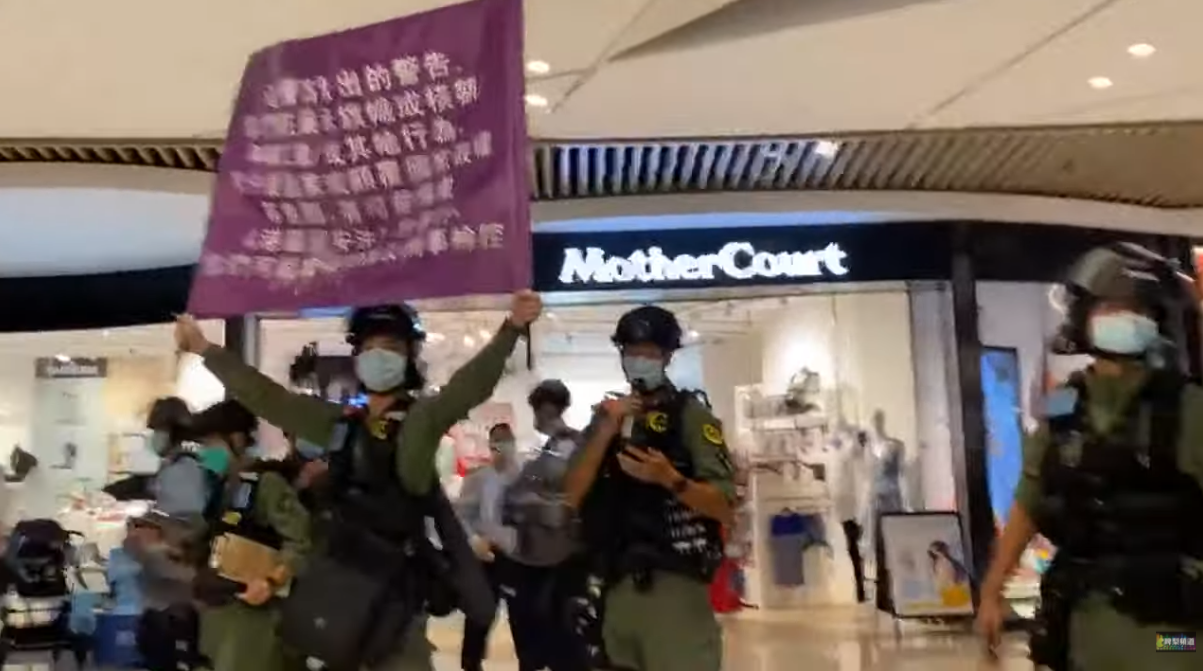
警員一度舉起紫旗，警告在場人士或違反國安法
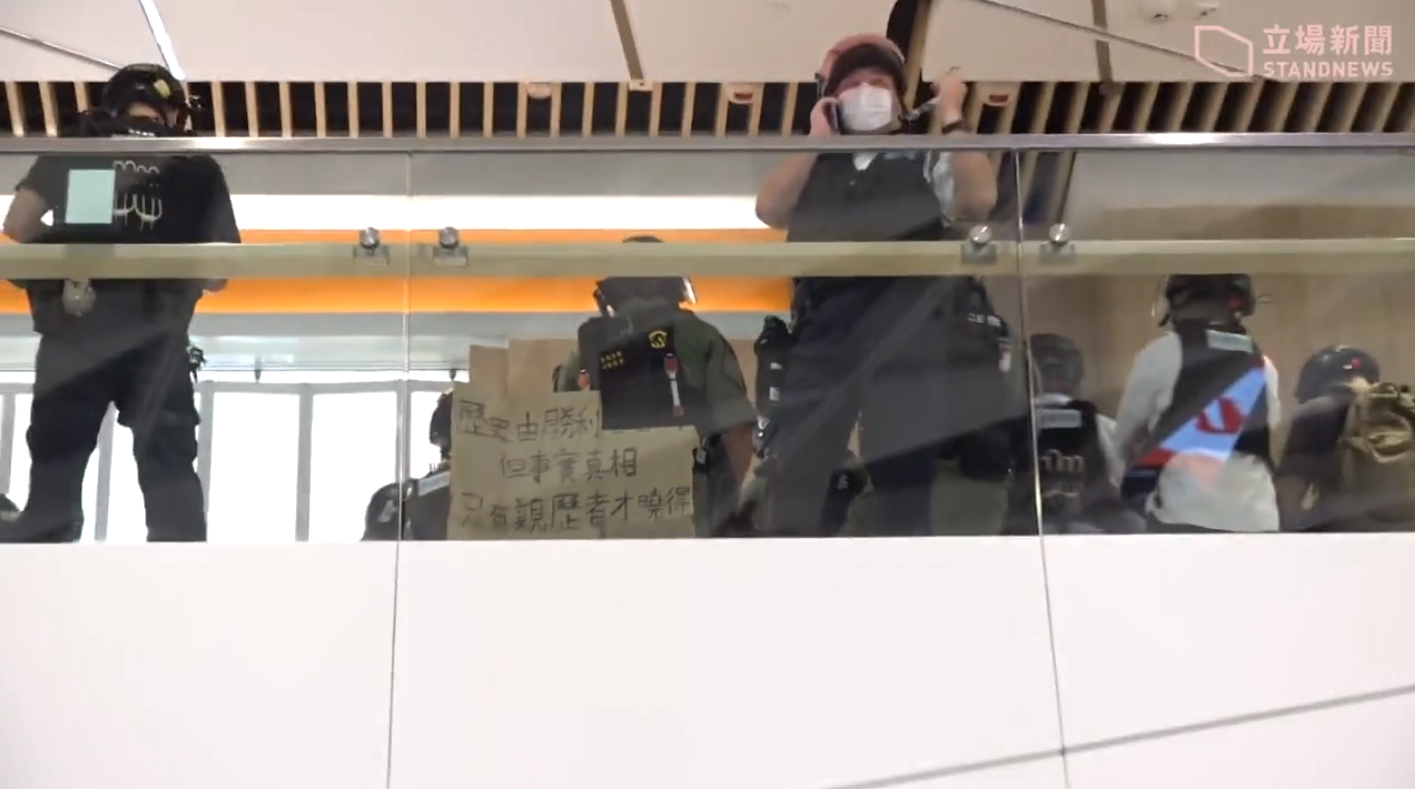
中庭擺放了示威者的標語
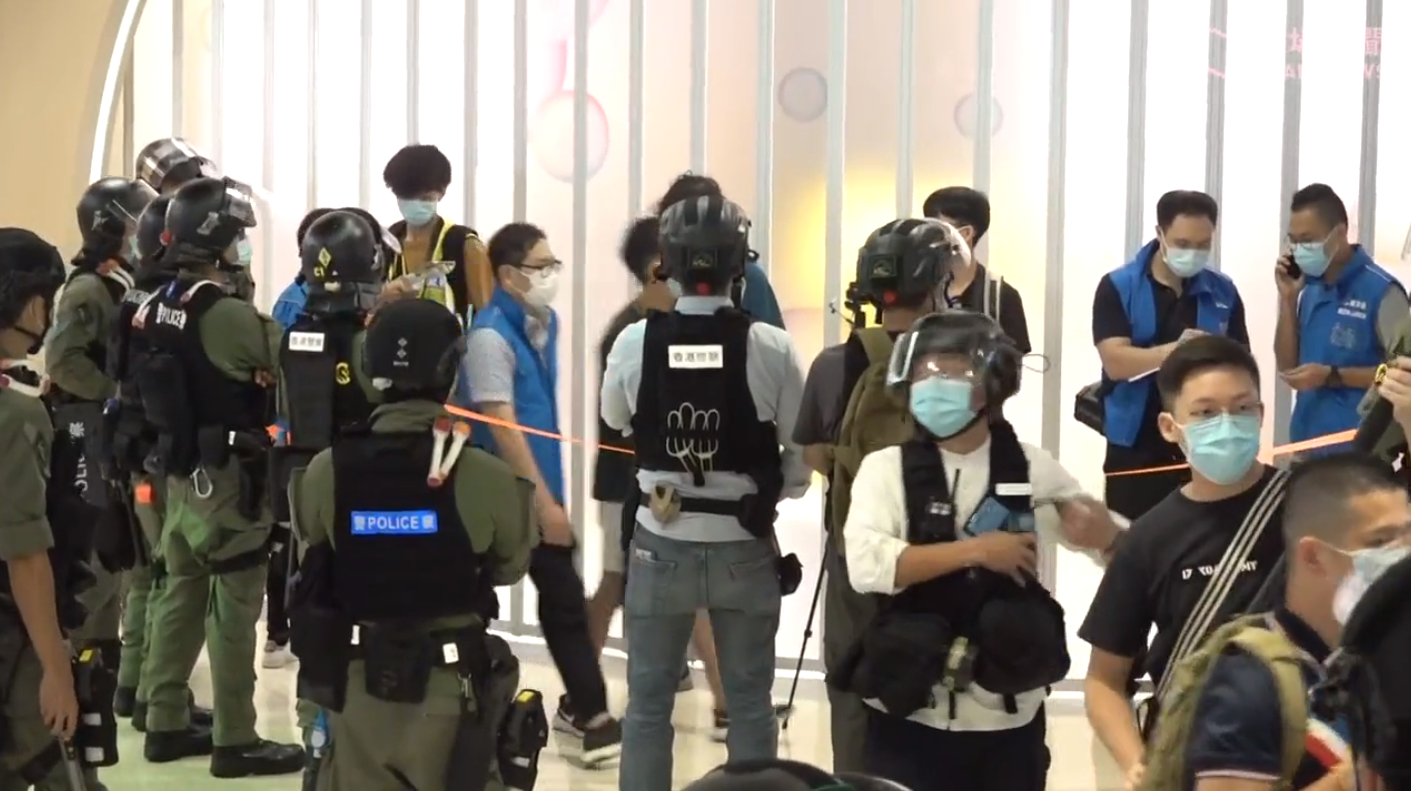
有記者一度被截查
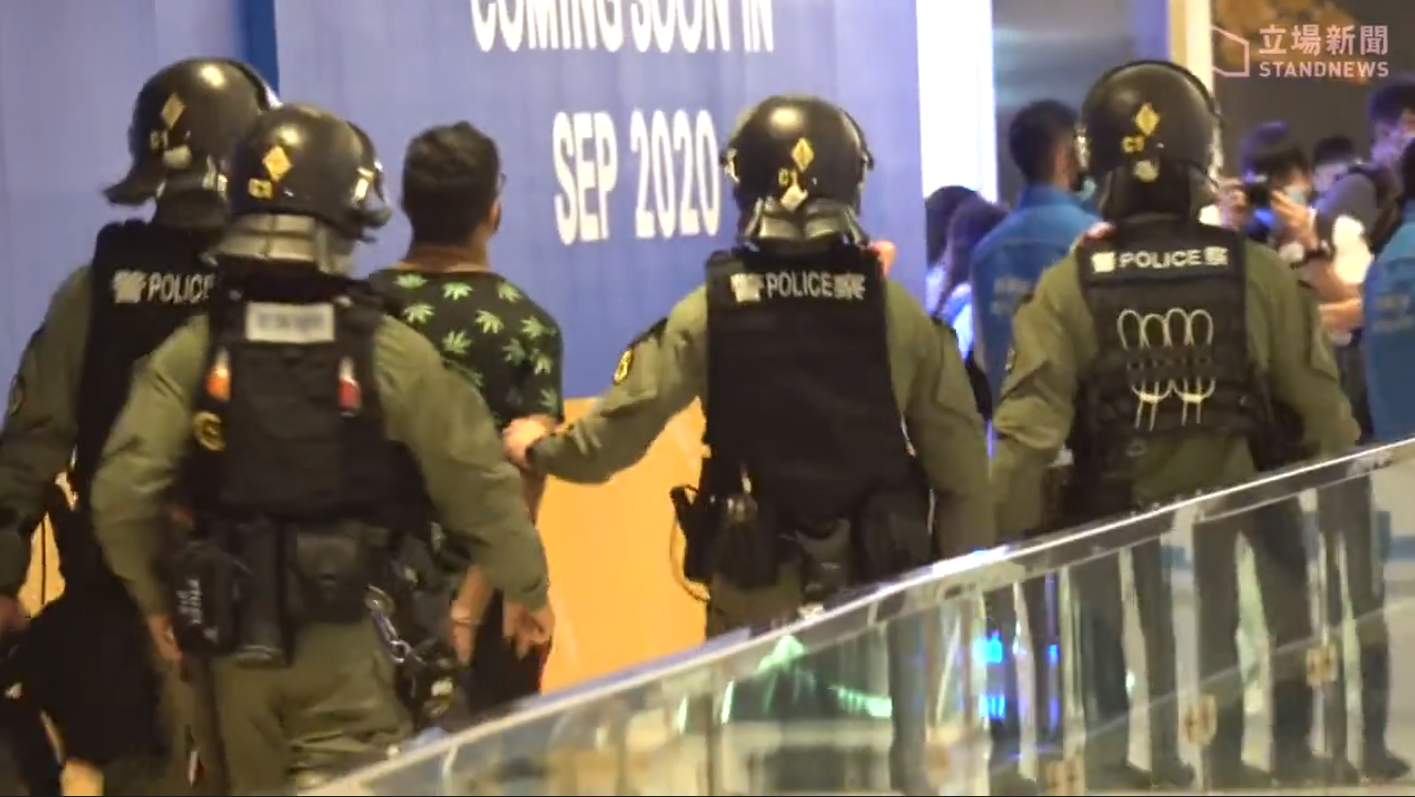
一名南亞裔男子因身上藏有電子煙而被警員鎖上手銬帶走
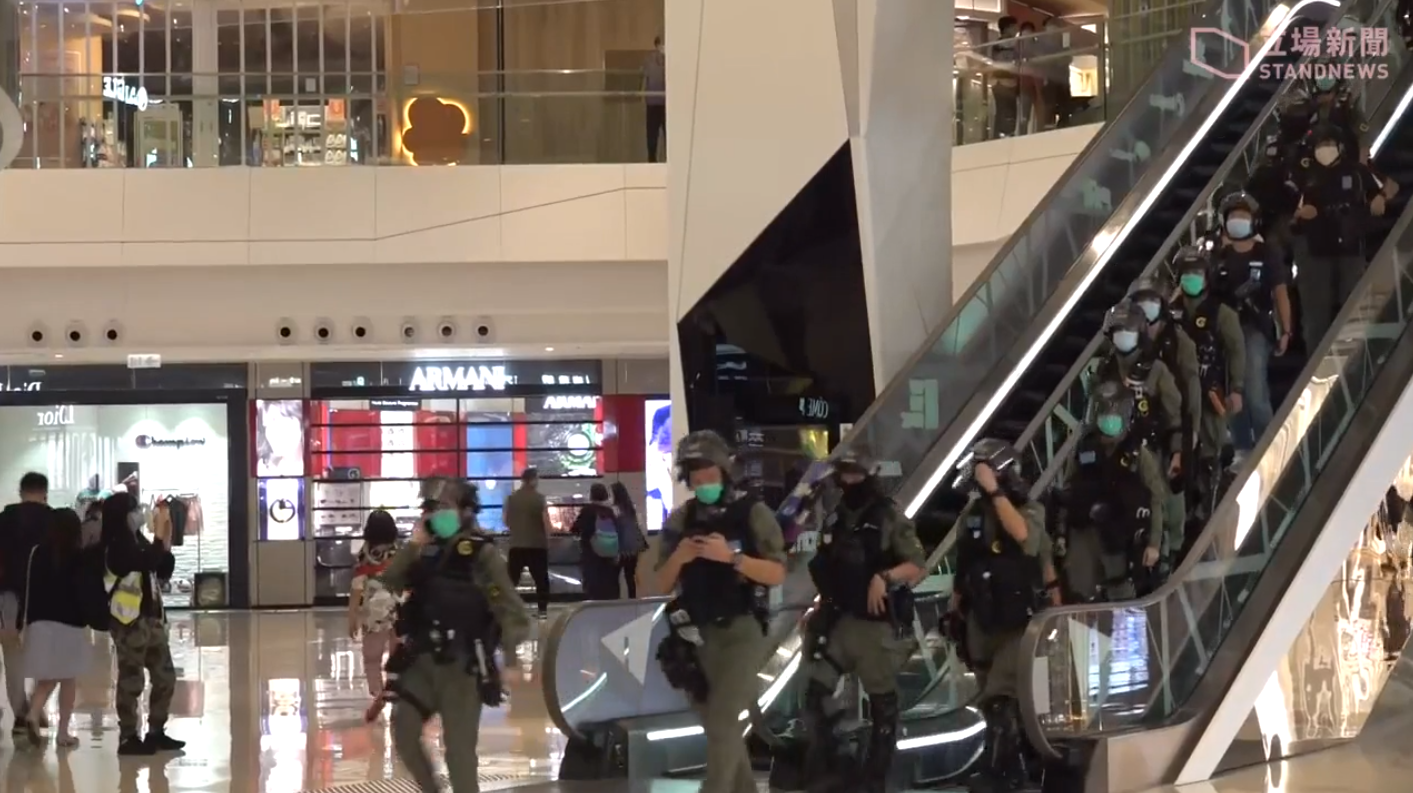
大批警員到晚上10時才離開商場

### 電檢處要求《佔領立法會》及《理大圍城》片首加上聲明
電影《佔領立法會》及《理大圍城》放映前兩小時，「影意志影院」在Facebook上發表公告指，香港電影、報刊及物品管理處（電檢處）要求在片首加上聲明。《佔領立法會》要求加上：「影片紀錄2019年7月1日立法會綜合大樓受到示威衝擊的嚴重事件，當中有部分描述或行為，根據現行法例可能會構成刑事罪行。」；而《理大圍城》加上：「影片紀錄2019年11月在香港理工大學及周邊地點發生的嚴重事件，當中有部分描述或行為，根據現行法例可能會構成刑事罪行。此外，影片部分內容或評論亦可能未獲證實或有誤導成份。」，並被評為III級電影，未滿18歲的觀眾須辦理退票。影意志對電檢處的要求表示強烈不滿，為了能順利放映，影意志才暫時接受條件，但會繼續上訴。而香港紀錄片工作者認為事件為業界帶來錯誤先例。而事後經過送審的《理大圍城》電影光碟變成碎片，影意志同事對此表示極為震驚，稱20年來從未有過這樣的事。網友留言表示「原來香港電檢署都是小學雞」、「正宗玻璃心」、「根本恐嚇信」等。

## 22日

### 警察通例改傳媒定義 工會斥嚴重影響採訪自由
警方去信4個傳媒工會，更新《警察通例》下「傳媒代表」的定義，不再承認記協和攝記協會員證，只有登記政府新聞處新聞發布系統（GNMIS）的傳媒機構，或國際認可及知名的非本地新聞通訊社、報章、雜誌、電台和電視廣播機構才獲得承認。事件引發多個傳媒組織聯署，抗議有關修訂變相由官方界定何謂記者，令香港逐漸走向極權管治之路。

### 「守護港大聯署小組」籲關注12港人被內地扣留

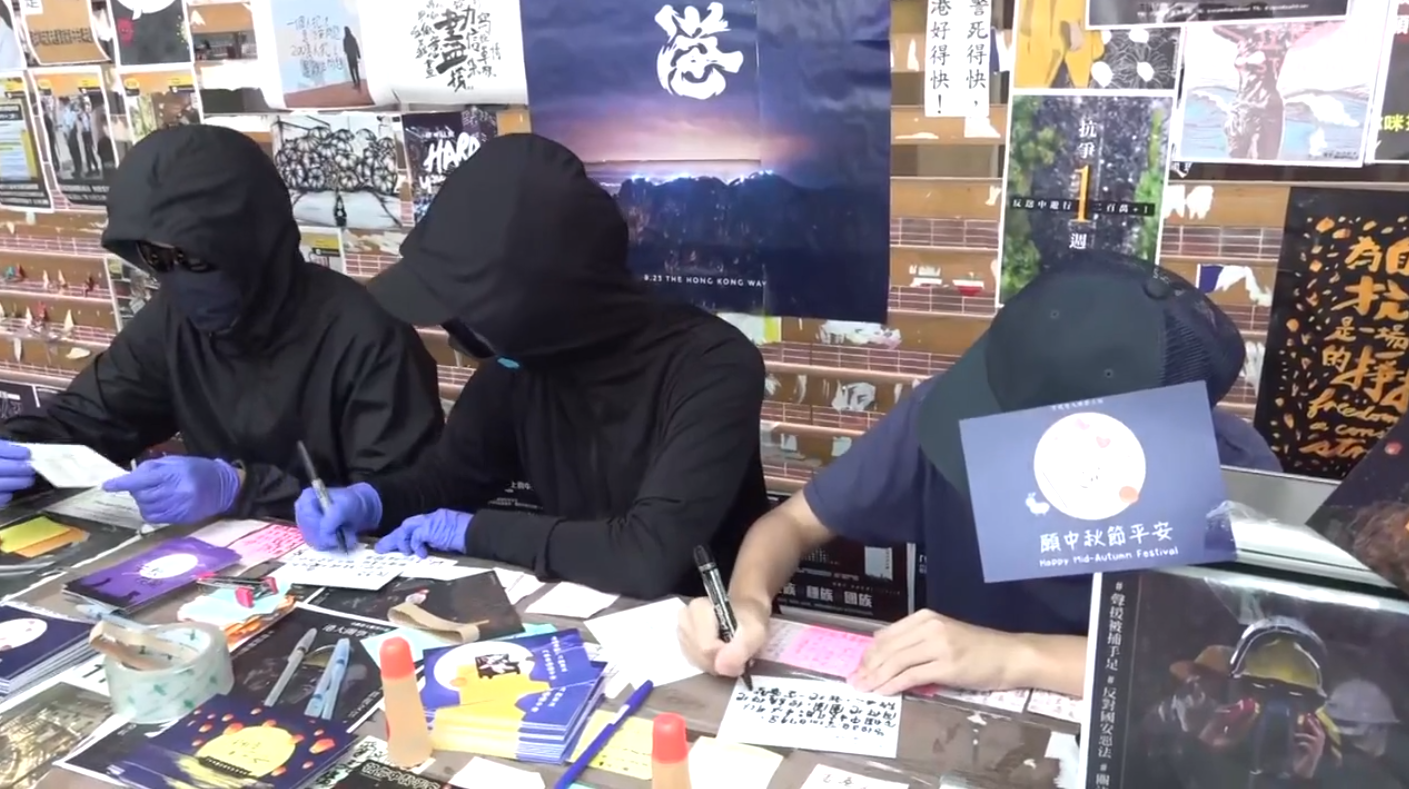
「守護港大聯署小組」在校園內發起活動，在街站寫明信片聲援12名被內地拘留的港人

香港大學恢復部分面授課程，在中午12時半，「守護港大聯署小組」在校園內發起活動，呼籲師生寫明信片聲援12名被內地拘留的港人。

### 市民悼念陳彥霖逝世一週年 警員大規模搜查記者

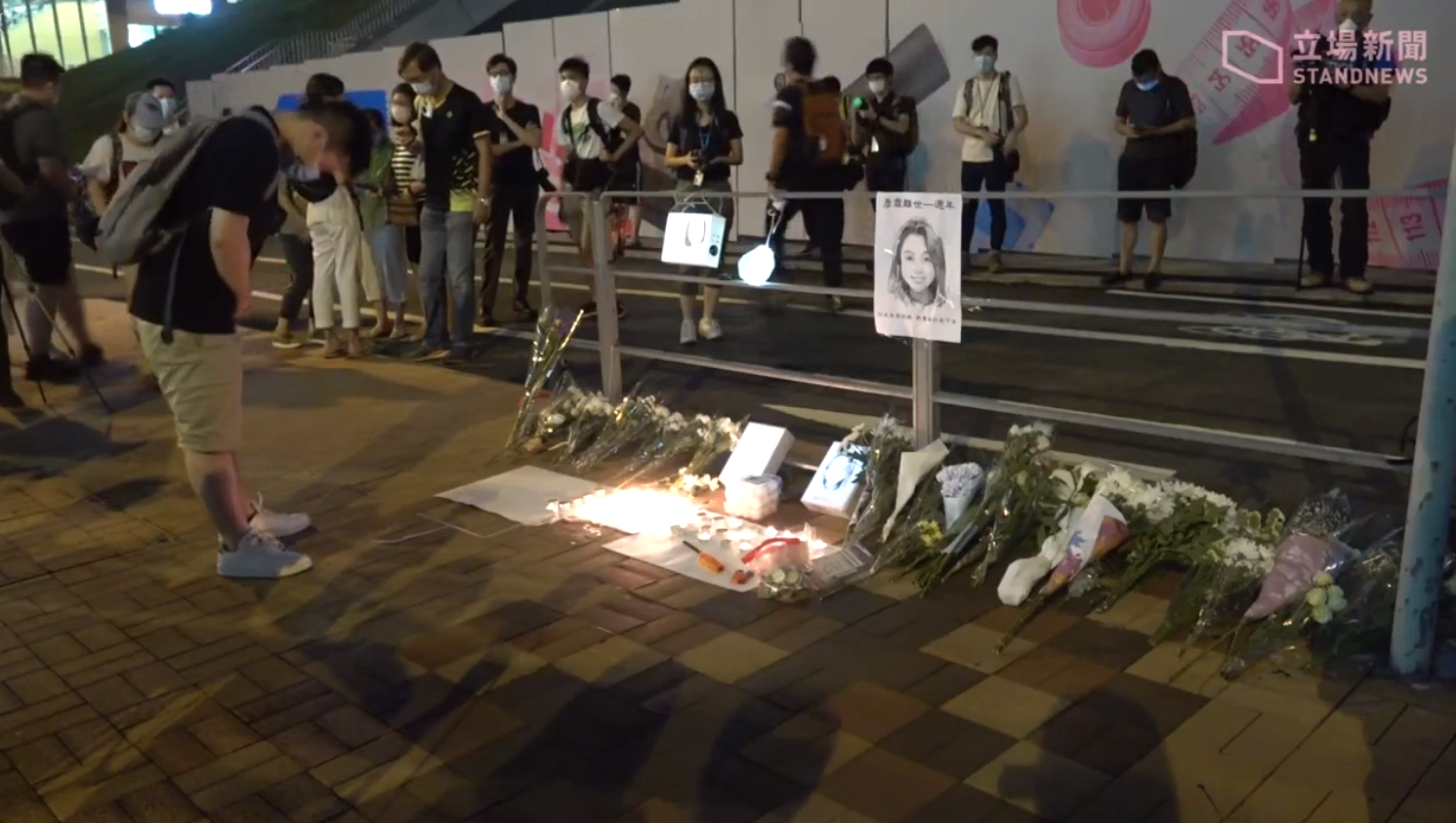
晚上，知專設計學院外有市民獻花及點蠟燭悼念

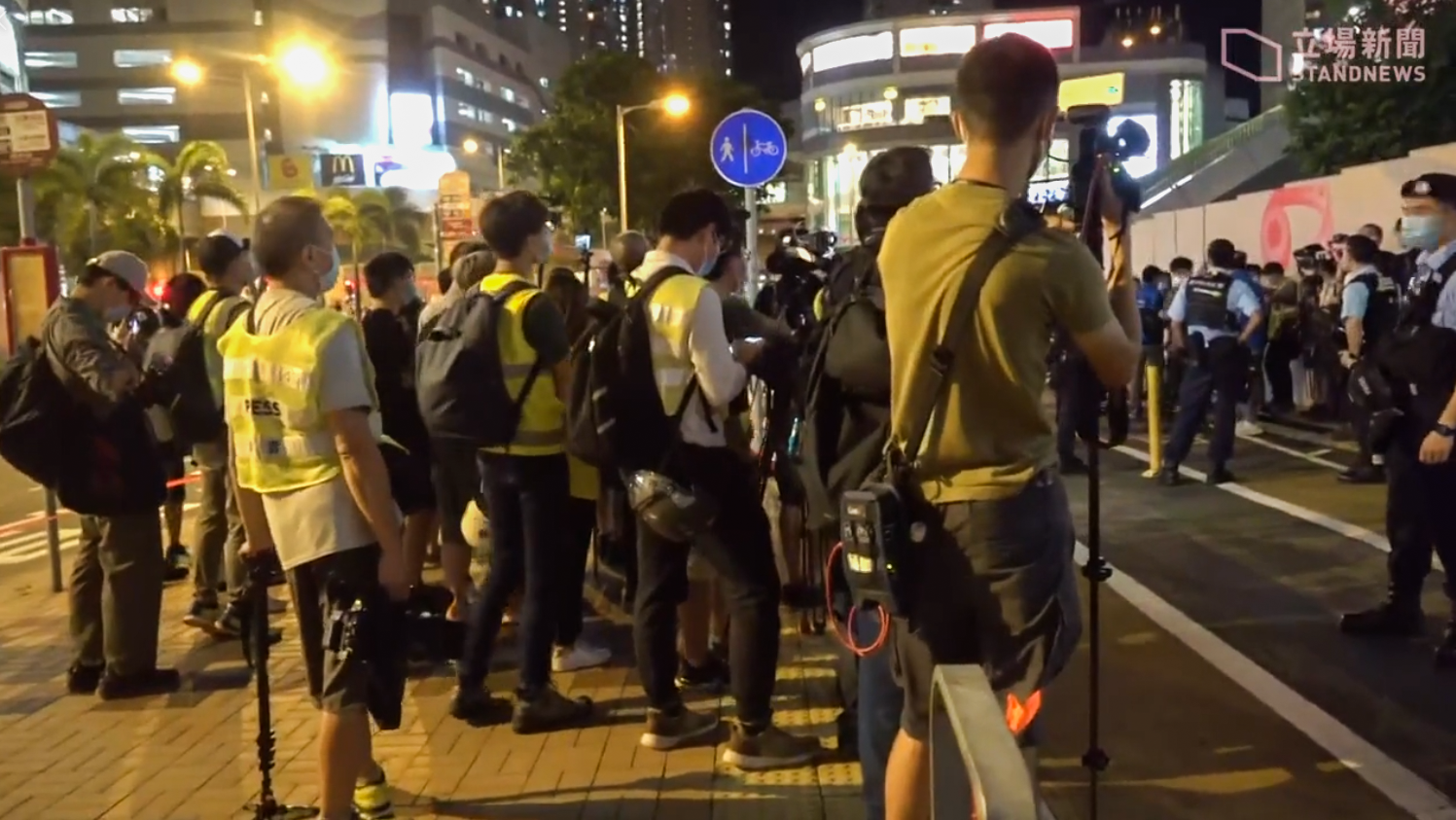
警員截查期間，將主流傳媒及網媒分流處理，約10名網媒記者登記身分證等資料後才獲得放行

晚上，市民在將軍澳悼念陳彥霖逝世一週年。傍晚6時半，一名市民在PopCorn商場內高叫口號，大批便衣警員在場監視。到晚上7時16分，大批軍裝警員突然衝入商場內的一間鞋店內制服一人，之後被帶走。其後再有大批警員到商場內增援，要求在場拍攝的 10名記者進行截查。而知專設計學院外也有市民獻花及點蠟燭悼念。到晚上8時，警員以揚聲器警告在場市民及記者需要在5分鐘內散去，否則會被票控違反「限聚令」。警方其後拉起橙帶，並要求所有記者一字排開靠牆站立，之後將主流傳媒及網媒分流處理。約10名網媒記者登記身分證等資料後才獲得放行，過程維持約40分鐘。而尚德邨停車場外亦有市民聚集，警員在附近巡邏，並勸喻逗留現場的市民離開。

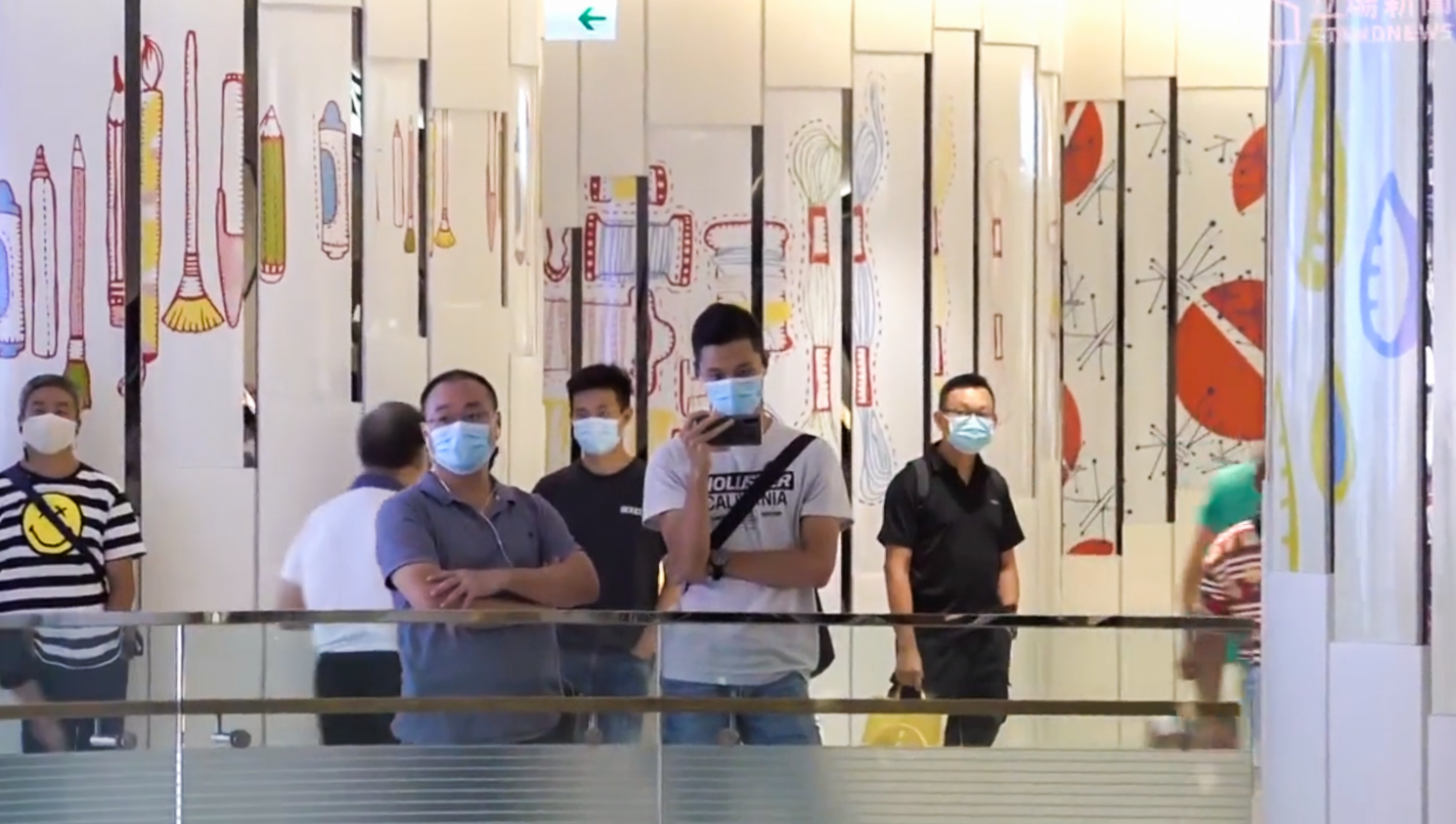
多名便衣警員在PopCorn商場內監察
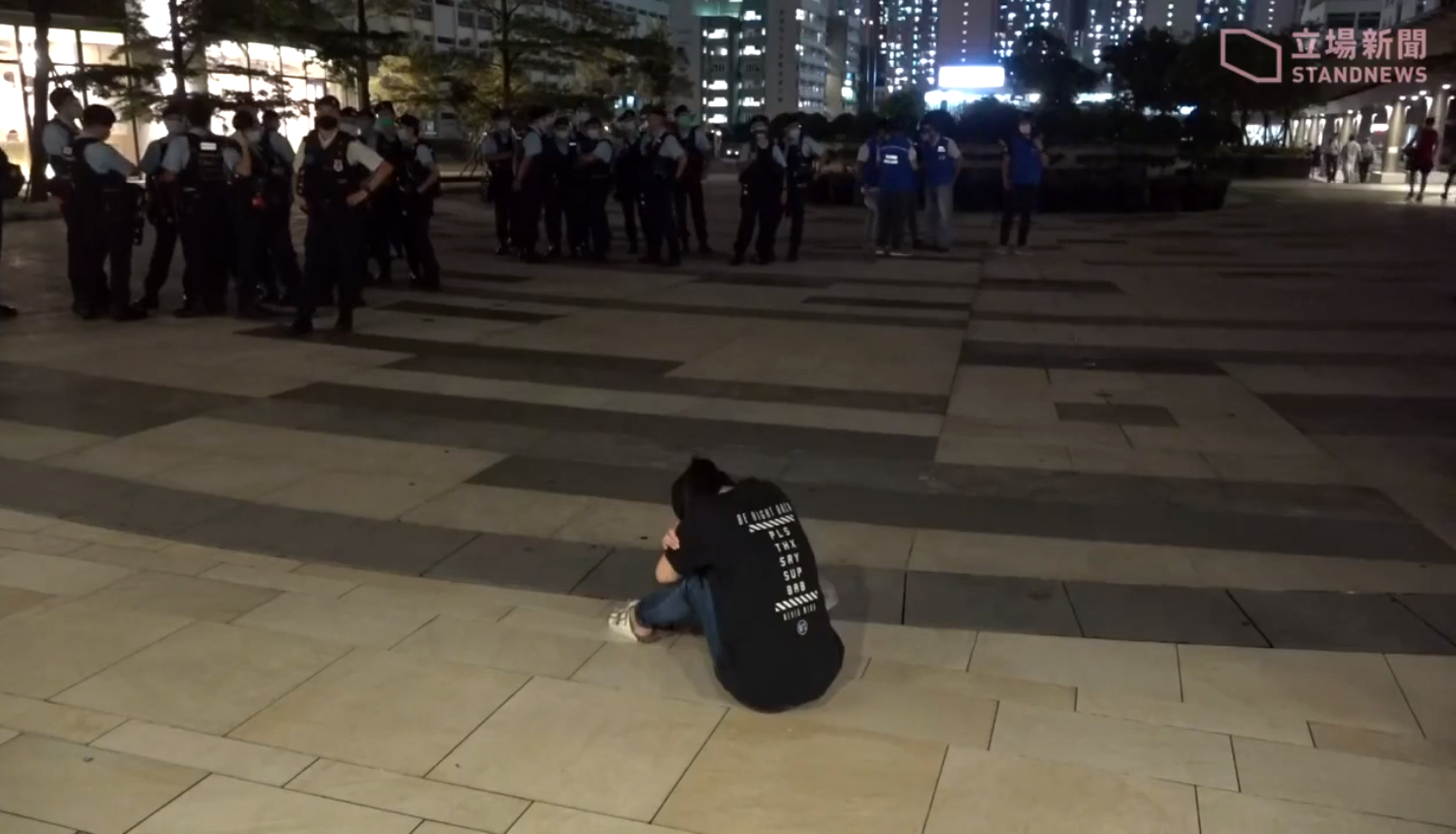
一名女子跑到PopCorn商場外的廣場，跪在地上面向警員哭，認為陳彥霖的逝世是與警方相關，但警員未有理會
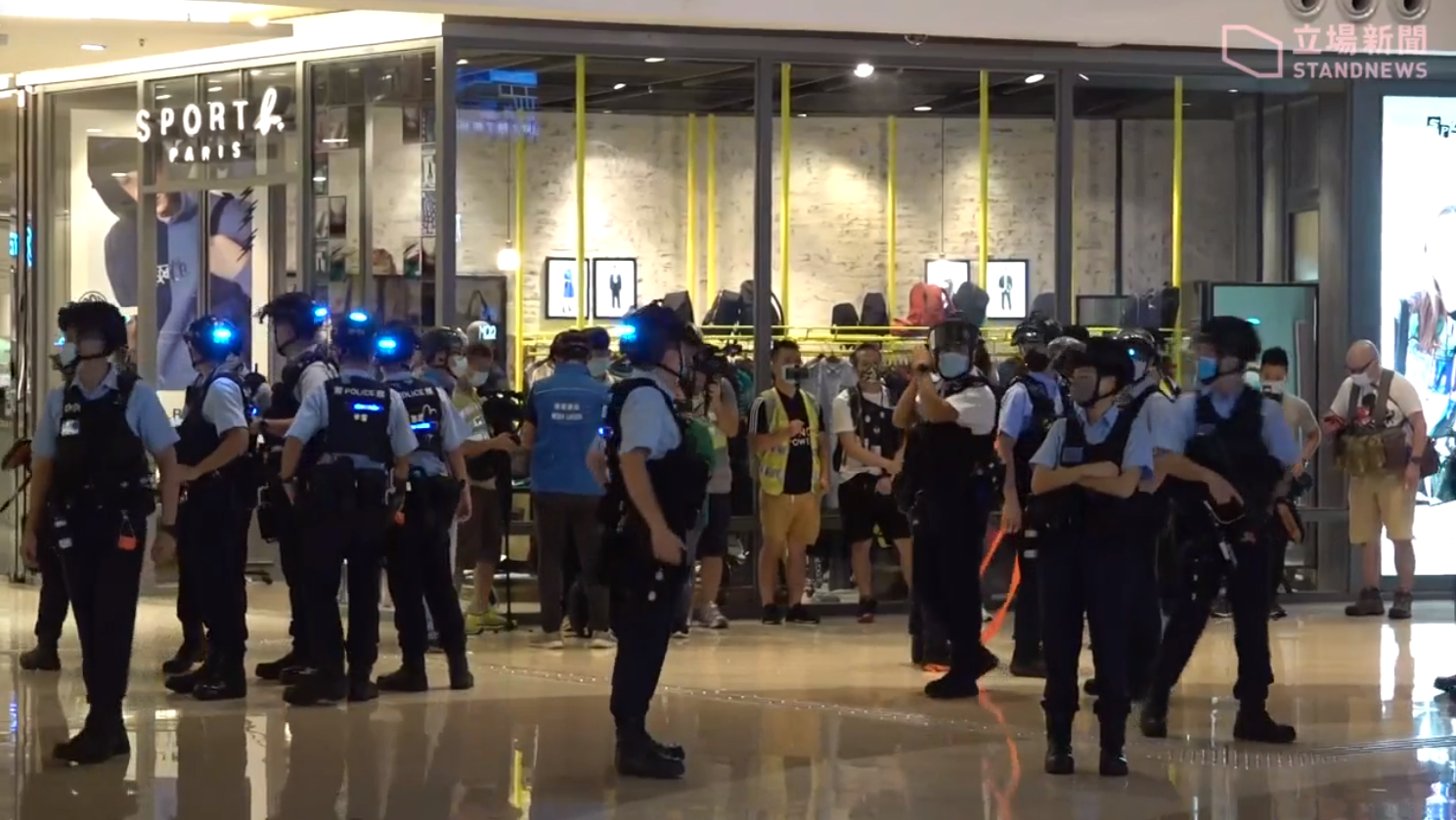
警員到場後，拉起橙帶截查記者
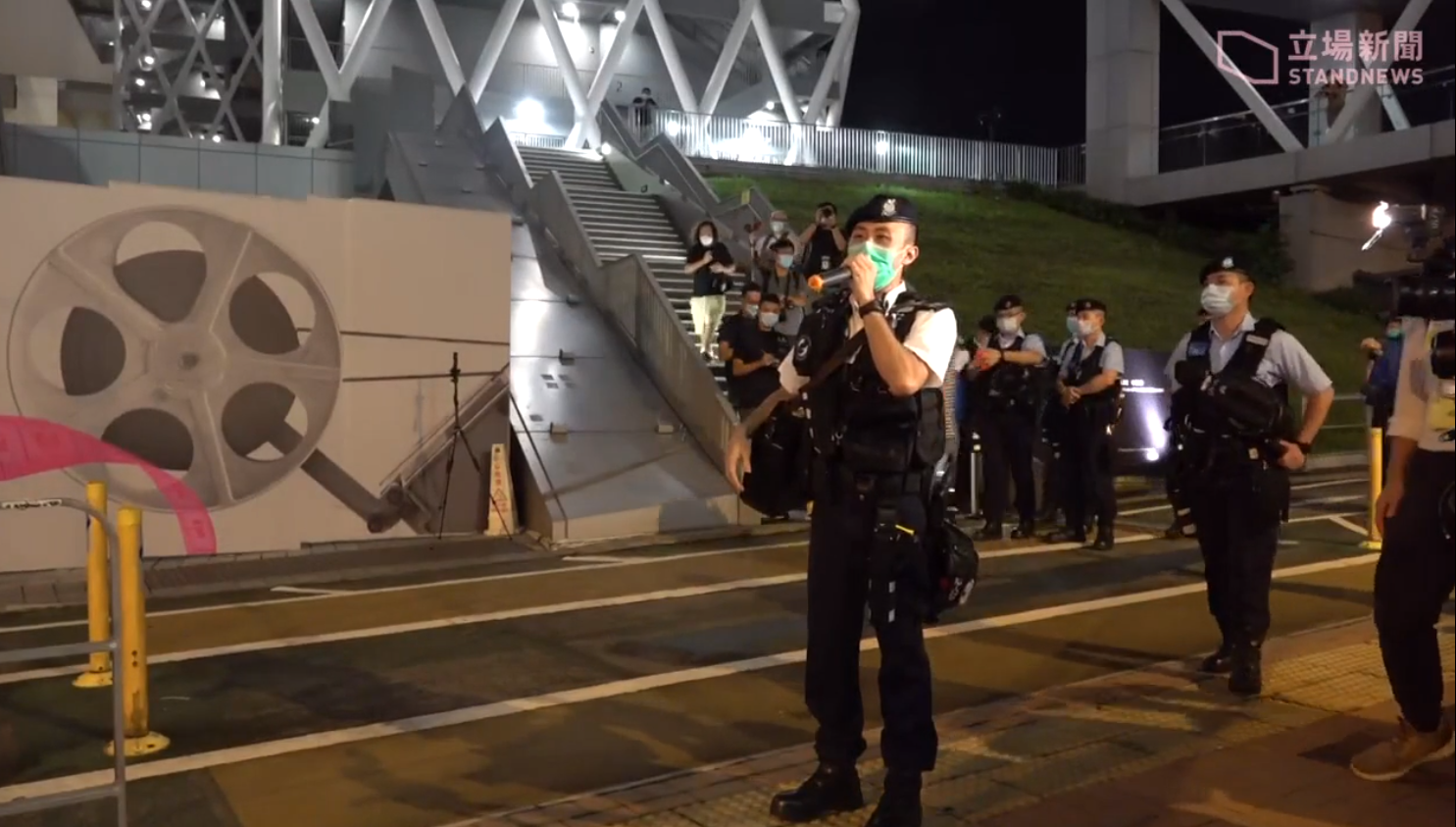
晚上8時，警員在知專設計學院外以揚聲器警告在場市民及記者需要在5分鐘內散去，否則會被票控違反「限聚令」
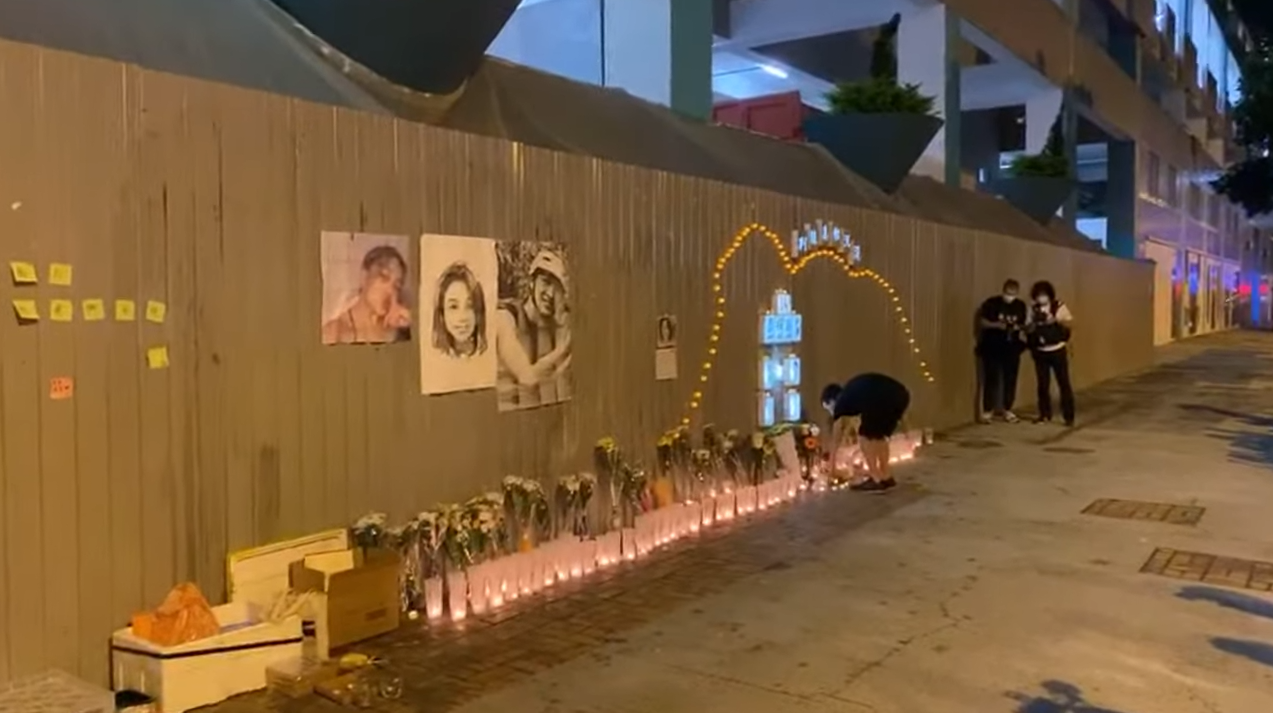
尚德邨停車場外的悼念

### 第二代「美國隊長」疑高叫港獨口號 涉違國安法被捕

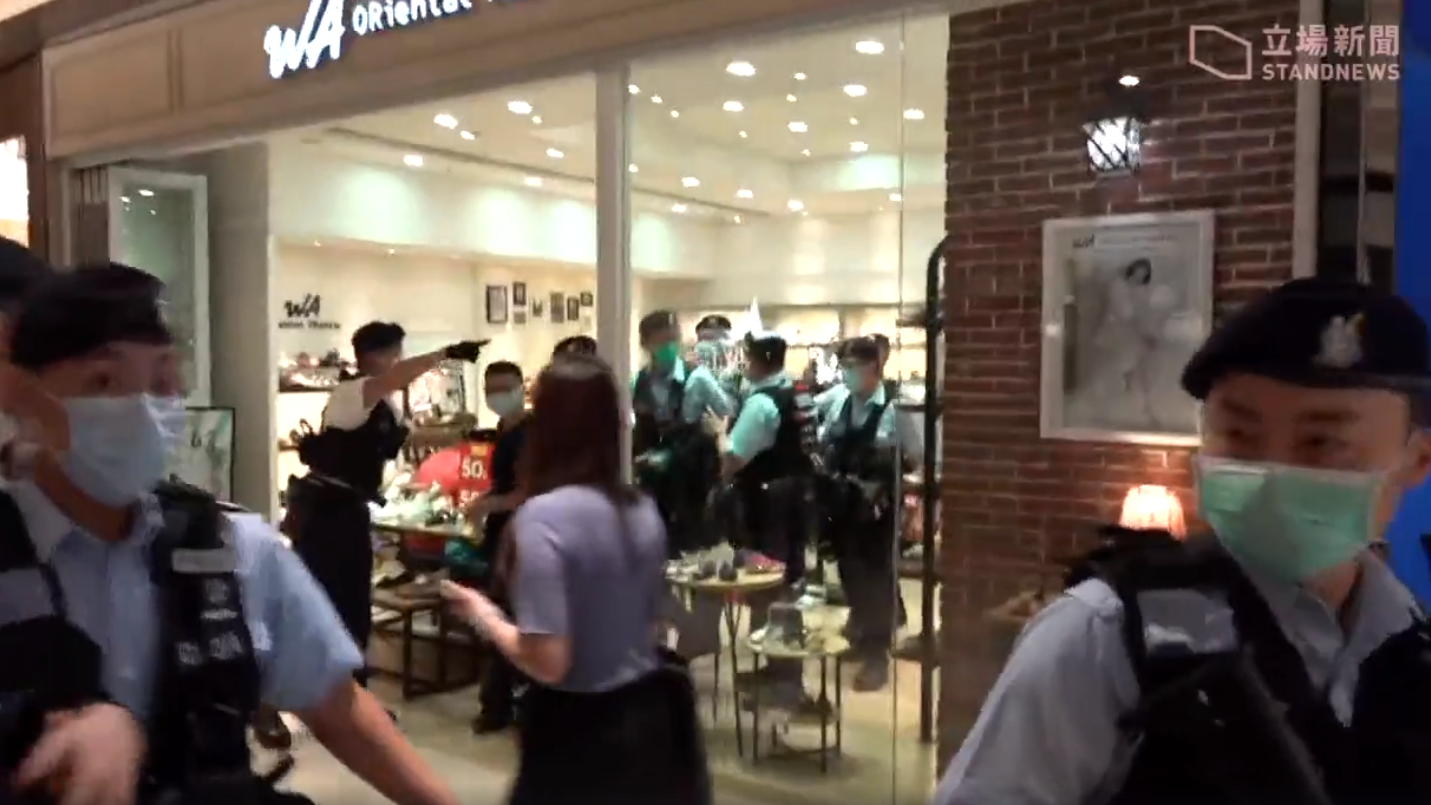
第二代「美國隊長」在將軍澳PopCorn商場一間鞋店內被多名警員制服並帶走

第二代「美國隊長」，同時為Telegram 頻道「61萬唔驚拉channel」的管理員，晚上在將軍澳PopCorn商場多次高叫「光復香港，時代革命」及「香港獨立」等口號後，大批軍裝警員突然衝入商場內，在一間鞋店內将其制服并帶走。警方指被捕的30歲男子涉嫌作出煽動或教唆他人分裂國家的行為。案情指他在2020年多次的示威活動叫港獨口號達20次。
到2021年11月15日，他被裁定煽動分裂國家罪成，被判入獄5年9個月。法官指被告由「被煽動者」變「煽動者」，批評被告毫無悔意，是為了滿足自己的存在感而明目張膽地示威，明顯毫無悔意。人權組織「國際特赦組織」認為判決反映叫口號和網上傳播政治觀點都要判處長刑期，反映國安法過度限制權利，未能充分保障人權。

### 余茂春回應香港問題
美國國務卿蓬佩奧的首席中國政策顧問余茂春9月22日以視像方式參加加拿大智庫「麥克唐納－勞里埃研究所」舉辦的網上論壇。他指出，香港現在的處境代表「一國兩制」的失敗，同時也讓世界看清中共無法信任，還談到美國政府高度重視香港問題，香港是唯一一個可以令特朗普願意犧牲貿易利益的因素。

## 23日

### 區議員於新城市廣場擺街站聲援12港人 逾20警員截查並警告
晚上6時，沙田區議員趙柱幫、李志宏及陳運通在新城市廣場中庭位置設「12手足中秋送暖行動」街站，透過收集市民所寫的明信片寄往深圳鹽田看守所。到7時20分， 逾20名機動部隊警員走入商場，警告3名區議員及在場市民涉違反限聚令，要求他們離開。警員紀錄3名區議員的資料後離開，並表示警方再次進入商場會作出拘捕行動。趙柱幫表示為了顧及在場市民安全，決定提早結束街站。
而香港多區都有區議員擺設街站，希望香港人可持續關注被捕的12名港人。

## 24日

### 民陣申請10月1日集會

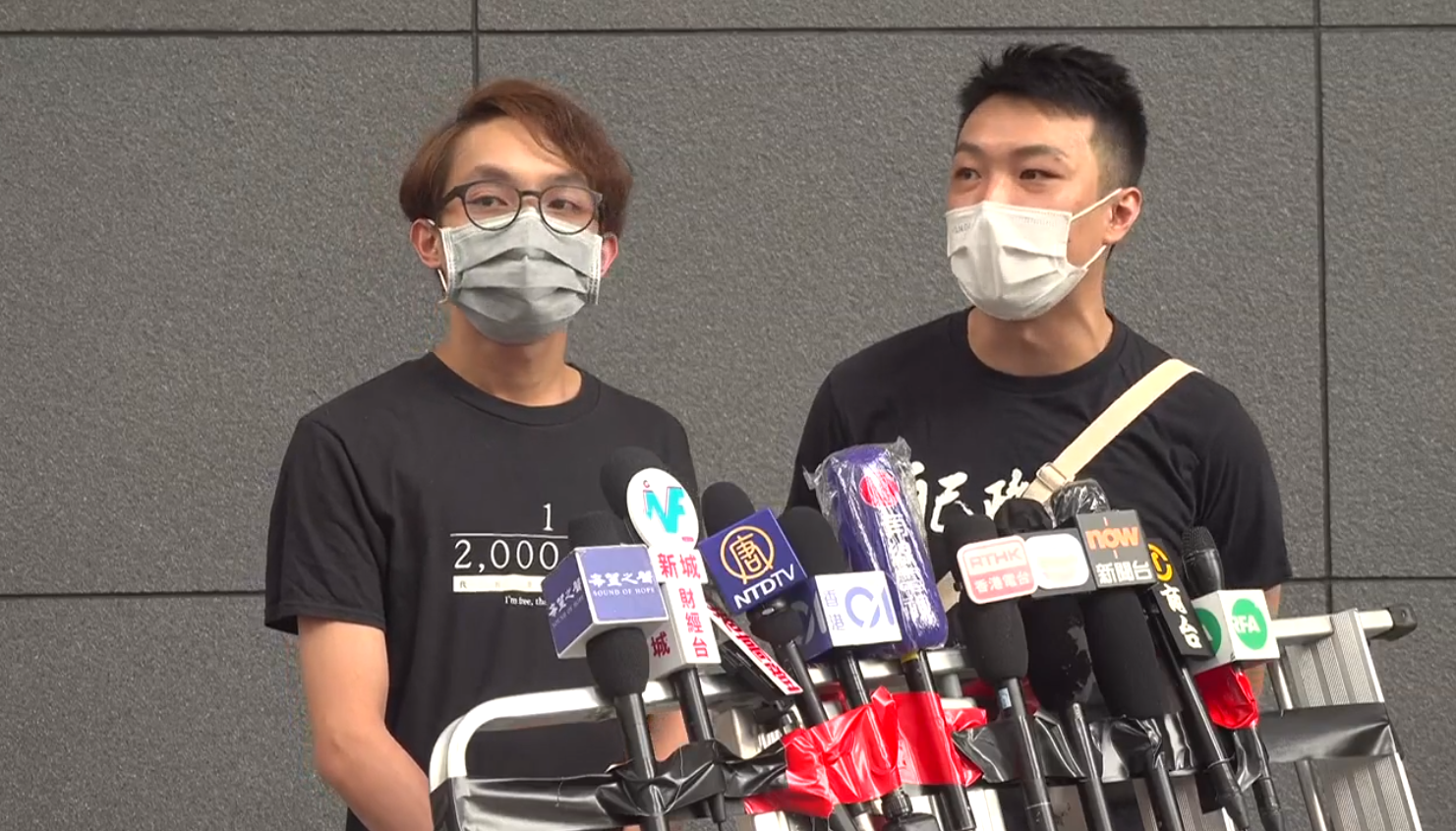
民陣副召集人陳皓桓（左）和召集人岑子杰（右）在灣仔警察總部見記者

民間人權陣線(民陣)計劃在10月1日於香港島發起遊行，當日下午2時，由銅鑼灣東角道出發，遊行至中環畢打街作為終點，並不設集會。民陣與警方商討約15分鐘便結束，召集人兼沙田區議會瀝源區議員岑子杰預期警方會發出反對通知書，形容為史無前例最快結束的會議。一日後，警方以限聚令，加上遊行地點接近易受衝突或暴力事件影響的高風險建築物，如港鐵站高等法院和警察總部，而發出反對通知書。民陣表明會提出上訴。

### 黄之锋和古思堯被捕
2020年9月24日，前香港眾志成員黄之锋及社民連成員古思堯因为於2019年10月5日反對禁止蒙面規例示威中，涉嫌非法集结与违反《禁止蒙面规例》而遭到逮捕，其后获得保释。2人於2020年9月30日於東區裁判法院提堂。

### 警方拘捕一對母子 涉嫌非法持有軍火
凌晨約2時，警方於粉嶺欣盛苑拘捕一對母子，在屋內發現有軍火武器物品。
新界北總區重案組第一隊主管梁卓熙高級督察表示，警方早前接獲線報，社交網站上有人售賣槍械配件及防護器具，經深入調查後，探員凌晨約2時突擊搜查欣盛苑欣耀閣一單位，行動中檢獲一支懷疑胡椒球槍、一支伸縮棍、兩柄約長30厘米軍刀、3支懷疑氣槍、一件避彈衣及15個防毒面罩。而胡椒彈未有檢獲，初步調查相信部分武器已出售，流向仍有待追查，槍支性能及曾否發射將交由專家鑑證。
另外警方也發現2人在涉嫌在網上發放港獨文宣，並圖文並茂講述曾在過去遊行中把刺鼻物件投擲向警方，揚言日後會使用更厲害武器對付警隊，母子兩人或遭加控「煽動分裂國家」罪名，國安處正接手調查。49歲母親獲准保釋，11月下旬向警方報到。而其子，23歲呂姓理大學生被控「無牌管有槍械」、「未經許可輸入戰略物品」及「藏有攻擊武器」共3項控罪，9月26日於屯門裁判法院提堂。案件押後至11月20日在粉嶺裁判法院再訊，被告不准保釋還押。
被告代表大律師庭上投訴，指被告遭自稱國安部警員的人士恐嚇，如不合作和承認控罪，會起訴其母親及女友。

### 2019年7月14日新城市廣場流血衝突 被告被控暴動罪成
3名示威者，分別17歲學生，24歲男子和51歲保安員，被控在2019年7月14日在新城市廣場與其他示威者圍毆兩名警員，3人早前在區域法院總共承認五項暴動罪，裁判官胡雅文裁定3人暴動罪成，判處監禁40個月至4年，成為第二宗「反送中運動」示威者承認暴動罪的案件。法官指集會自由並非絕對，不接受被告為「受害者」，也不接受辯方將各人的行為切割考慮，認為必須判處具阻嚇性刑罰，多於對被告的更生效果。

## 25日

### 中環和你讀蘋果

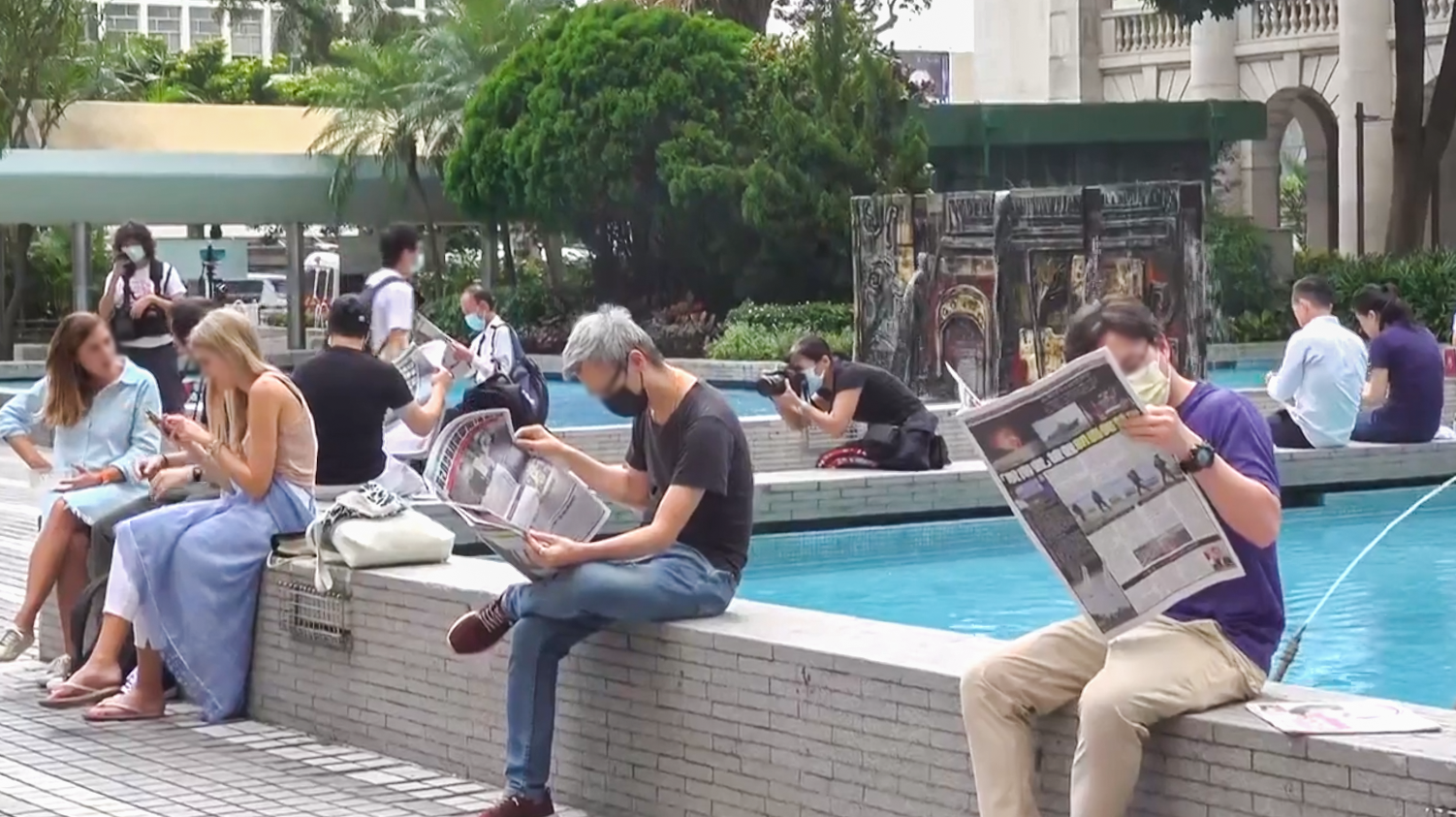
下午1時，市民在中環皇后像廣場默閱《蘋果日報》

下午1時，網民發起在中環皇后像廣場舉行「中環和你讀蘋果」活動，抗議記者採訪自由受侵犯。高峰時期約有15人於廣場讀《蘋果日報》。十多名警員在廣場外圍戒備和巡邏。

### 反修例以來首宗審訊裁定暴動罪成
香港區域法院對一名26歲的地盤工人進行判刑，指他涉嫌在2019年6月26日，參與「和平包圍行動」期間，追打一名便衣警員，並已被裁定暴動罪和普通襲擊罪成。他另承認一項不依期歸押罪，法官郭啟安最終判他即時監禁4年，他結語時表示「暴力便是暴力，不會因崇高理想而改變」。

## 26日

### 新城市廣場「和你撐」
中午12時，「Lunch哥」David坐在沙田新城市廣場3樓中庭位置閱讀《蘋果日報》，以表達對去年7月14日新城市廣場流血衝突，示威者被控暴動罪成表達關注。期間有路過市民駐足參與，並向他打氣。不過期間亦有外判南亞保安員圍繞，David指保安員騷擾他閱報，因而前往客戶服務中心投訴。其後，他離開商場往沙田站外被軍裝警員截查，表示遭到不禮貌對待，最後步行往沙田警署投訴。

## 27日

### 逾30鄉音藍絲破壞香港大學連儂牆

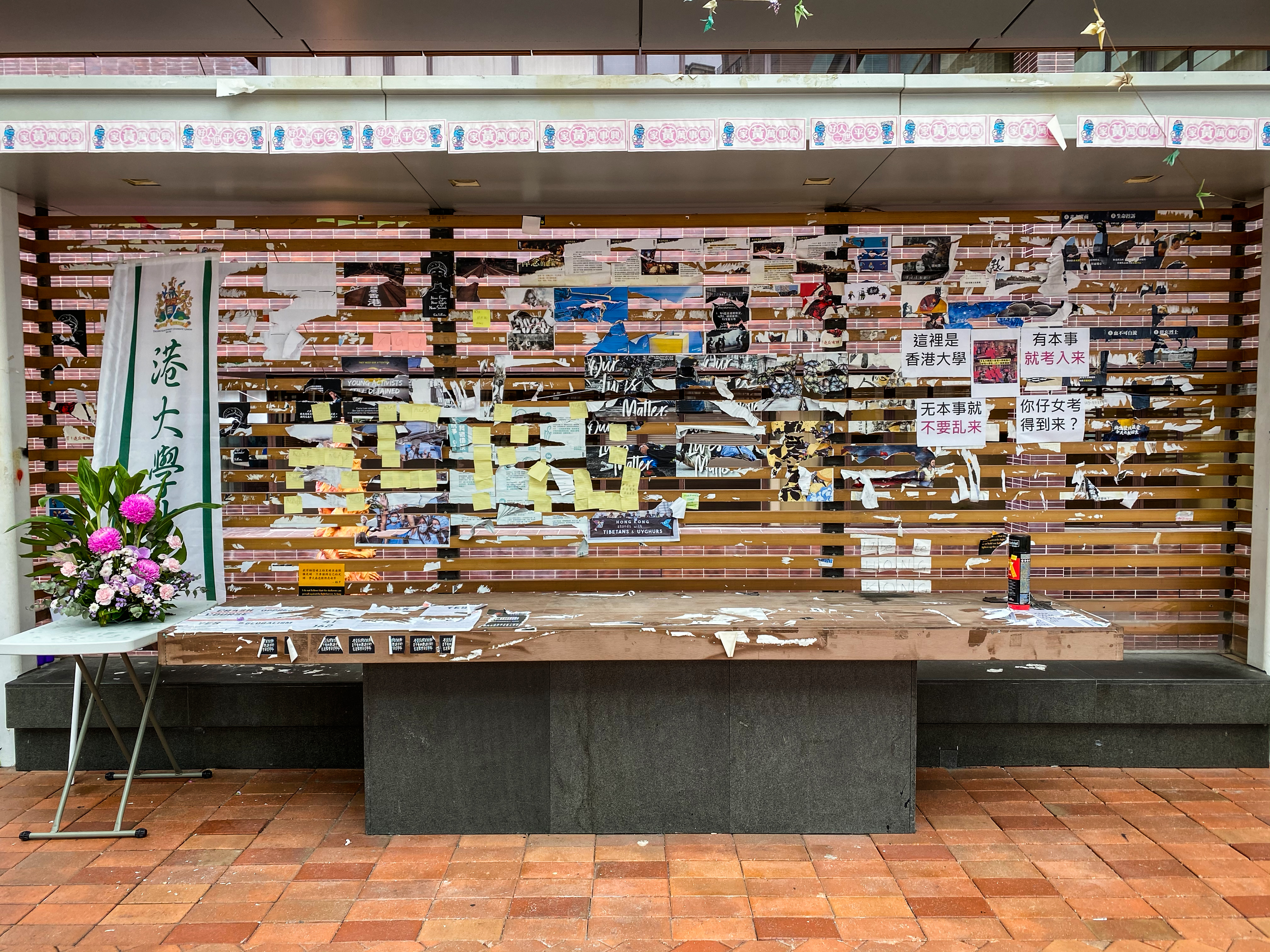
香港大學連儂牆被人破壞後，有人貼上標貼諷刺破壞人士

晚上約7時，有人拍攝到30多名操鄉音的藍絲大媽，從地鐵站走到大學街，先撕毀4幅連儂牆，其後到學生會大樓撕走玻璃門上的文宣，並高呼「我哋清理香港啲垃圾！清潔香港！（我們清理香港的垃圾！清潔香港！）」。而大學多名保安沒有阻止，之後他們離開。港大學生會譴責事件，不滿再有人闖入校園破壞。港大發言人對事件表示遺憾，會檢視事件及檢討校園管理和保安措施。不過仍未就事件報警。而目前校園只有學生和教職員才能進入。

## 28日

### 政總和你讀蘋果

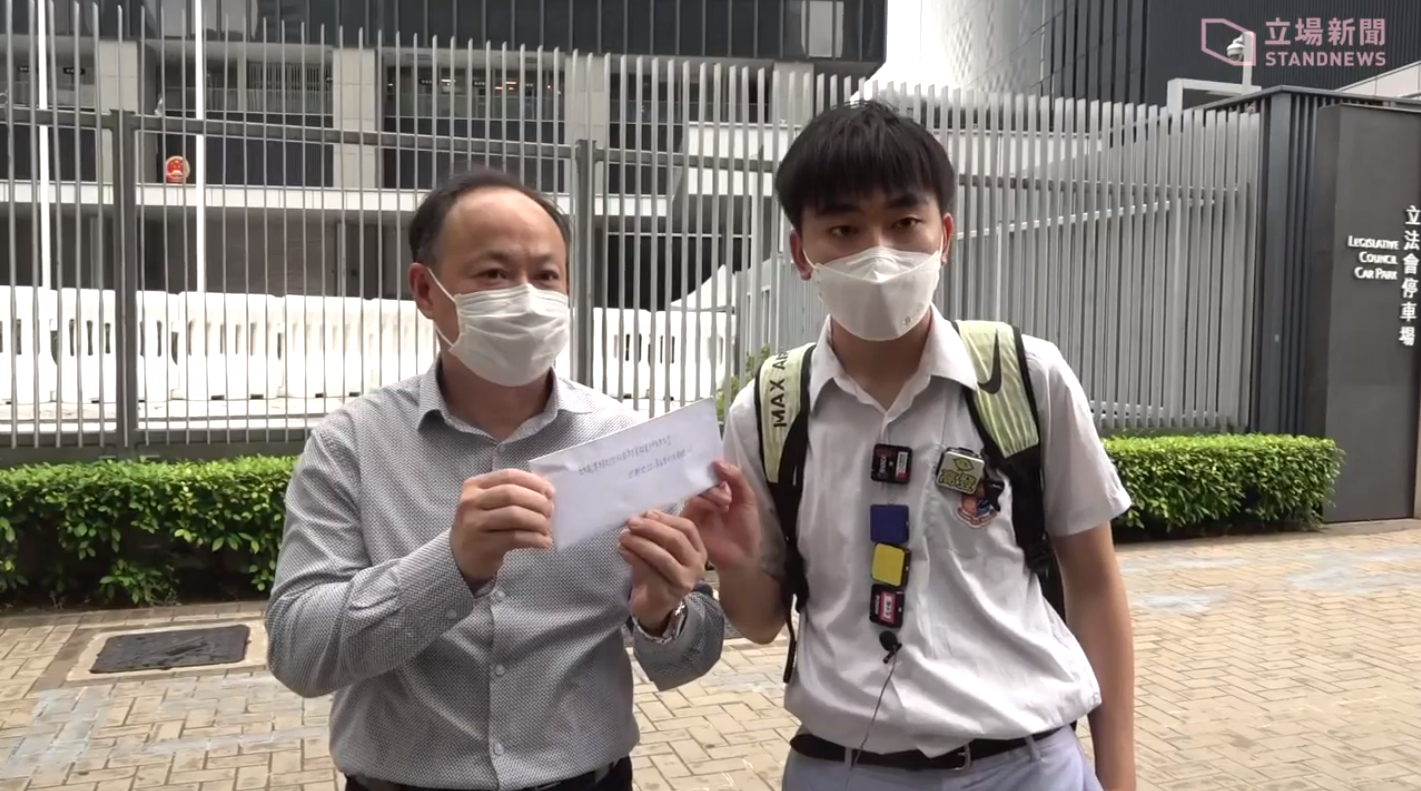
李國永提交致特首林鄭月娥的請願信，之後有政府總部人員代表收信

下午接近1時，「Lunch 哥」李國永到金鐘政府總部門外的示威區提交致特首林鄭月娥的請願信，提及重申五大訴求，表示政府應協助12名被扣留在內地的香港人回港，並又要求林鄭月娥與他及香港人見面，之後有政府總部人員代表收信，其後閱讀《蘋果日報》後離去。

### 太古廣場「和你Shop」」大批警察闖入商場驅趕

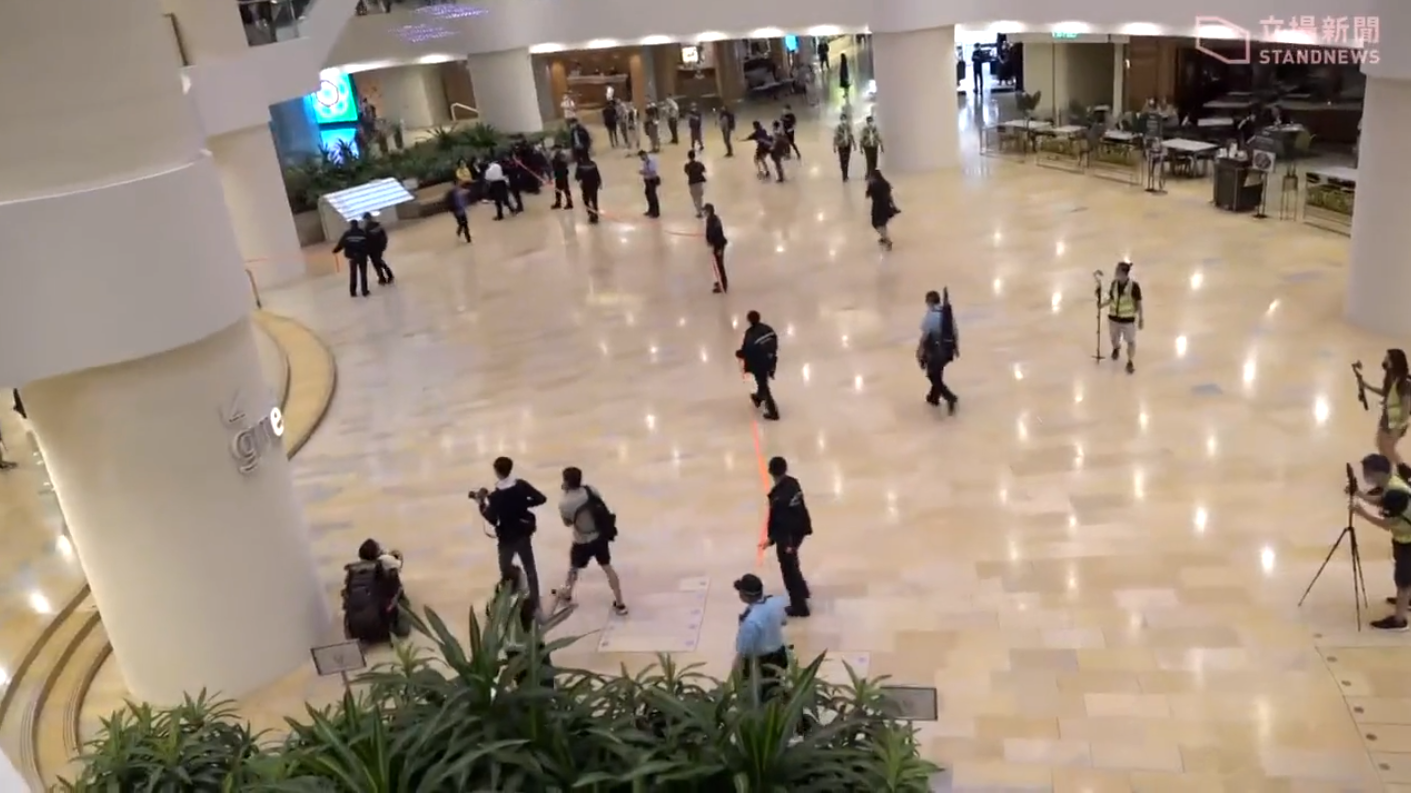
大批軍裝警員闖入商場中庭，設封鎖線逐步包圍記者

雨傘革命六周年，傍晚6時30分，有市民發起在金鐘太古廣場舉行「和你Shop」行動。市民聚集在中庭叫口號和擺放文宣。其後因擔心大批警察走入商場，加上有便衣警員進行攝錄，大部分市民離去。其後「Lunch哥」李國永現身，在商場內唱出半首《願榮光歸香港》期間，大批軍裝警員闖入商場驅趕，並截查包括李氏在內的數名市民和10多名記者。一名10多歲男童被帶上警車。

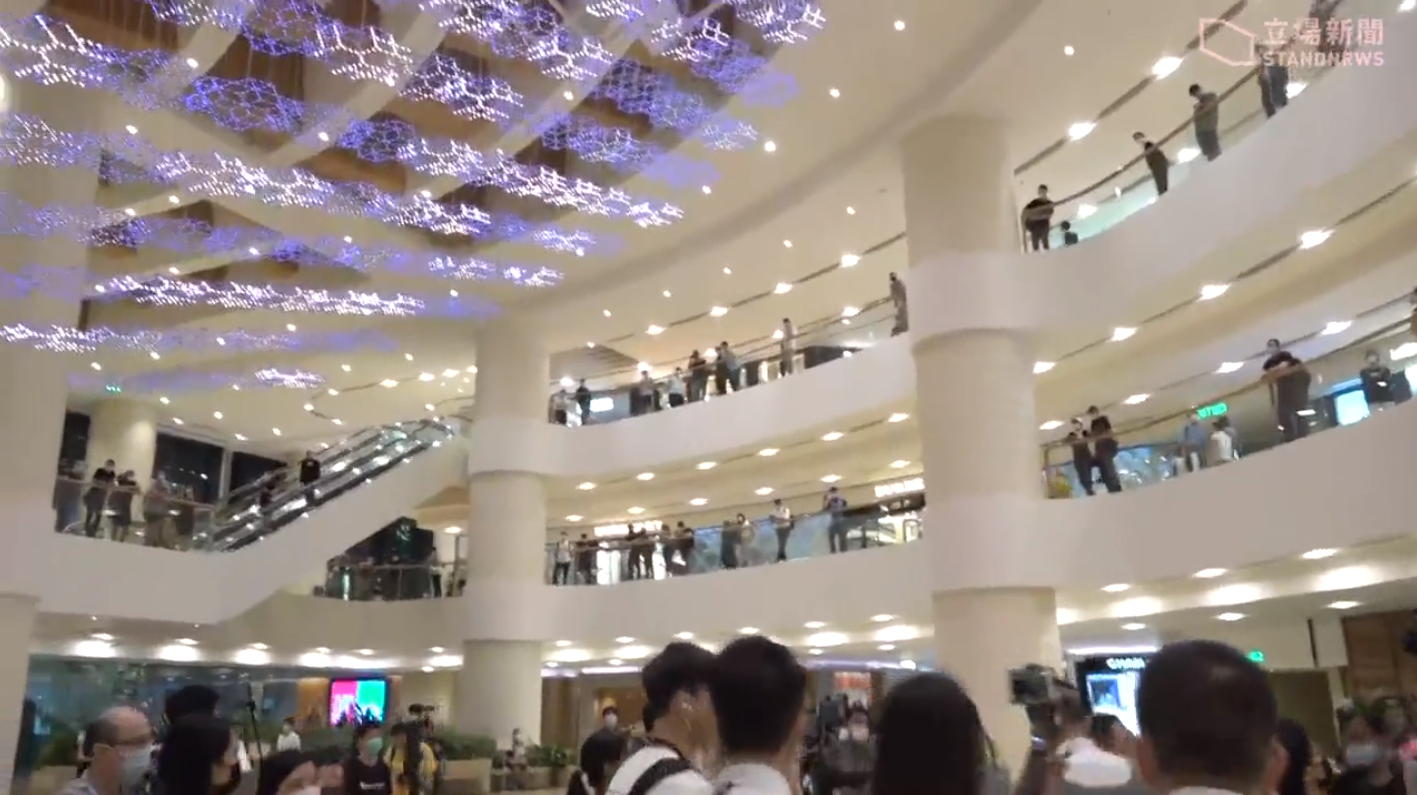
市民聚集在中庭叫口號
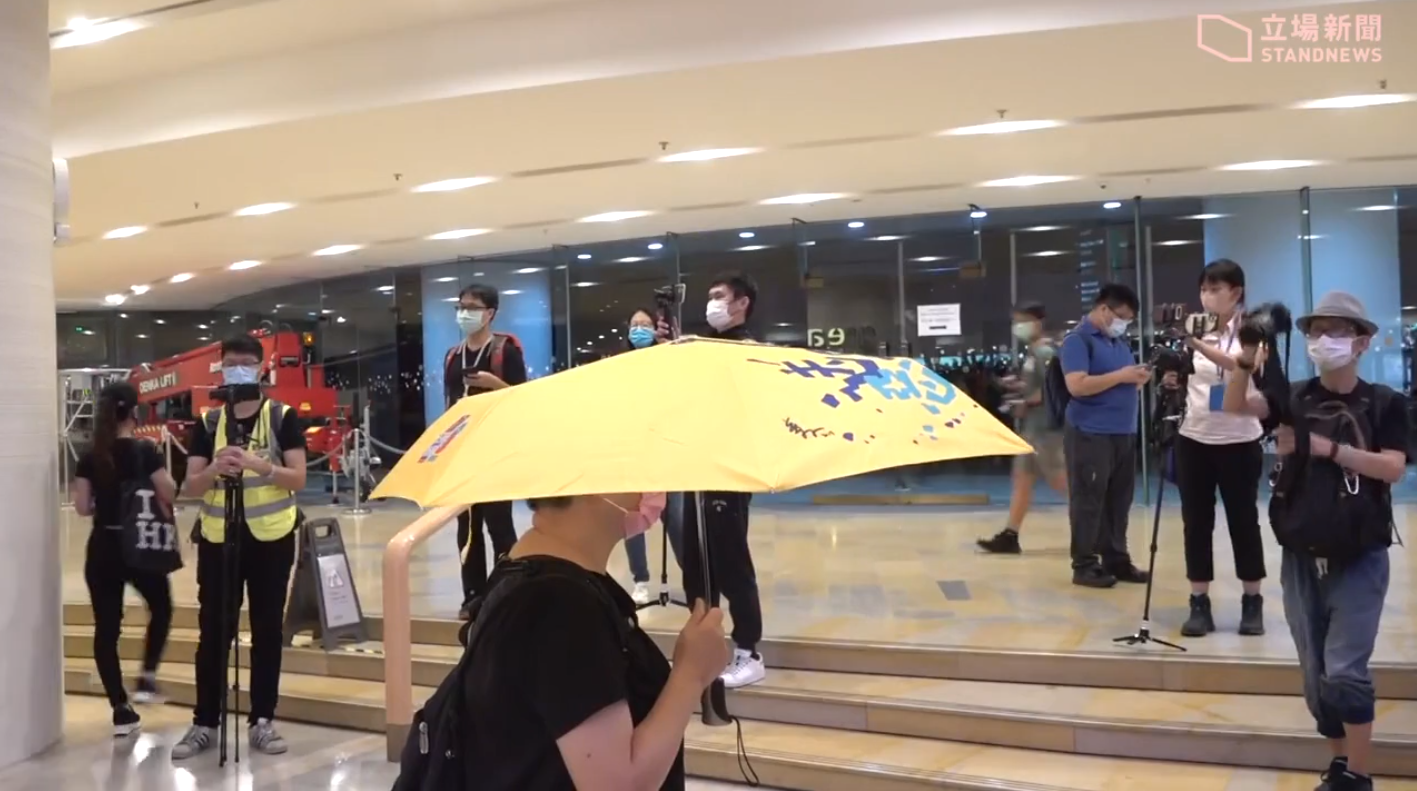
有參與人士舉起黃雨傘
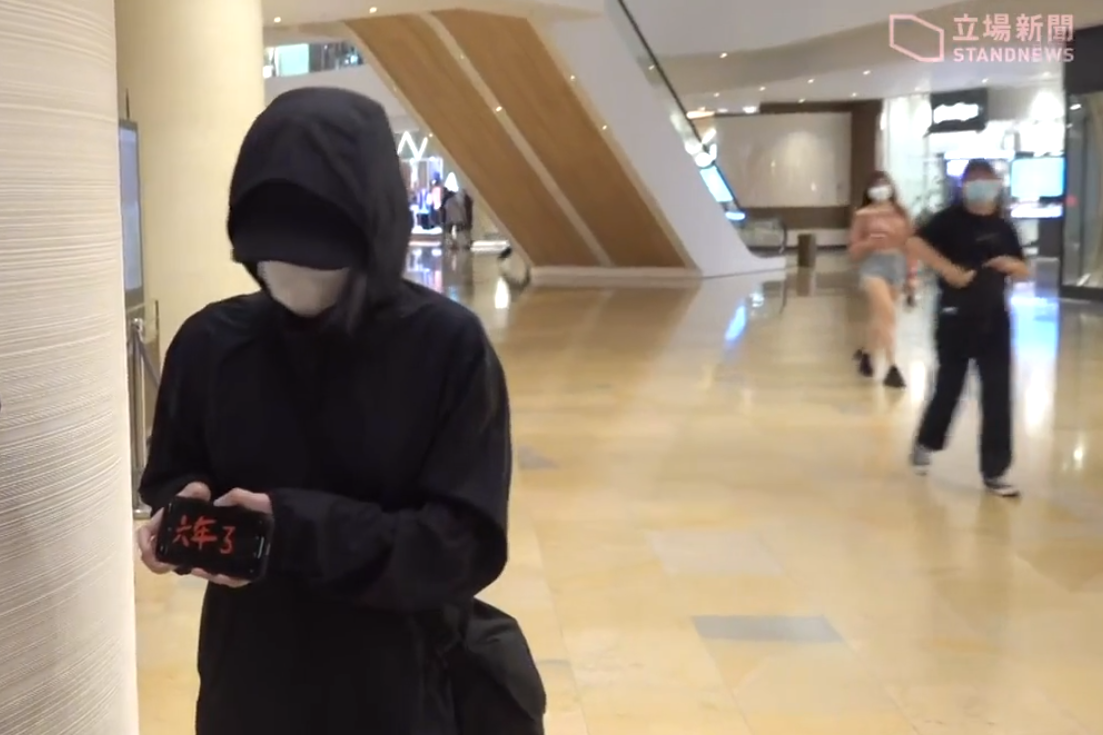
有參與人士利用手機顯示六週年
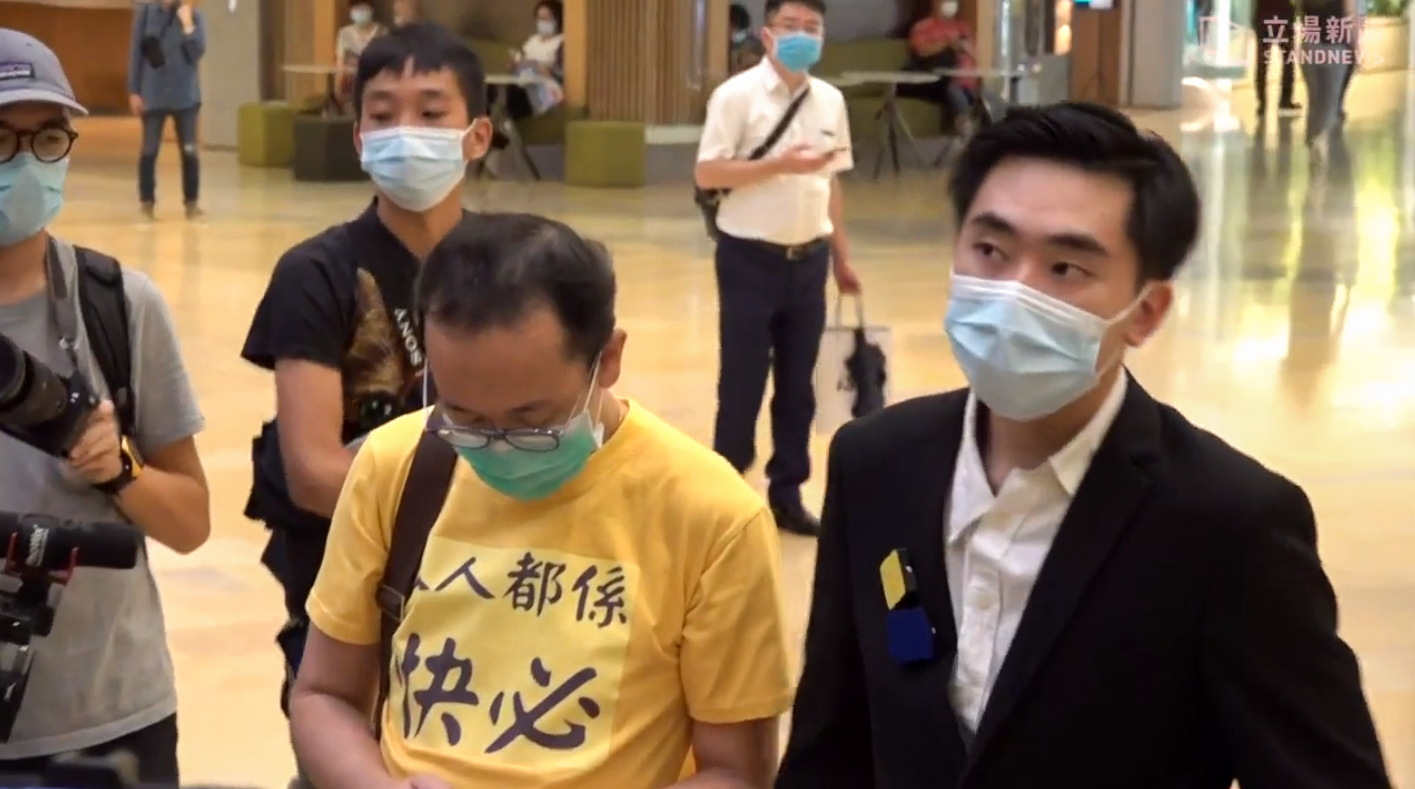
「Lunch哥」李國永現身
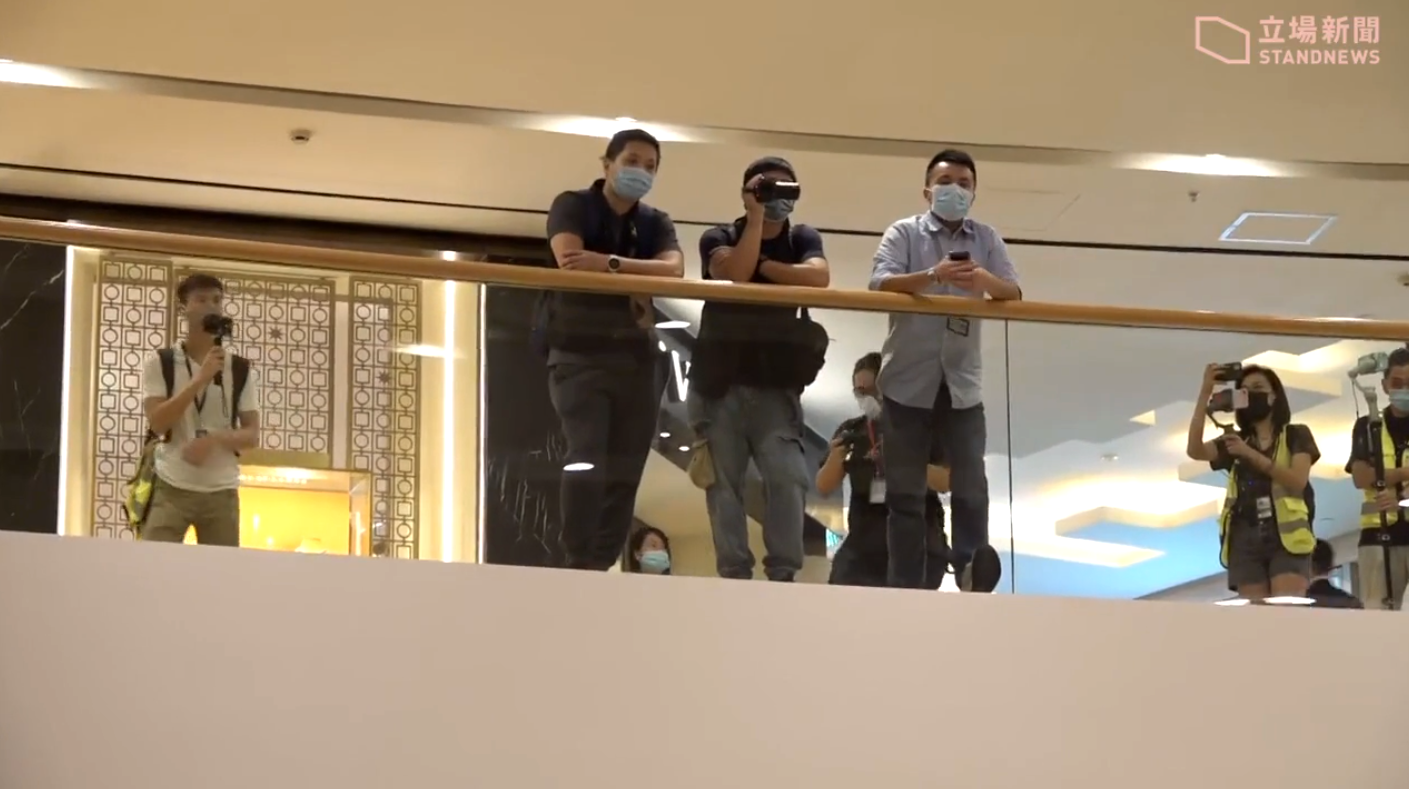
便衣警員在商場3樓進行攝錄
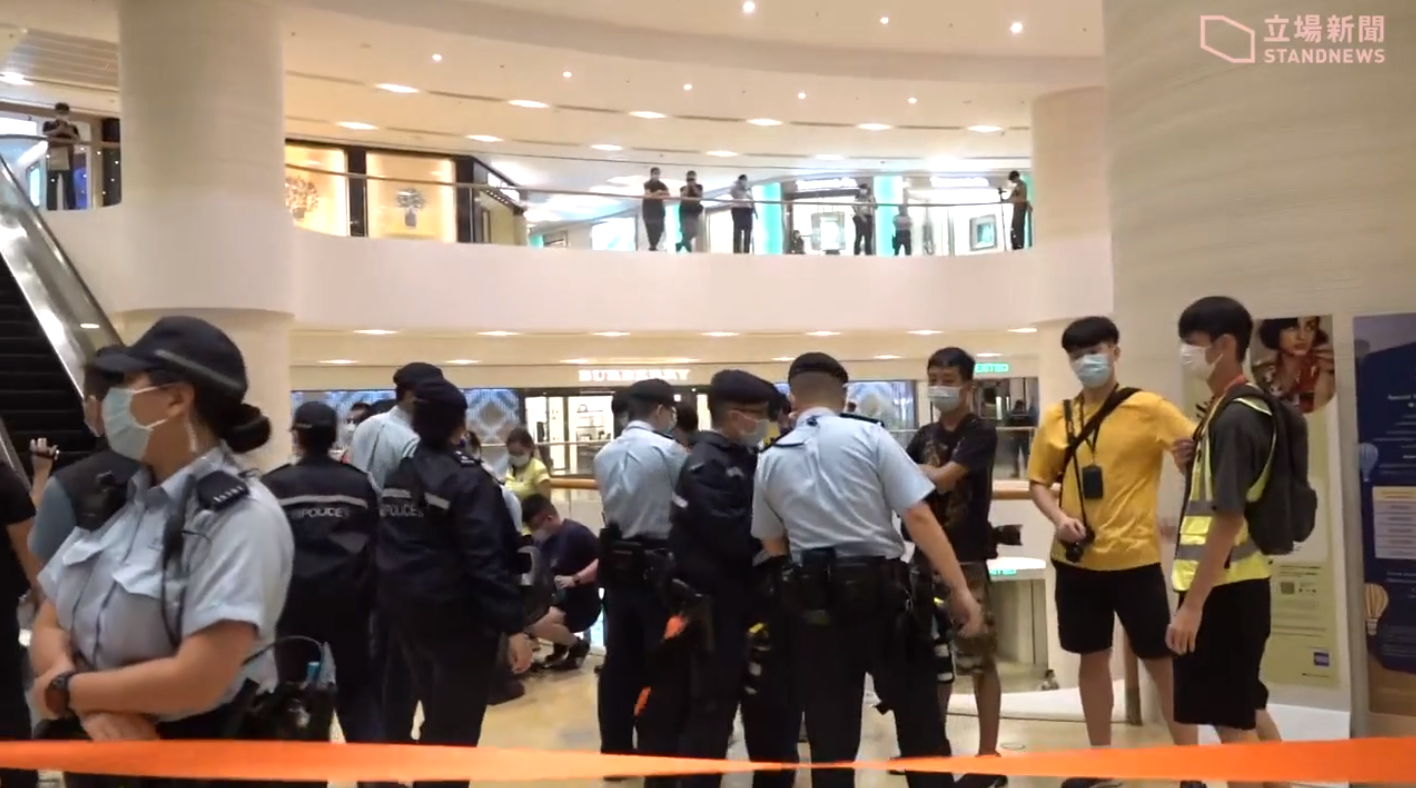
軍裝警員截查多名記者和市民
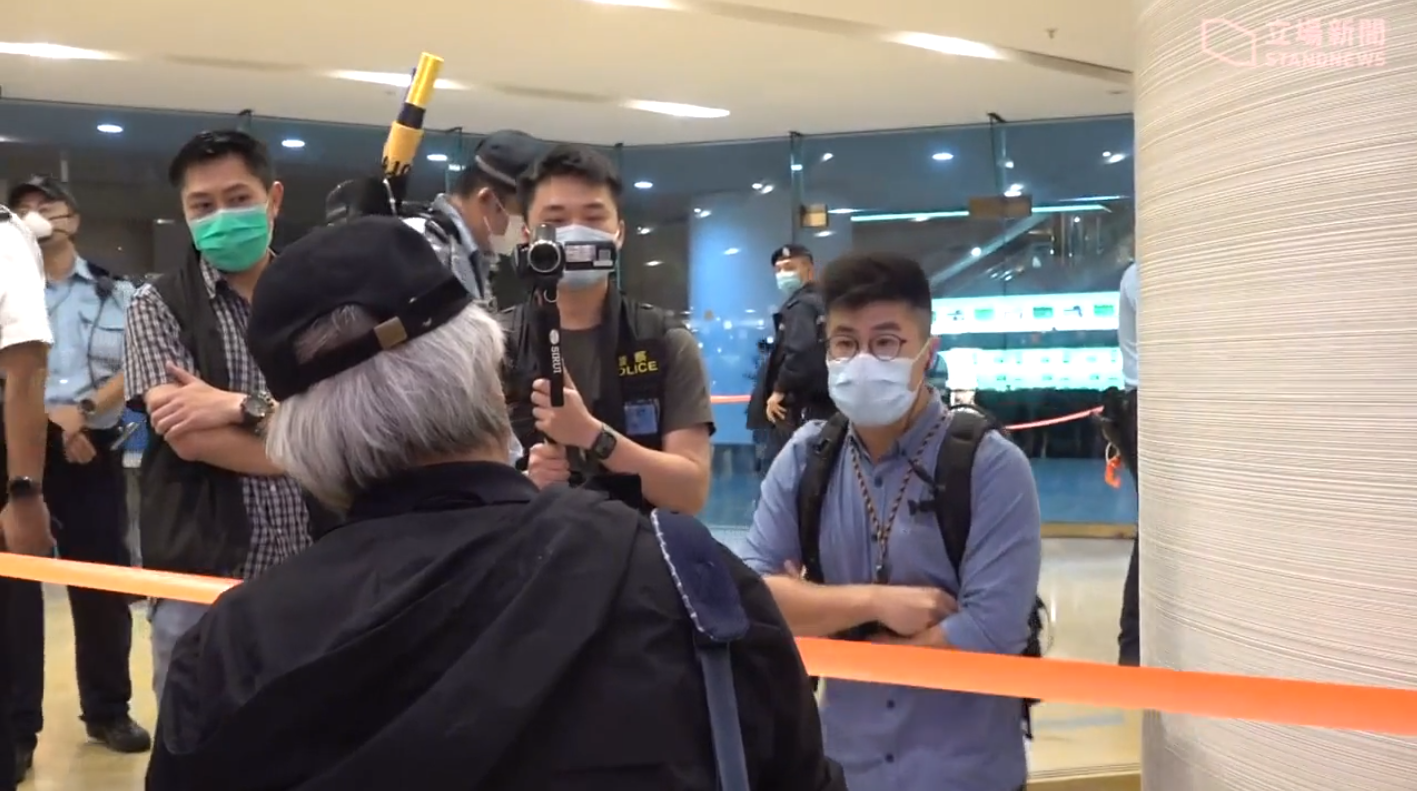
有老人投訴便衣警員

### 司法案件
1名18歲兼職音樂導師於2020年1月29日在葵涌警署車閘入口附近，連同兩名身分不詳的人企圖用火摧毁葵涌警署內警車；以及於今年2月4日被警方查獲在葵涌金發工業大廈一單位內保管11個汽油彈、一罐打火機燃料、兩樽通渠水及3個空玻璃樽；被控各一項企圖縱火及管有物品意圖摧毁財產罪，被告承認控罪，28日於在區域法院判刑。法官胡雅文稱，被告故意投擲汽油彈到警署，直接衝擊法治及公共秩序，強調判刑須具懲罰性及阻嚇性，認罪扣減三分之一刑期後，判被告入獄3年10個月。

## 29日

### 港大學生會重建校內連儂牆
香港大學位於大學街的連儂牆早前被操鄉音的藍絲大媽破壞，港大學生會在中午發起「重建港大連儂牆」行動，有約20多名學生及市民參與。之後有市民遊行至鈕魯詩樓，要求校長張翔譴責摧毁連儂牆的暴徒，並公開事發期間的閉路電視片段，同時認為保安部主管須為當日事件負上責任。校方派代表接收學生會的公開信。而校方也加強校園出入控制，學生及教職員進入校園時需要出示證件，而校外的人進入須解釋原因。

## 30日

### 831事件13個月

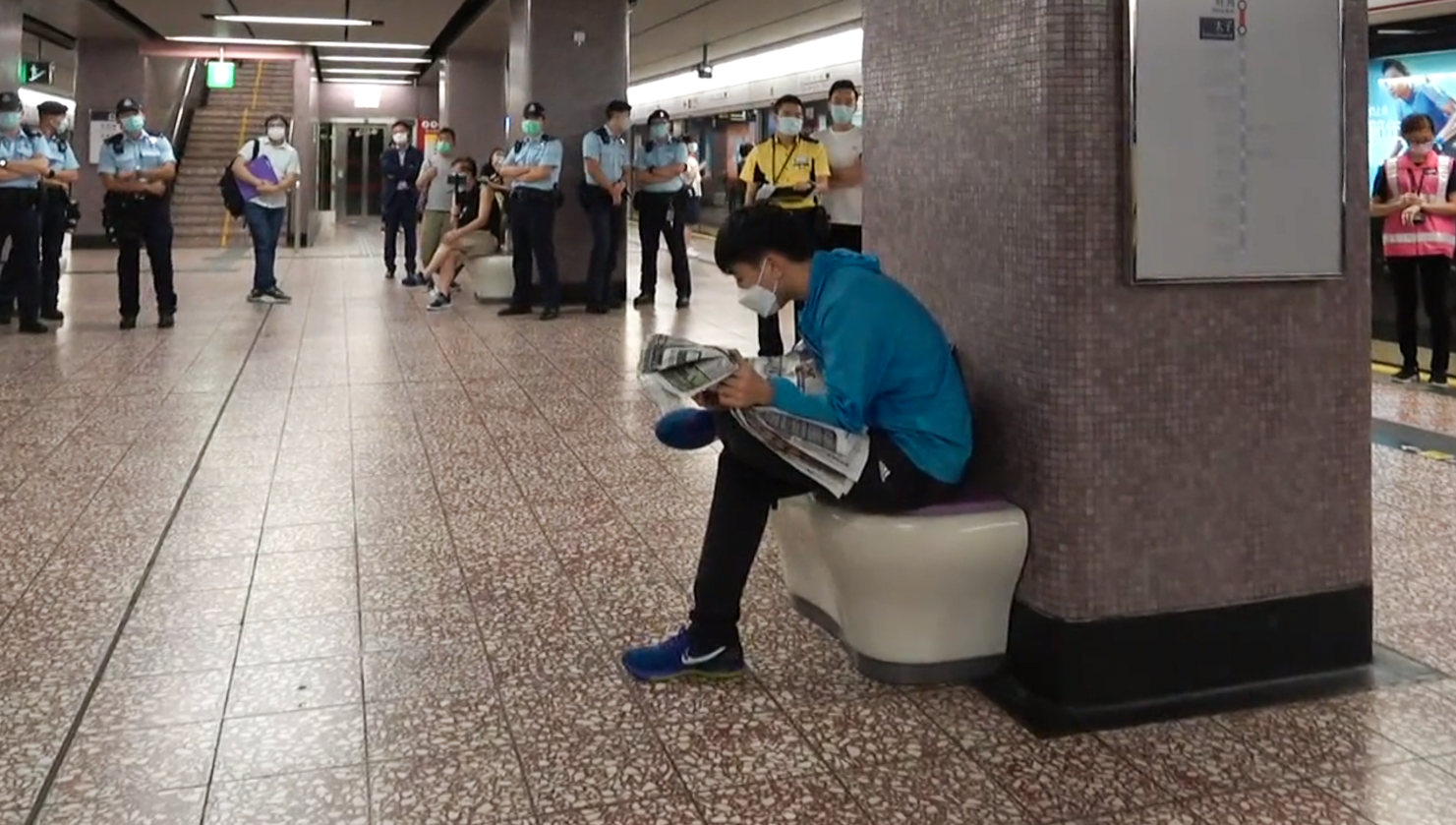
「Lunch哥」中學生David在太子站月台位置坐在一張椅子看報紙，期間並無叫喊口號。不過卻引來多名軍裝警員在場戒備

下午2時半，「Lunch哥」中學生David在太子站月台位置坐在一張椅子看報紙，期間並無叫喊口號。不過卻引來多名軍裝警員在場戒備，之後用橙色膠帶將「Lunch哥」周邊一帶範圍封閉，防止有人聚集。半小時後，3名曾與軍裝警員交談的黑衣男子到場，上前喝罵David為「白卡佬」，又叫他盡快離開。之後有「大波Man」石房有到場拍照一度隔空互相指罵，隨後David自行離開。而石房有與部份網媒對罵後也乘港鐵離開。
到晚上6時，有市民於太子站B1出入口外擺放鮮花，多名區議員在場代為接收。而警方派出大批軍裝警員和防暴警員在周邊戒備及監視，包括在出入口範圍拉起橙色封鎖線和截查市民。